# Musikjahr 1946

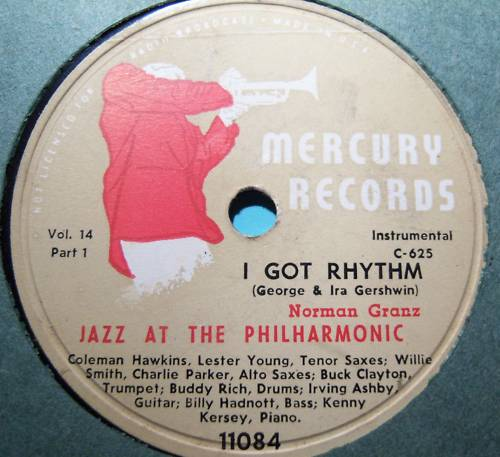
I Got Rhythm – Coleman Hawkins / Lester Young / Charlie Parker

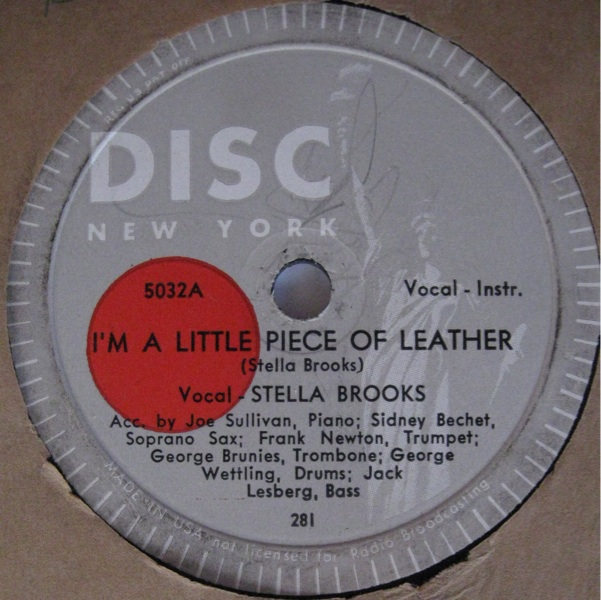
I’m a little piece of leather – Stella Brooks

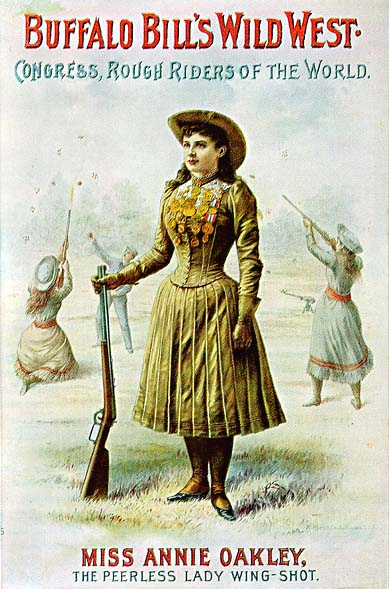
Musical Annie Get Your Gun

Liste der Musikjahre

◄◄ | ◄ | 1942 | 1943 | 1944 | 1945 | Musikjahr 1946 | 1947 | 1948 | 1949 | 1950 | ► | ►►

Weitere Ereignisse · Country-Musik
Dieser Artikel behandelt das Musikjahr 1946.

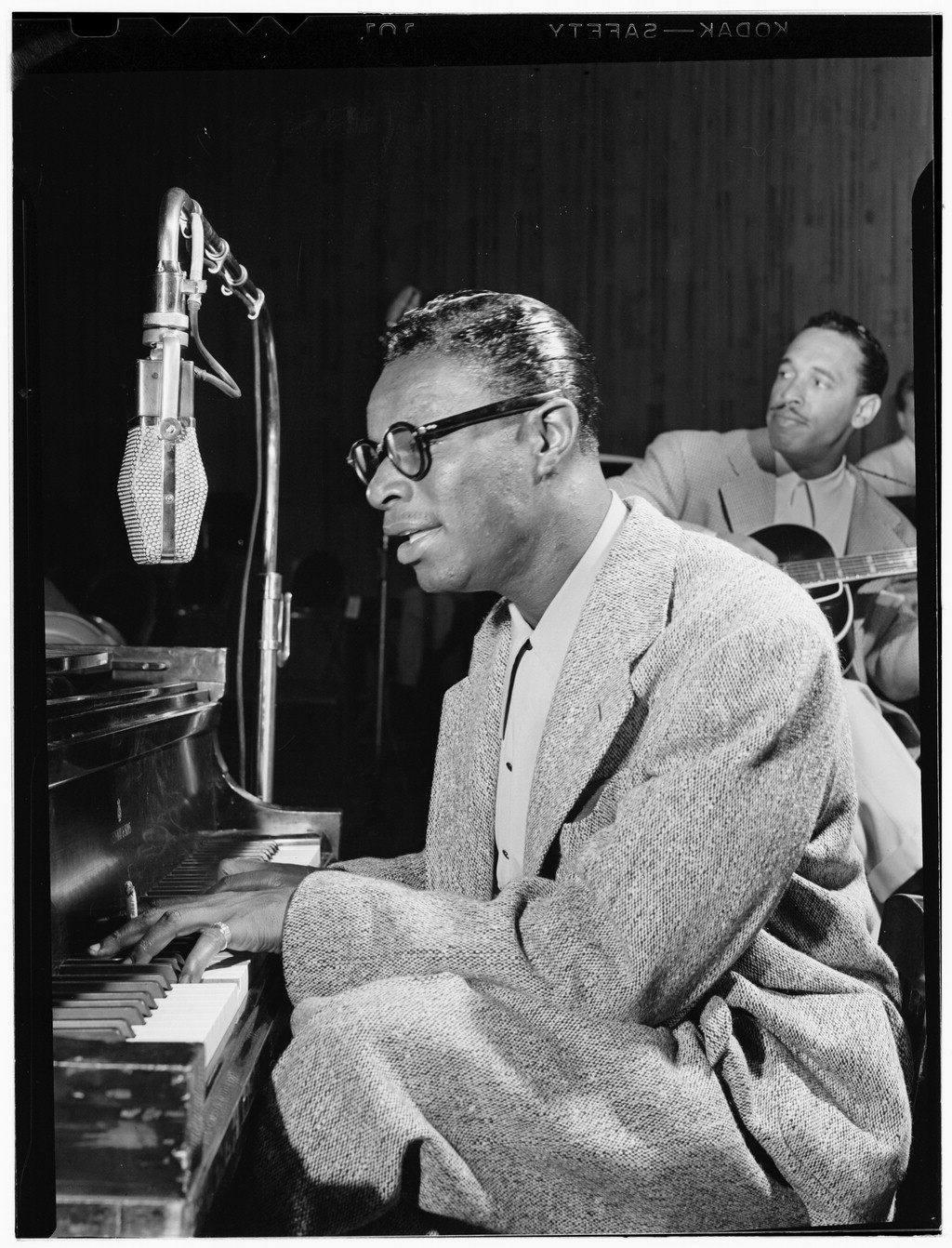
Nat King Cole (1946)

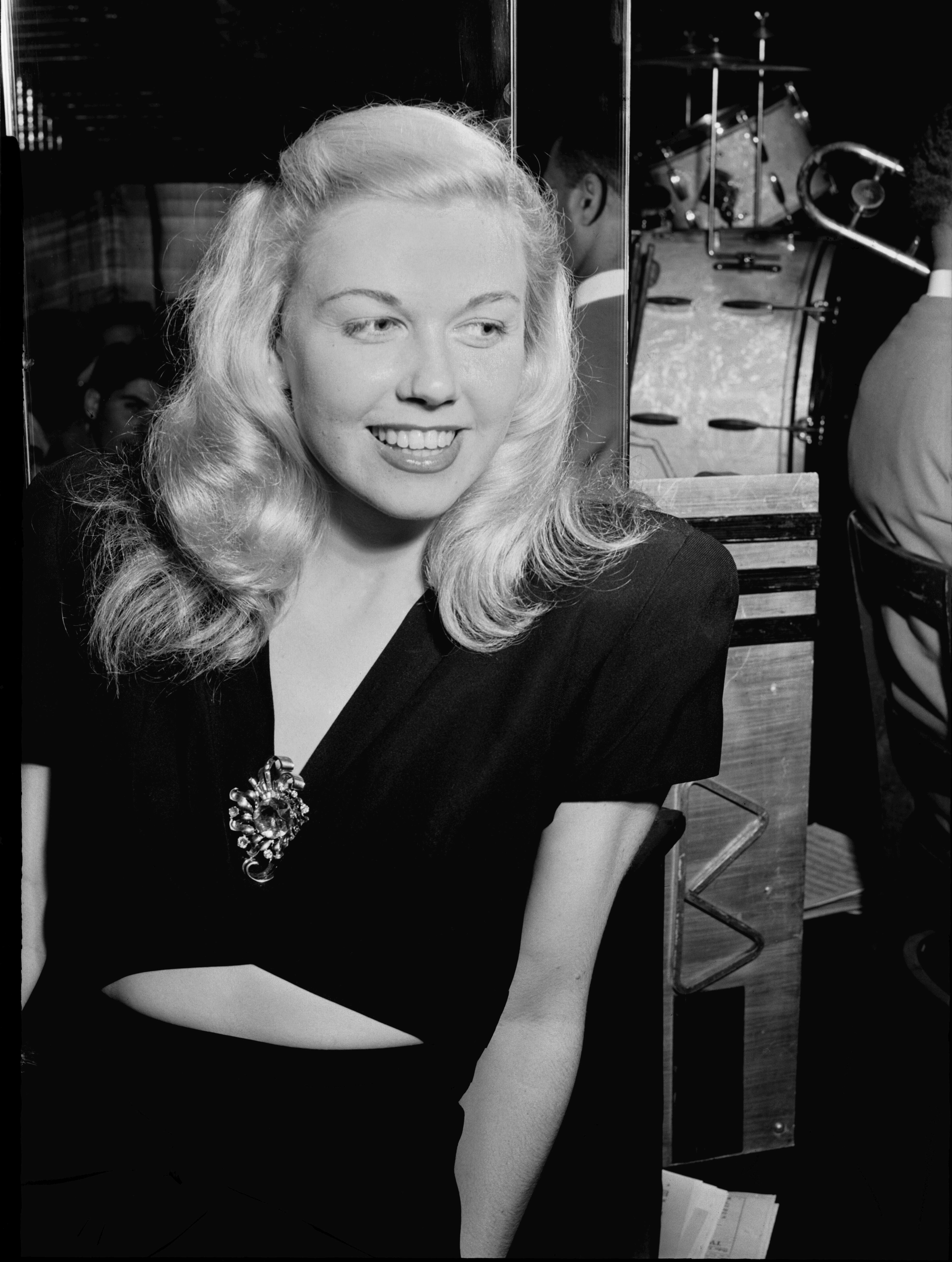
Doris Day (1946)

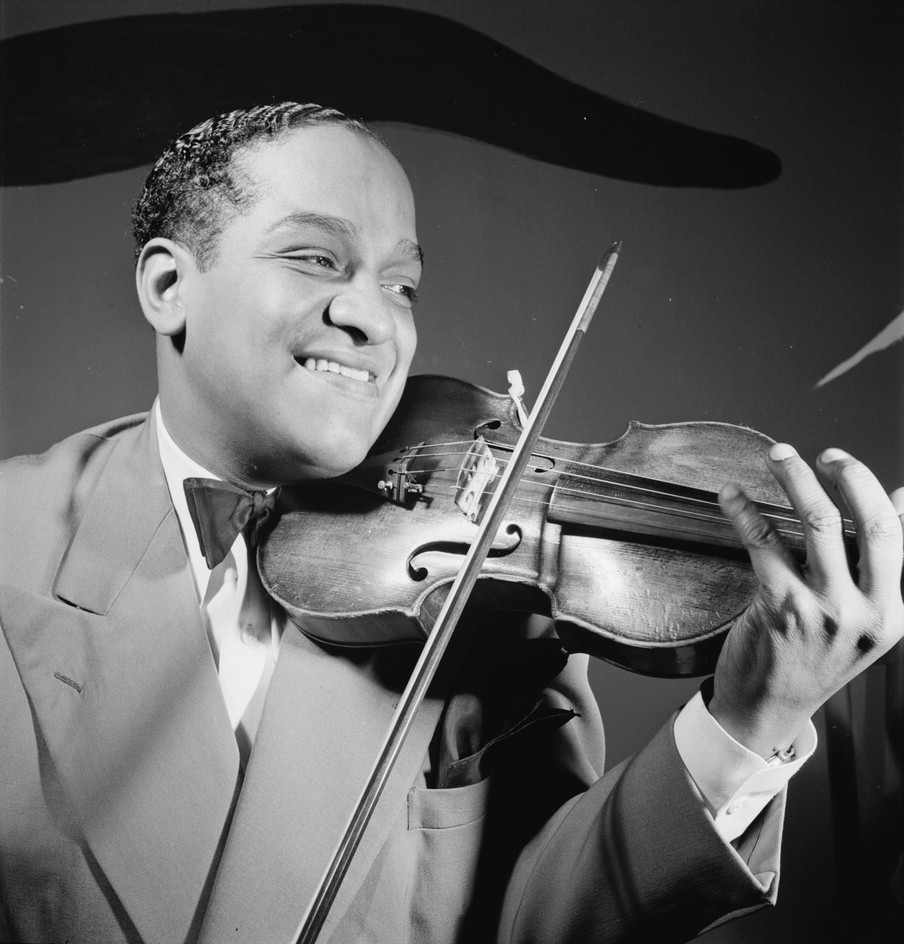
Eddie South (1946)

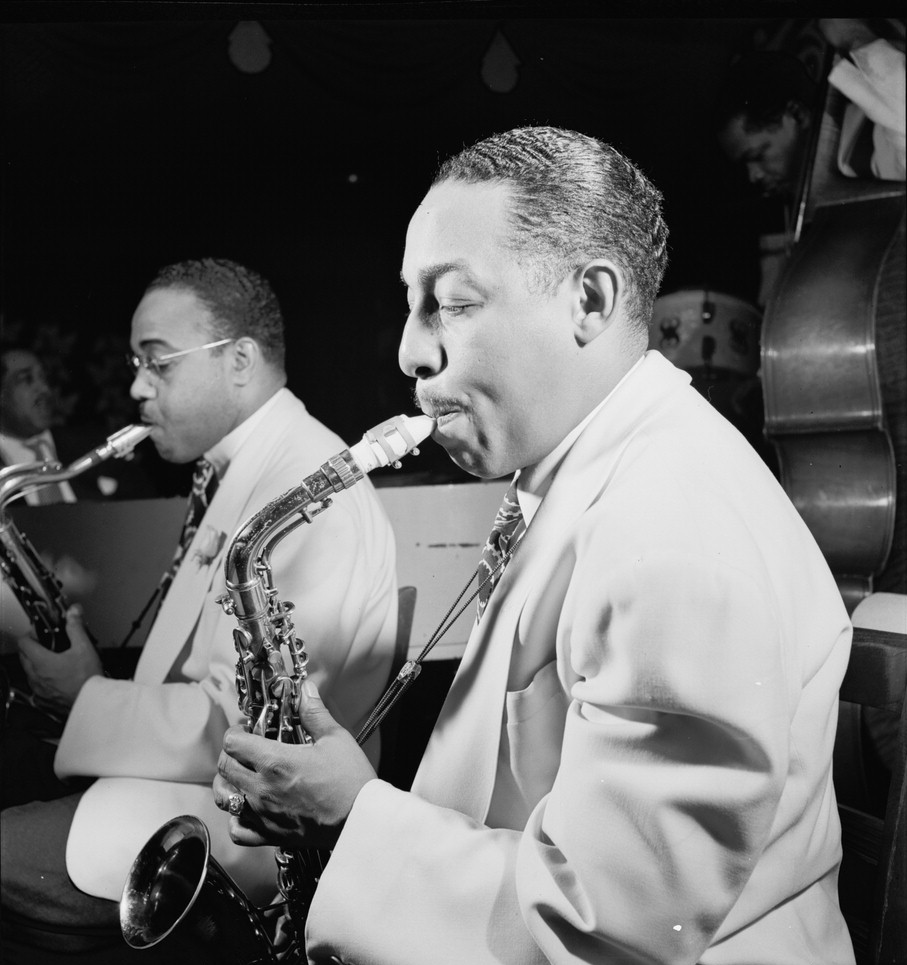
Johnny Hodges und Al Sears (1946)

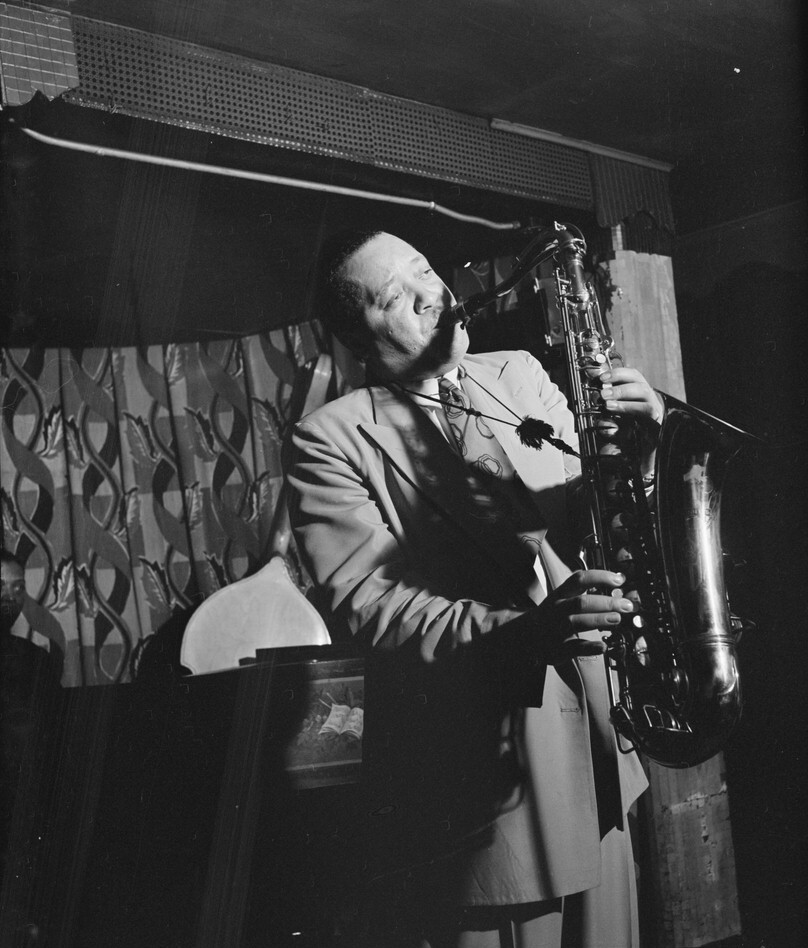
Lester Young (1946)

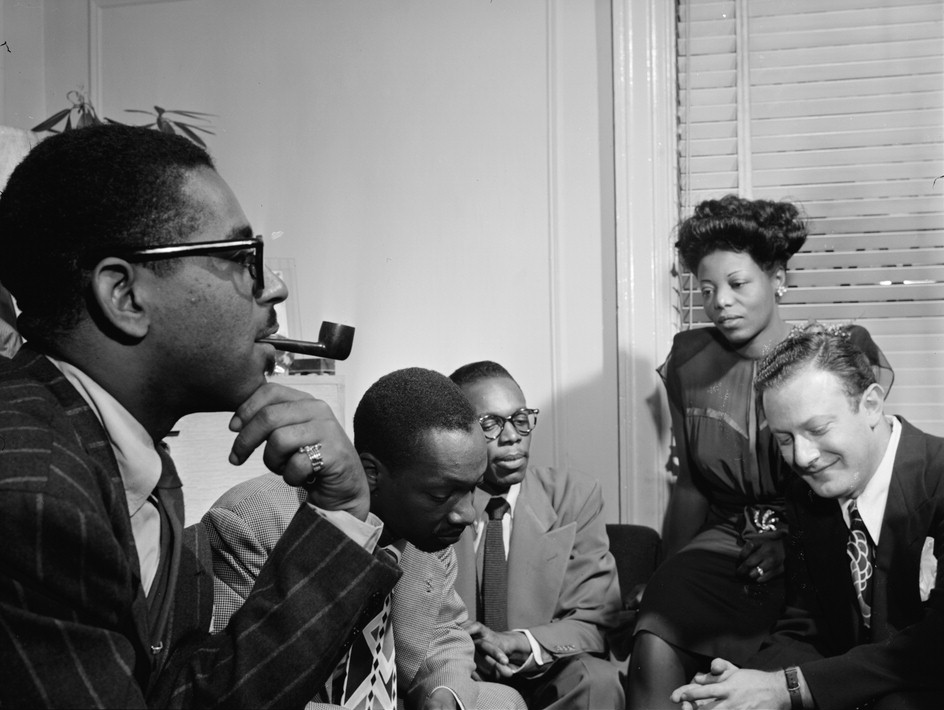
Dizzy Gillespie, Tadd Dameron, Hank Jones und Mary Lou Williams (1946)

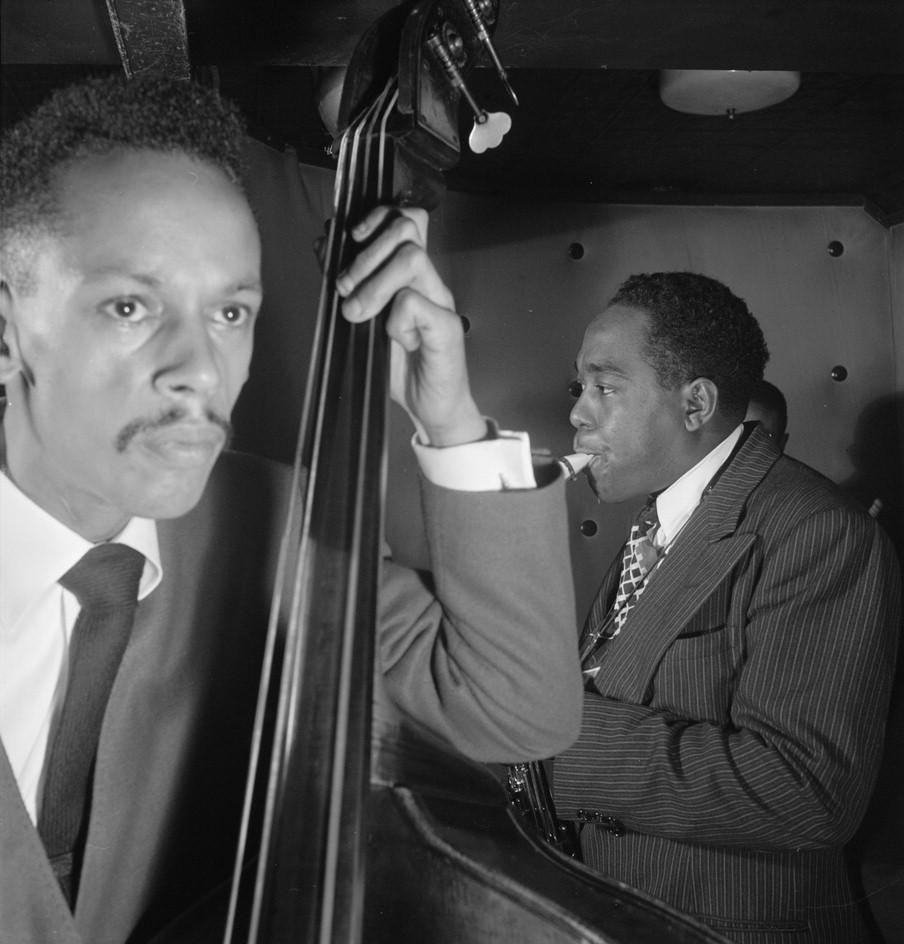
Tommy Potter, Charlie Parker und (verdeckt) Max Roach (1946)

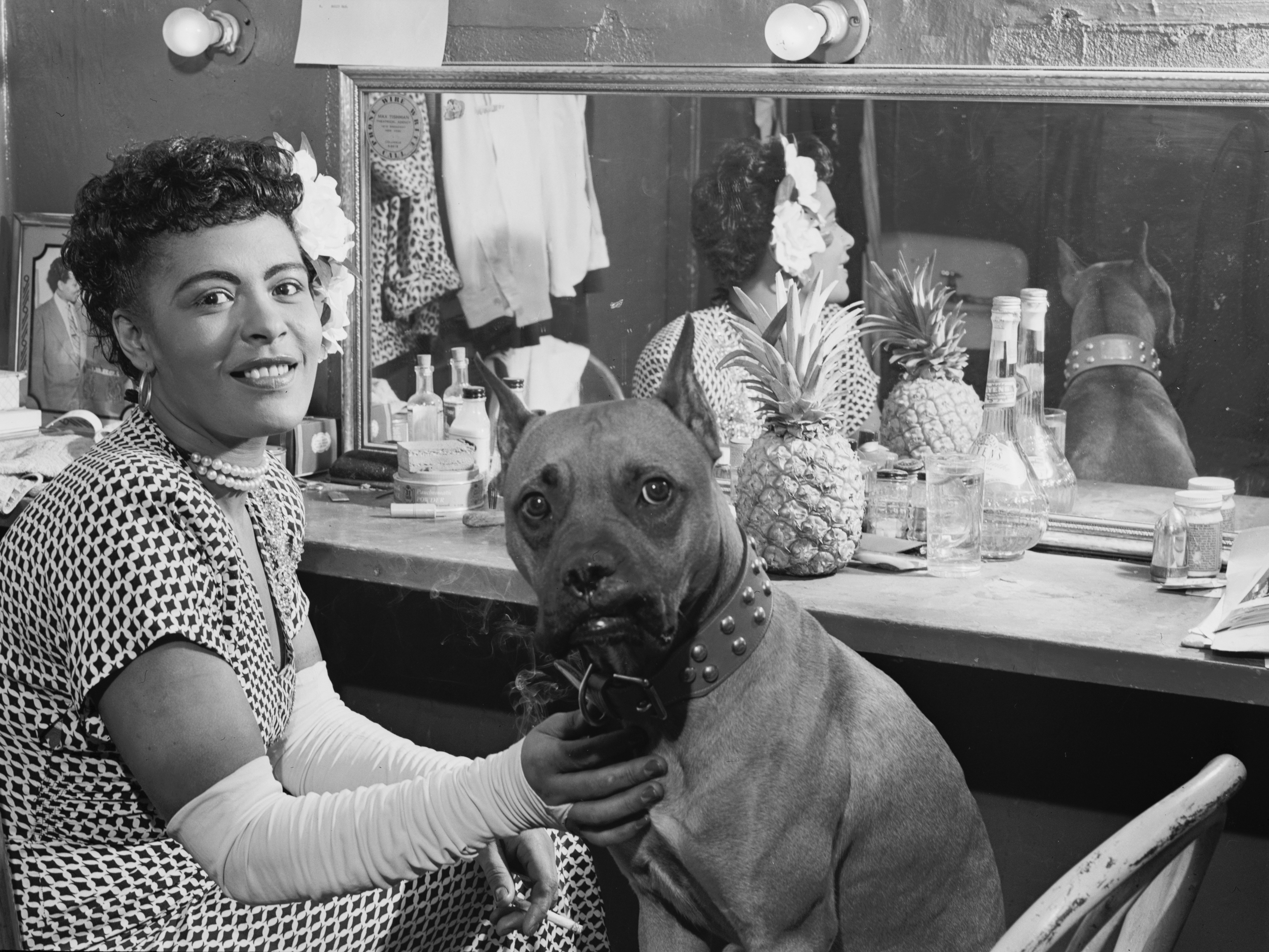
Billie Holiday (1946)

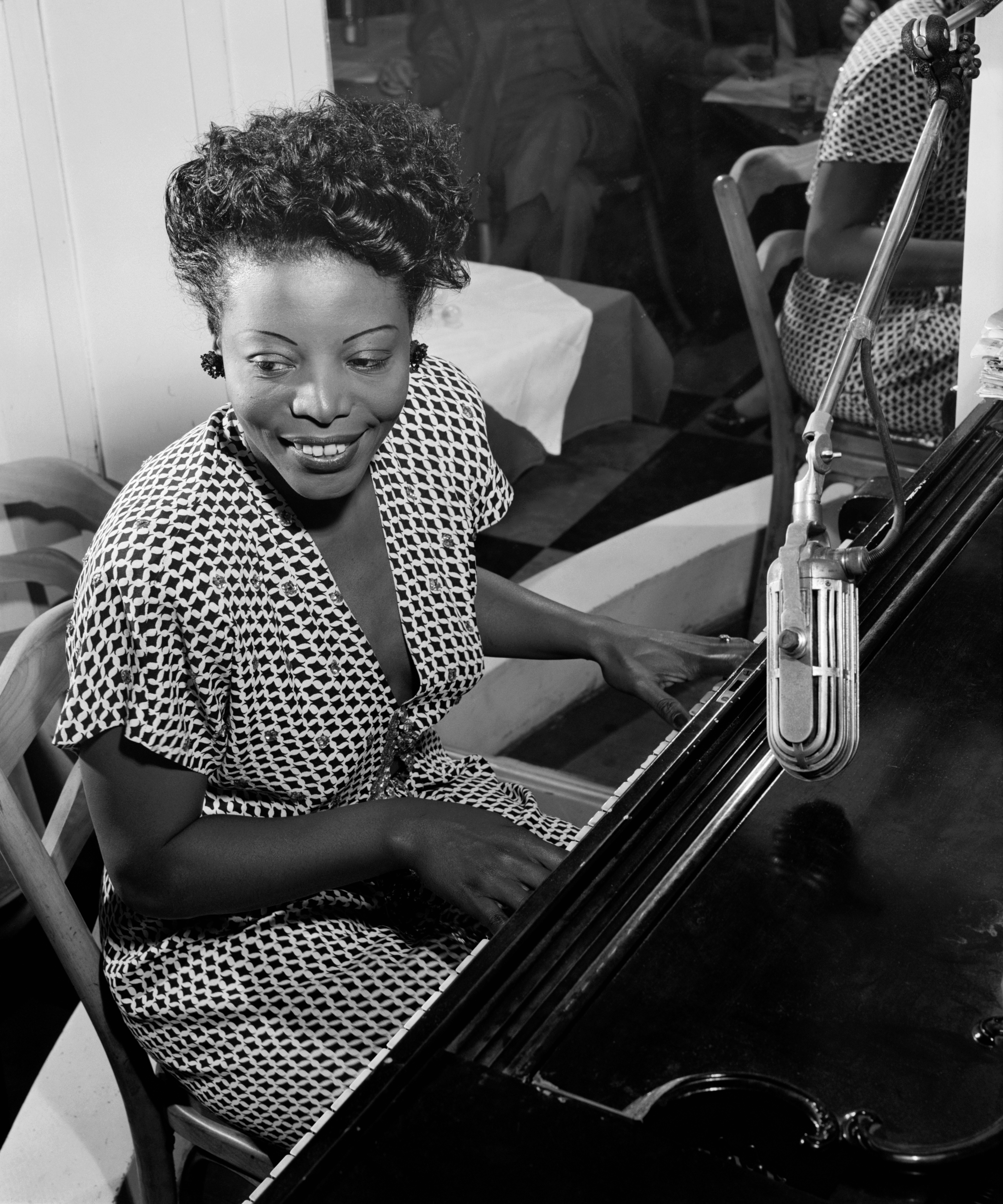
Mary Lou Williams (1946)

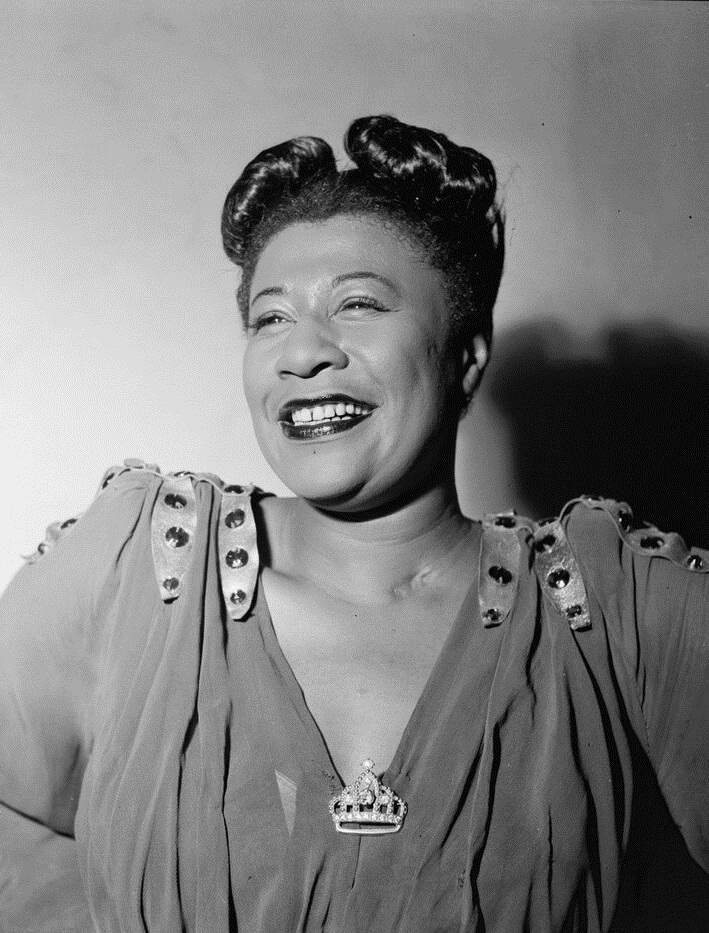
Ella Fitzgerald (1946)

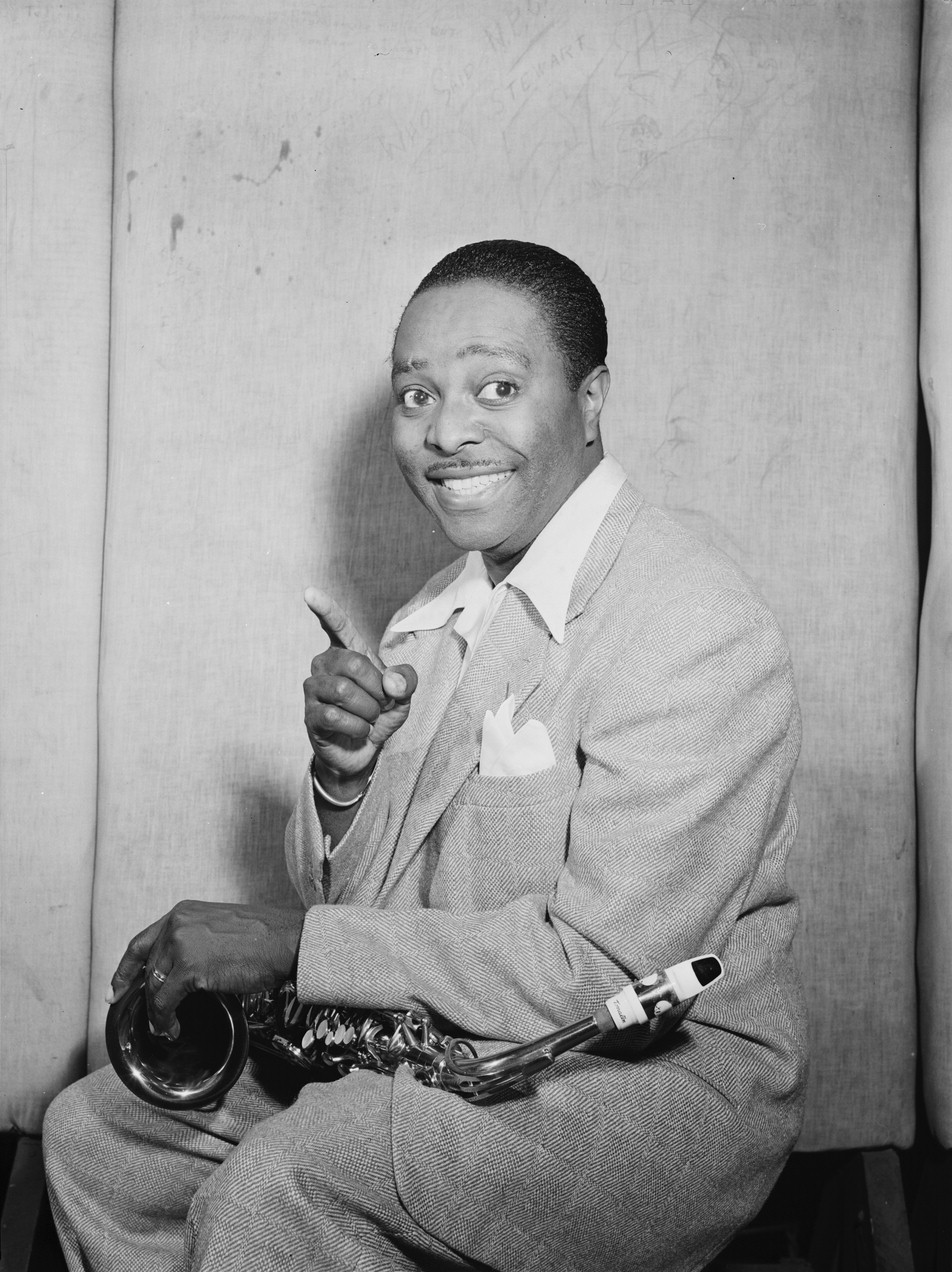
Louis Jordan (1946)

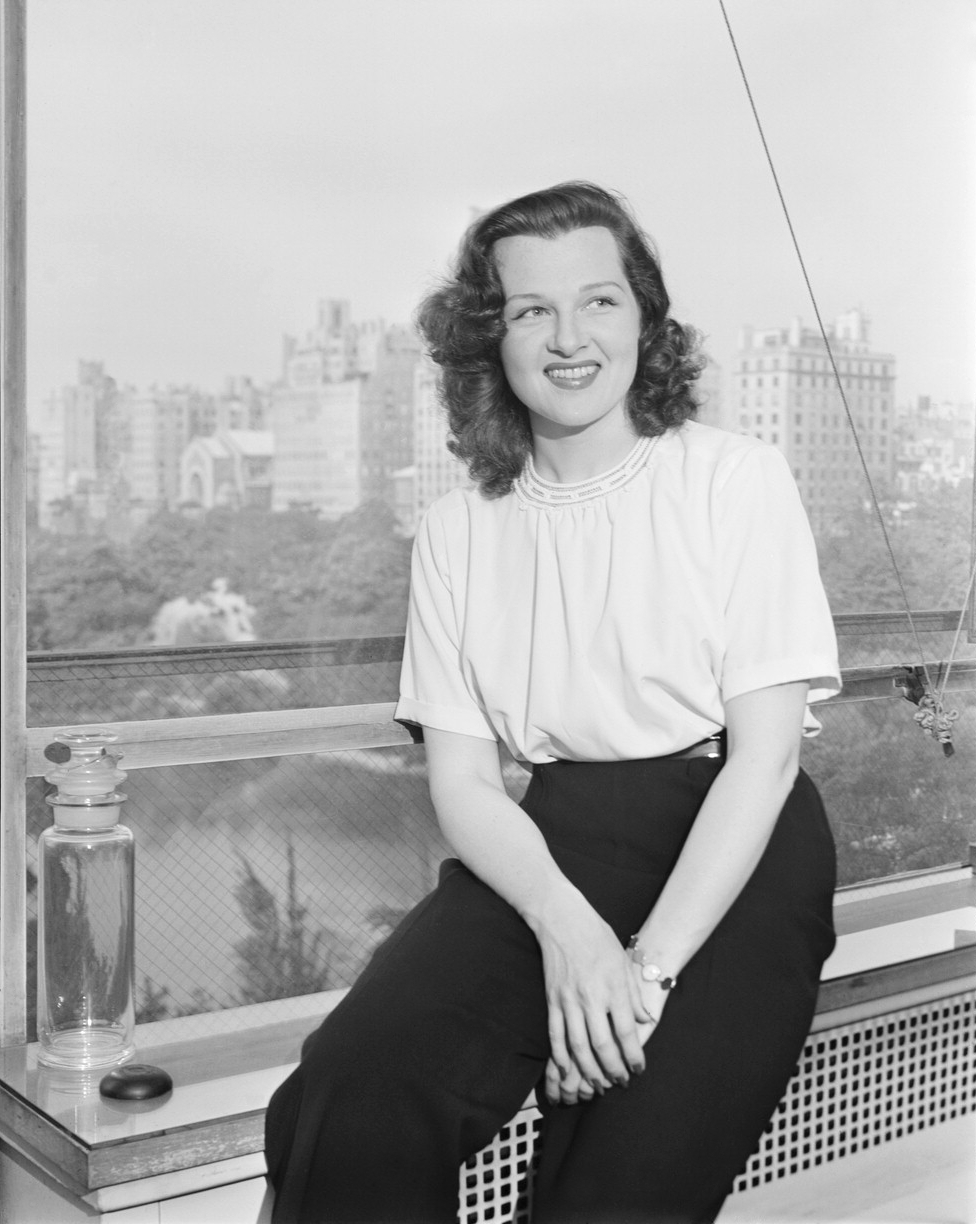
Jo Stafford (1946)

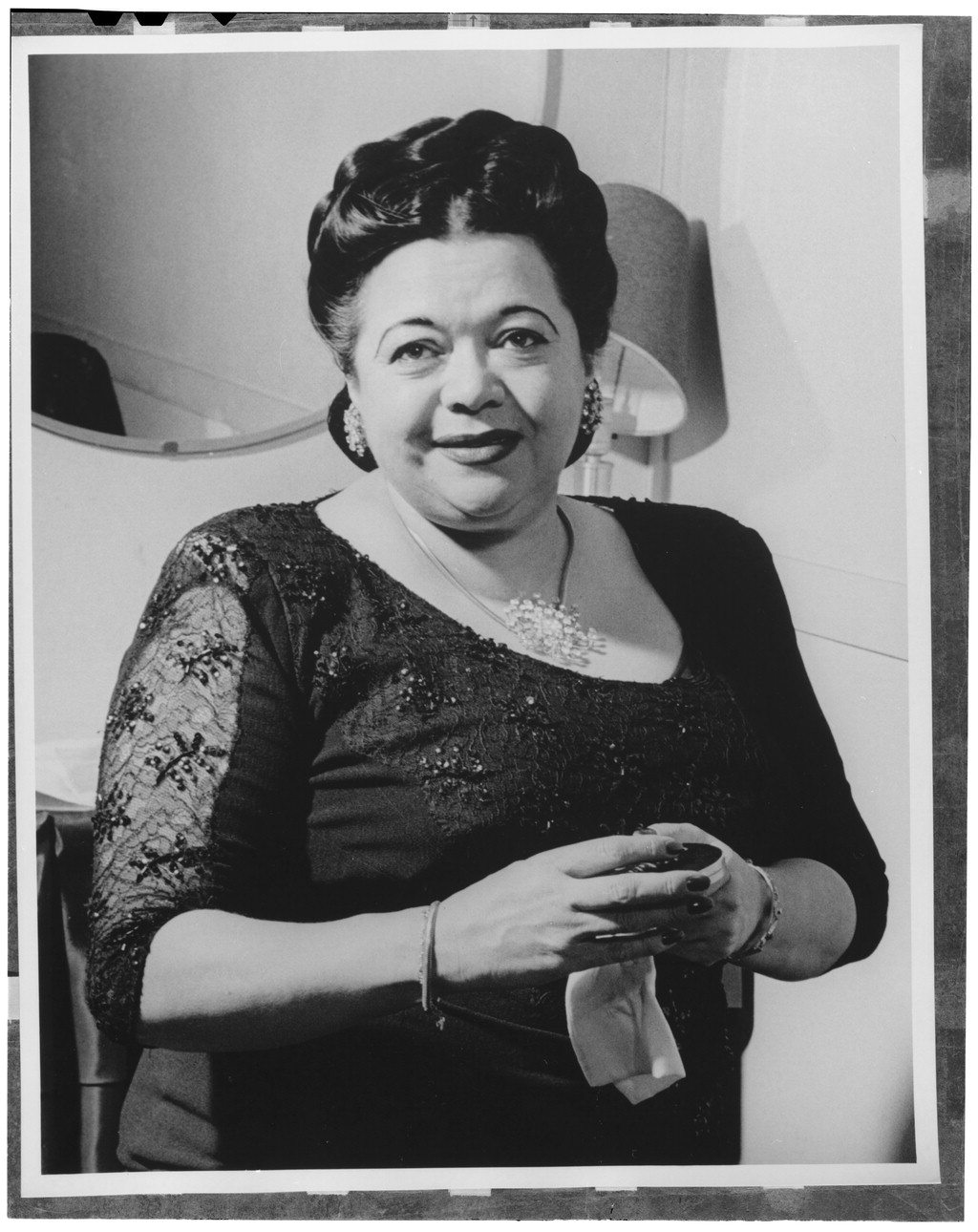
Mildred Bailey (1946)

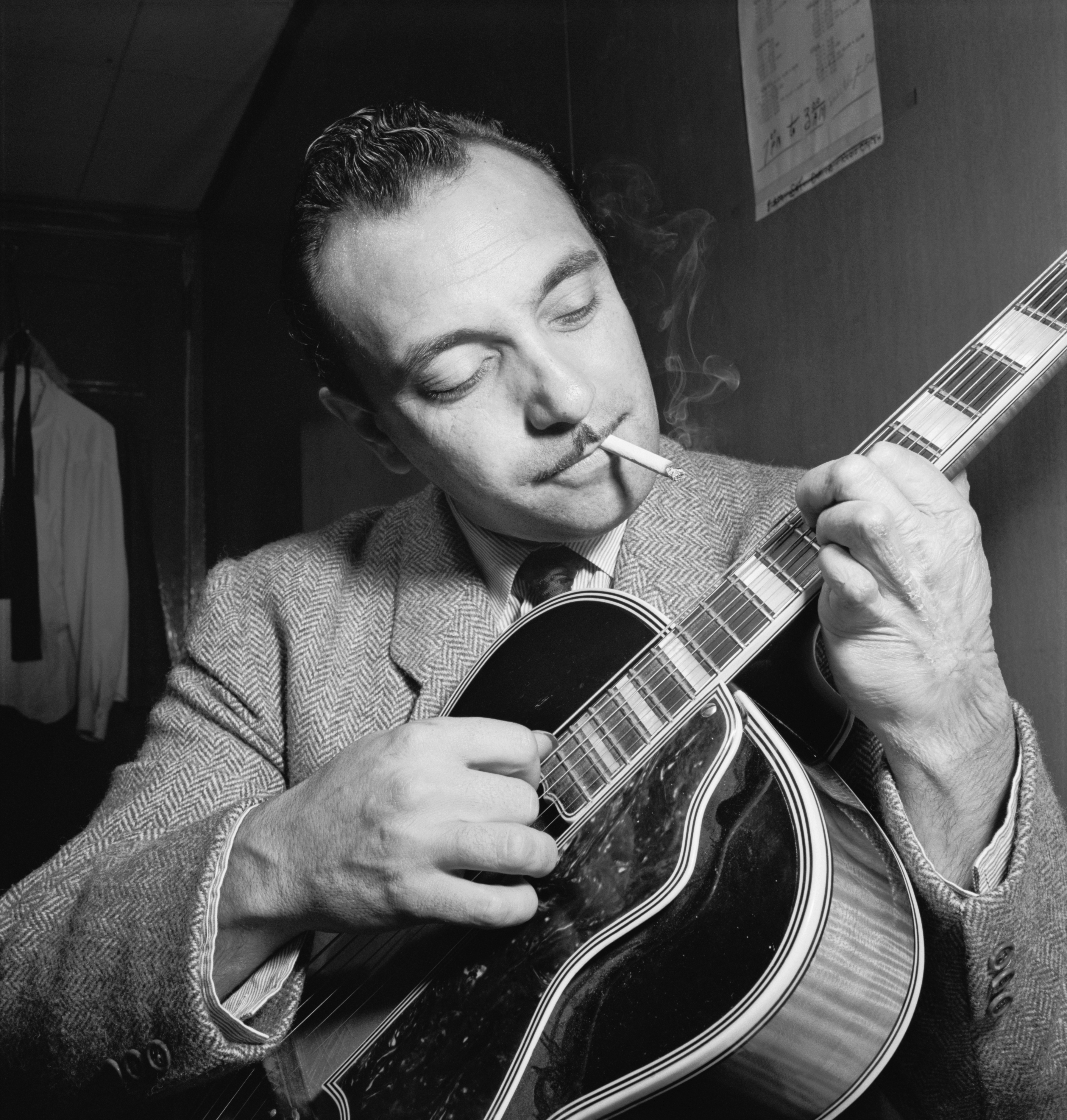
Django Reinhardt (1946)

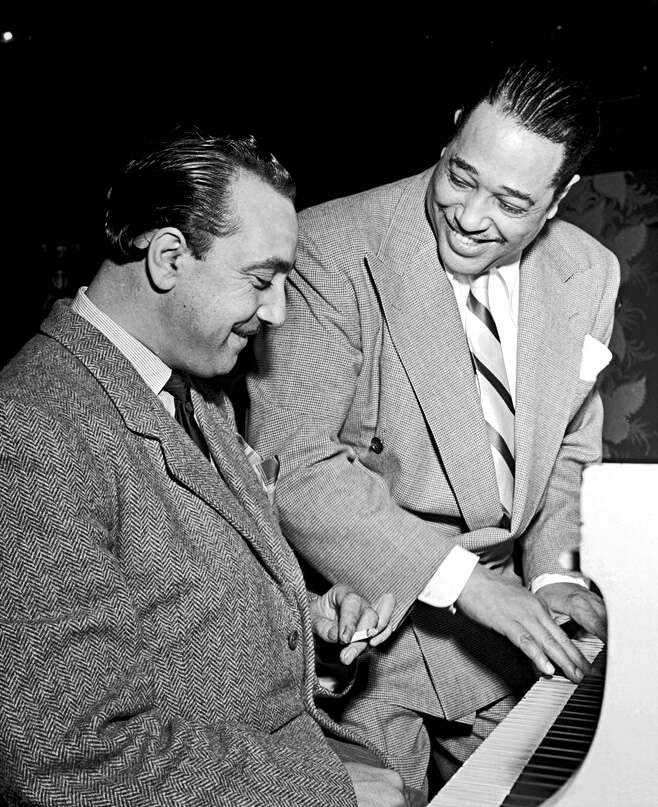
Django Reinhardt und Duke Ellington (1946)

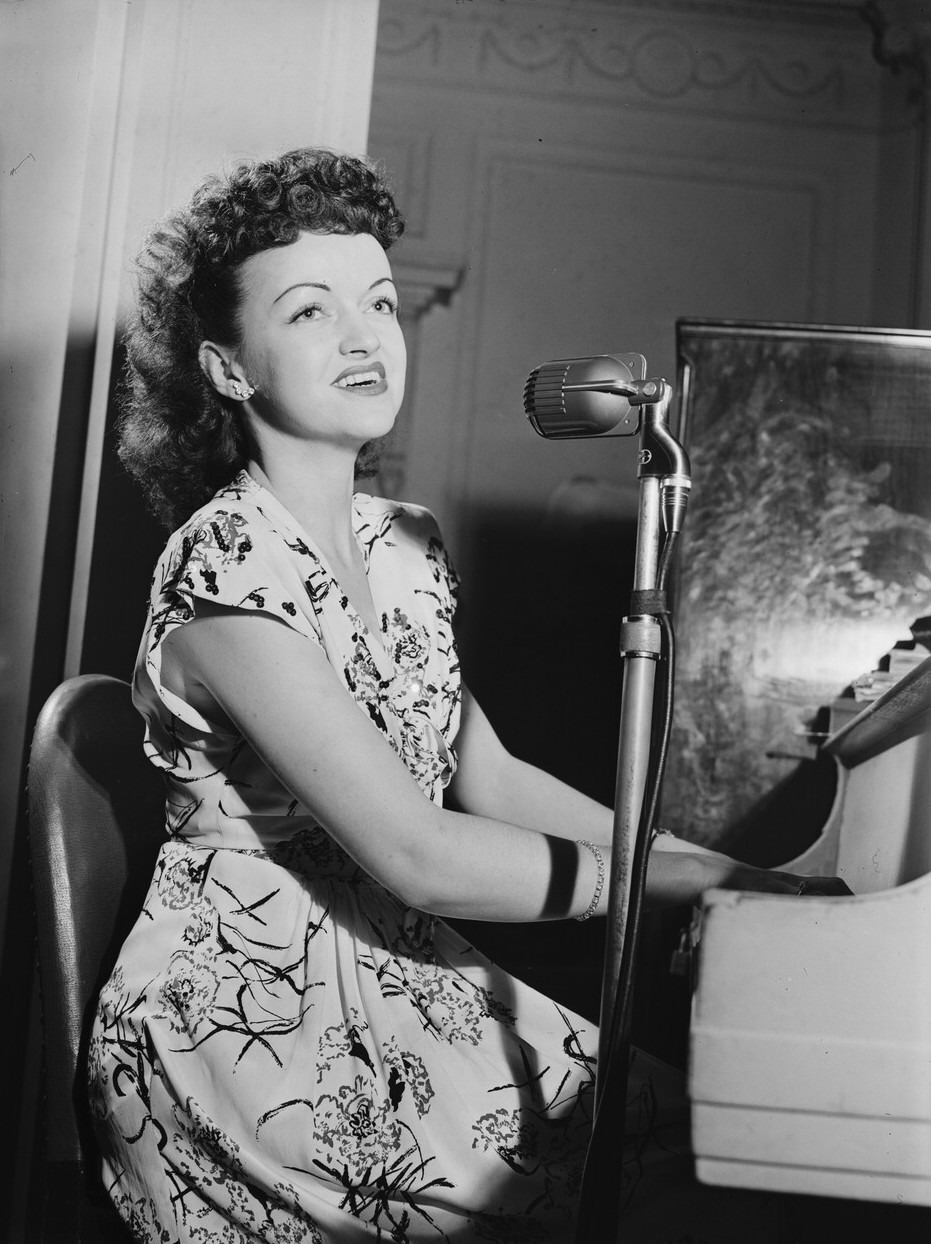
Dardanelle (1946)

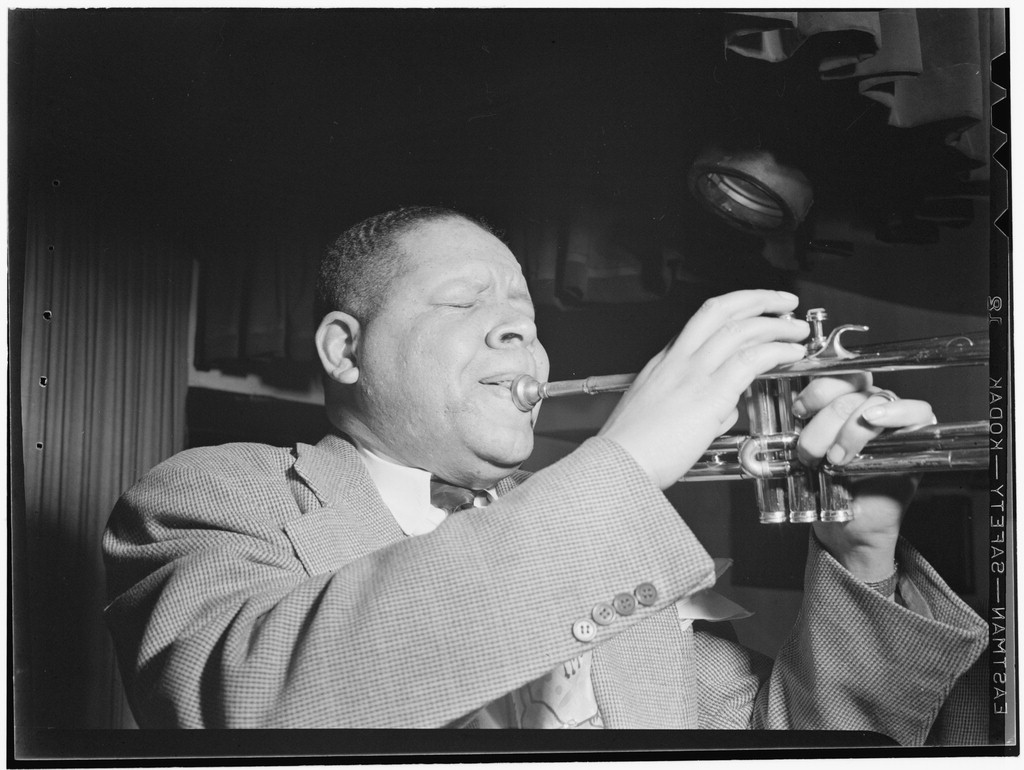
Henry Allen (1946)

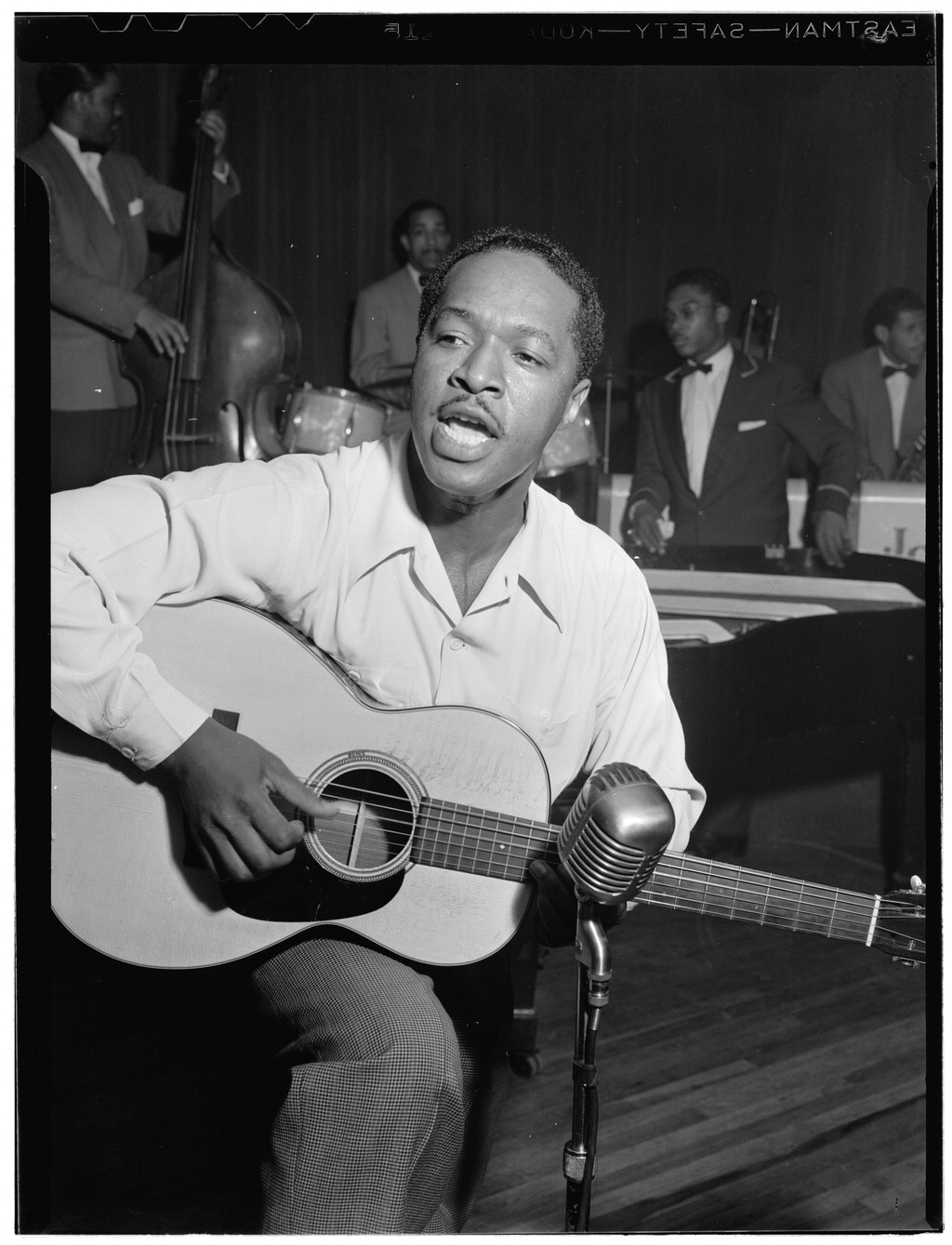
Josh White (1946)

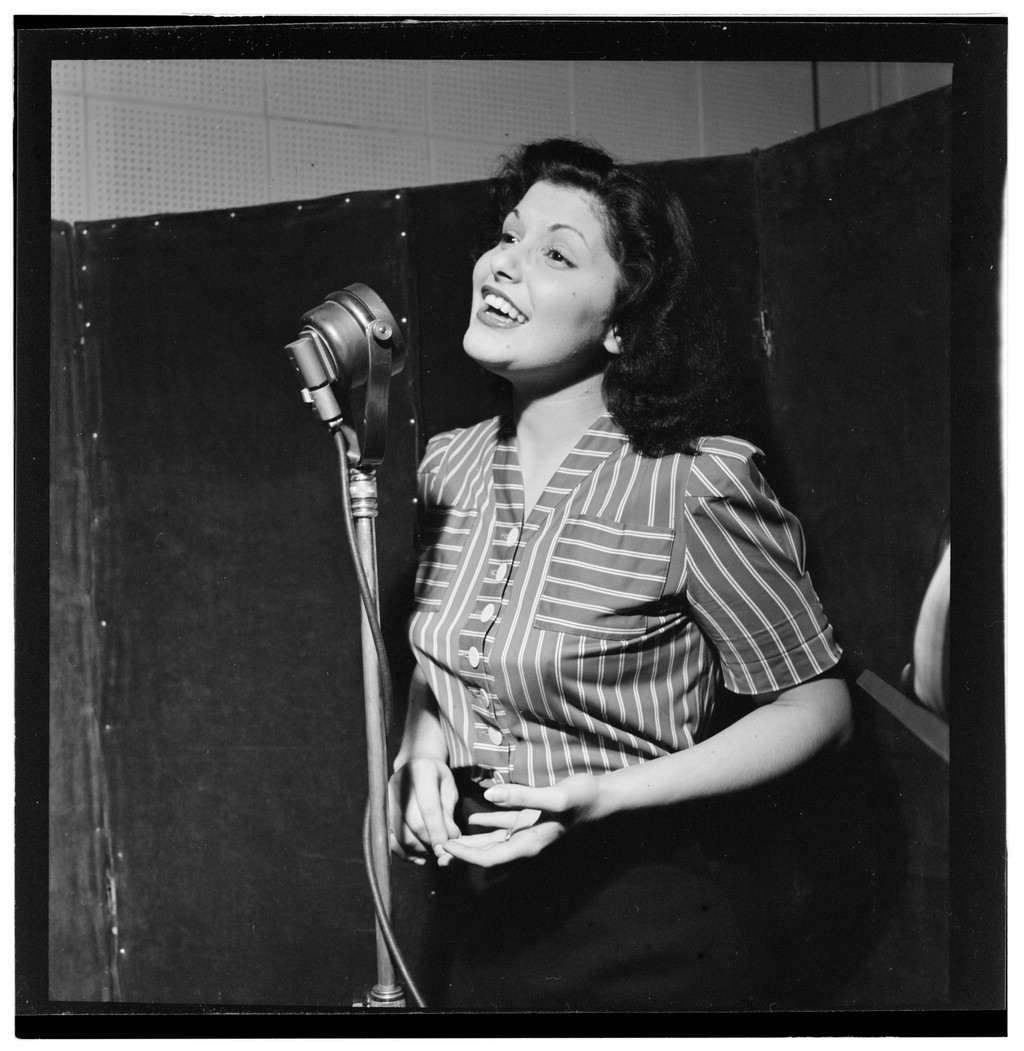
Lilyann Carol (1946)

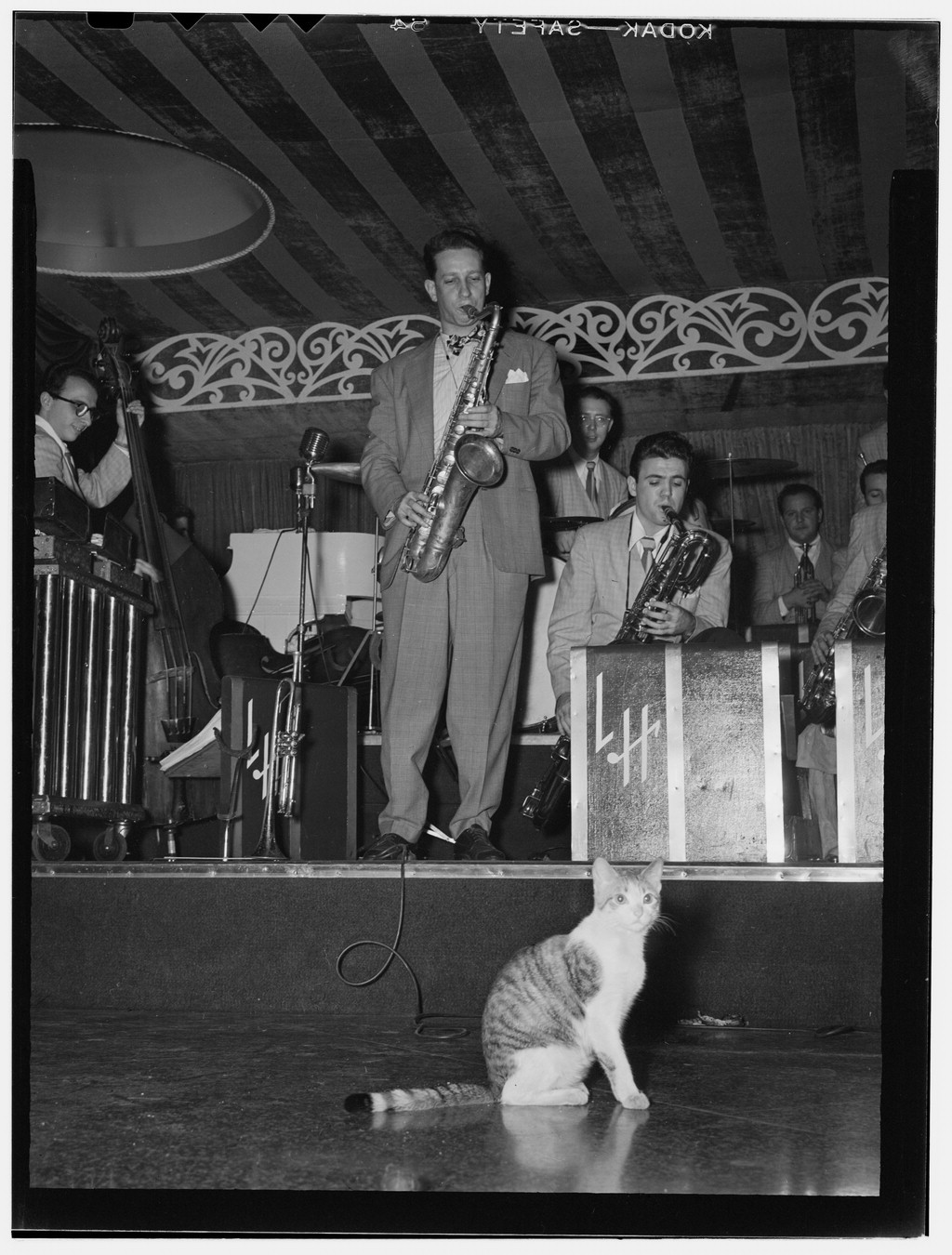
Sam Donahue (1946)

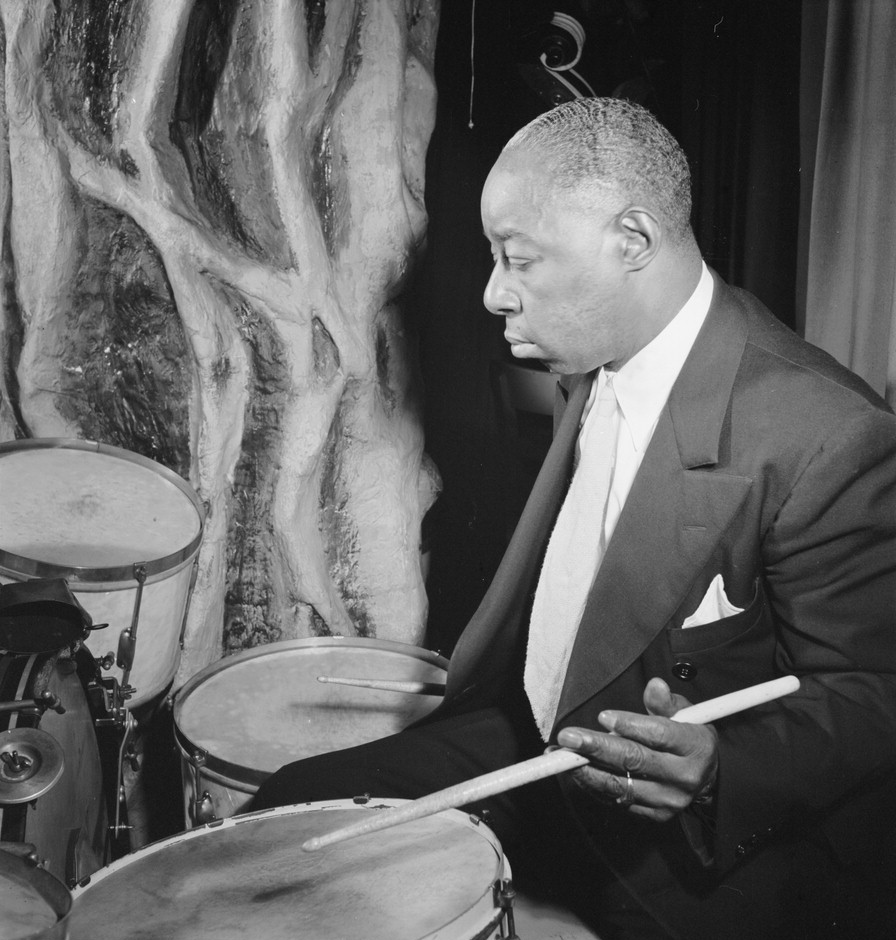
Baby Dodds (1946)

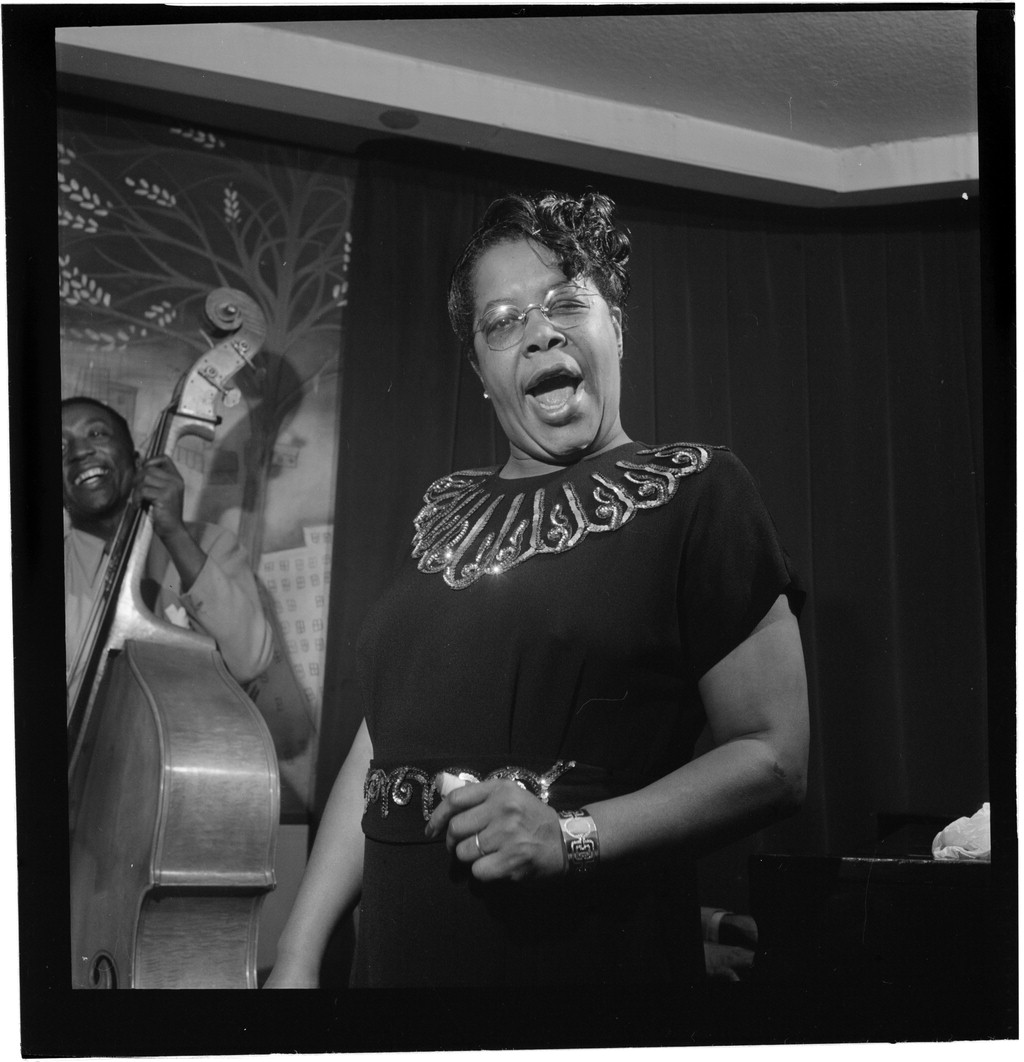
Bertha Hill (1946)

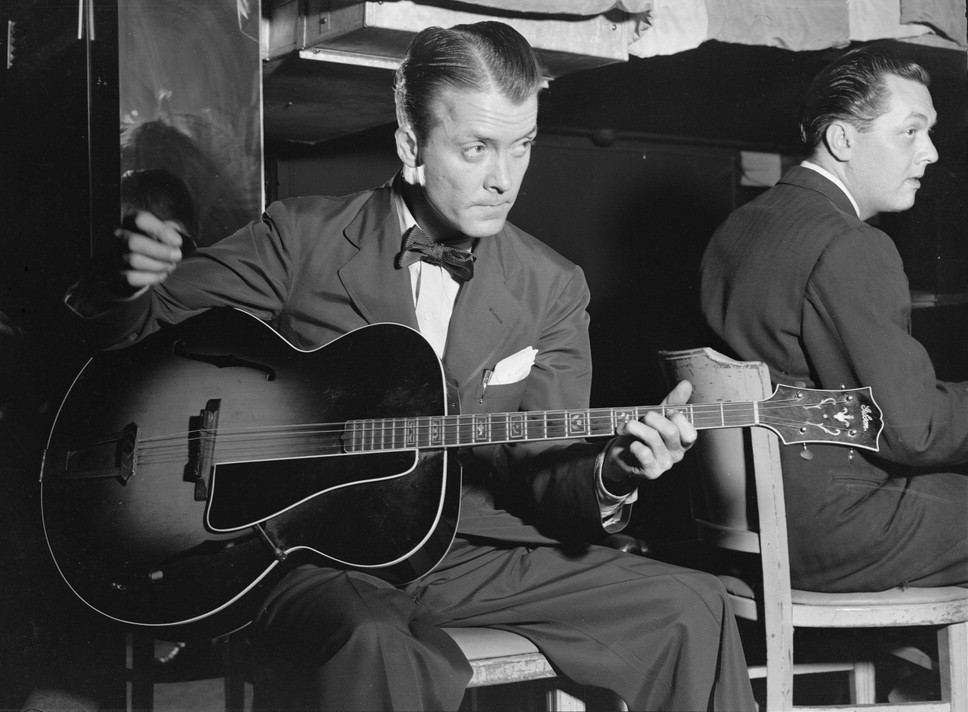
Eddie Condon (1946)

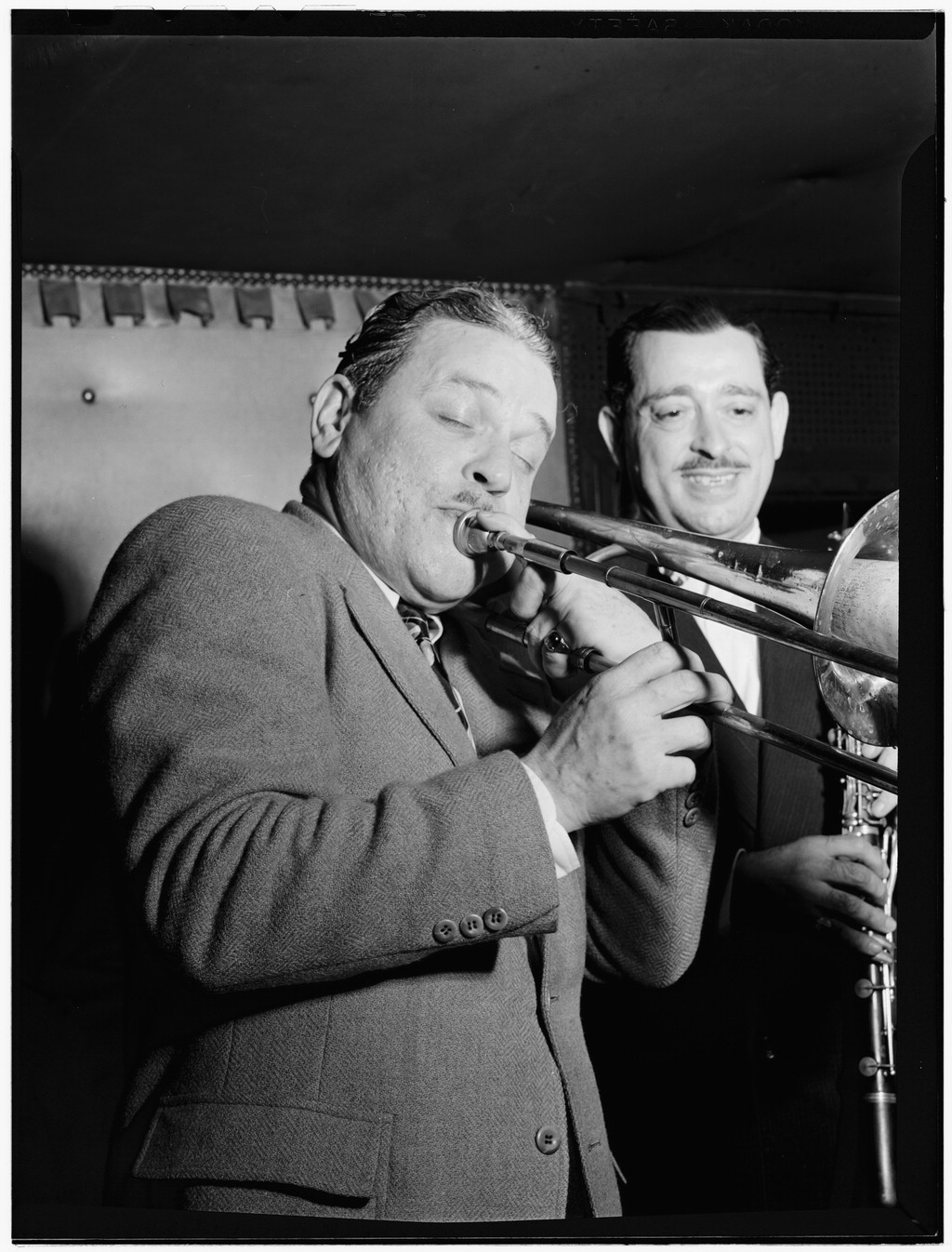
George Brunies und Tony Parenti (1946)

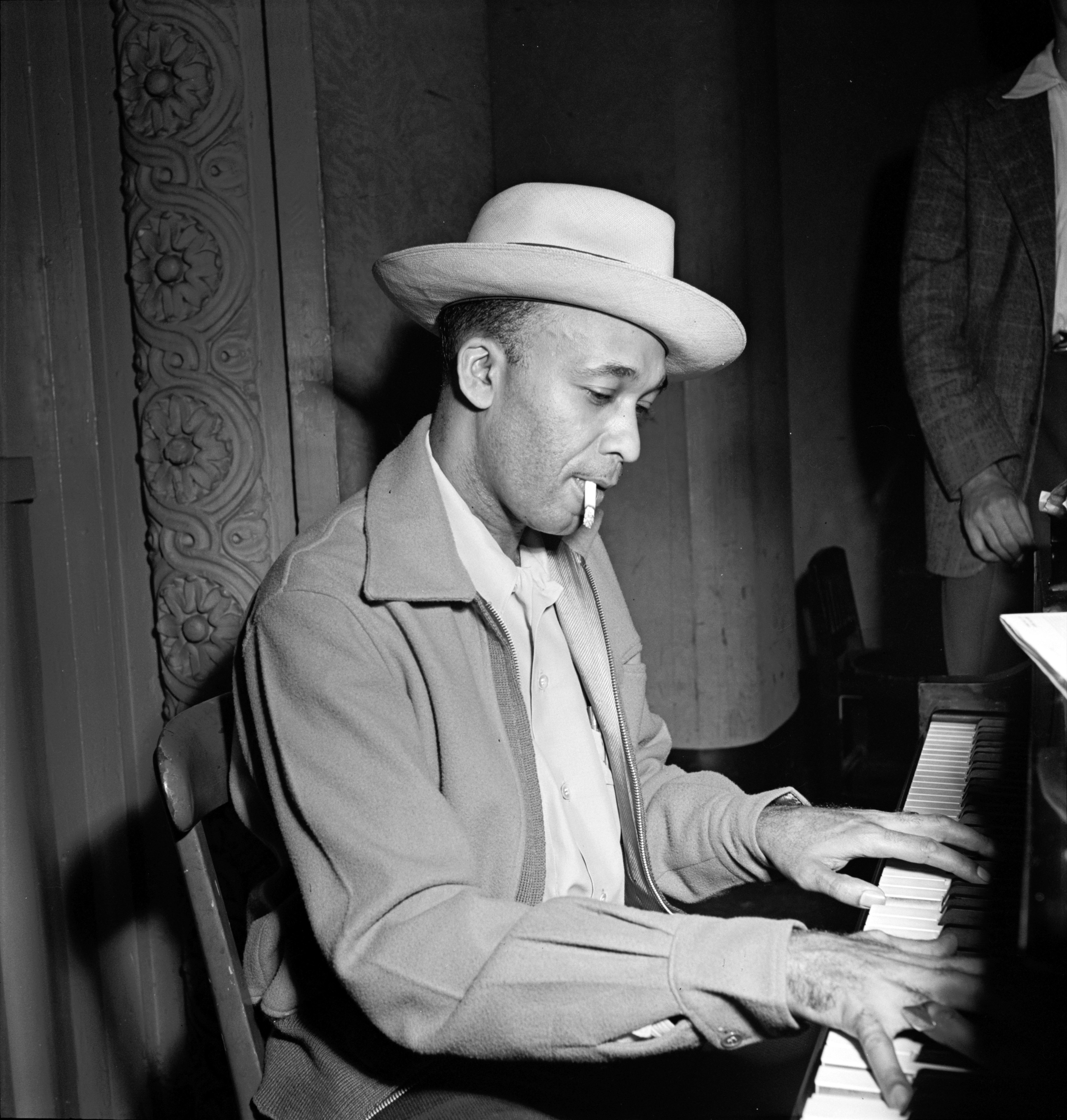
Herman Chittison (1946)

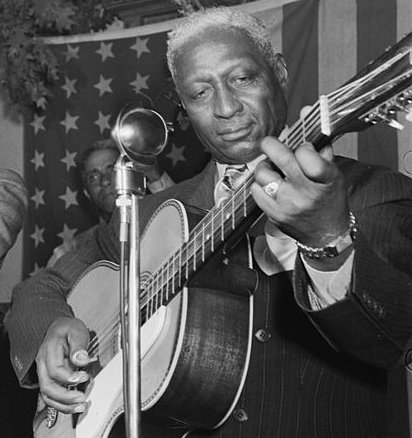
Leadbelly (1946)

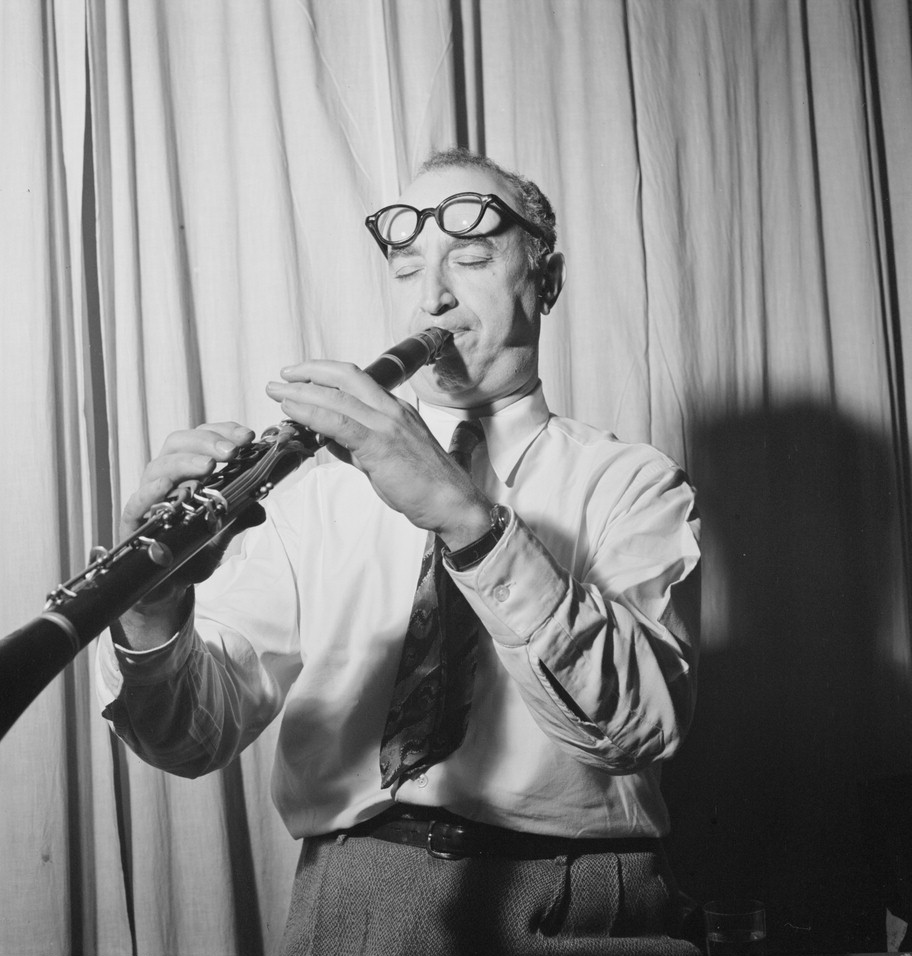
Mezz Mezzrow (1946)

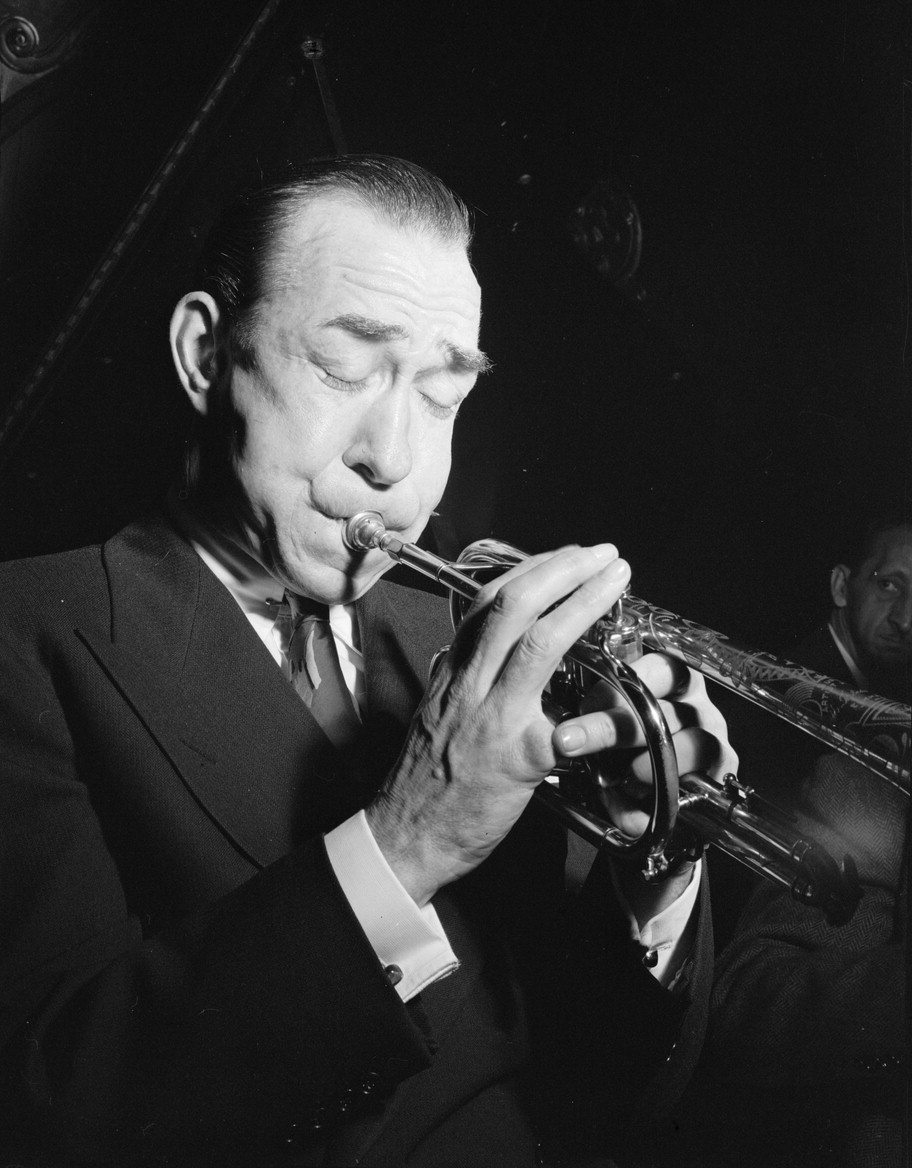
Muggsy Spanier (1946)

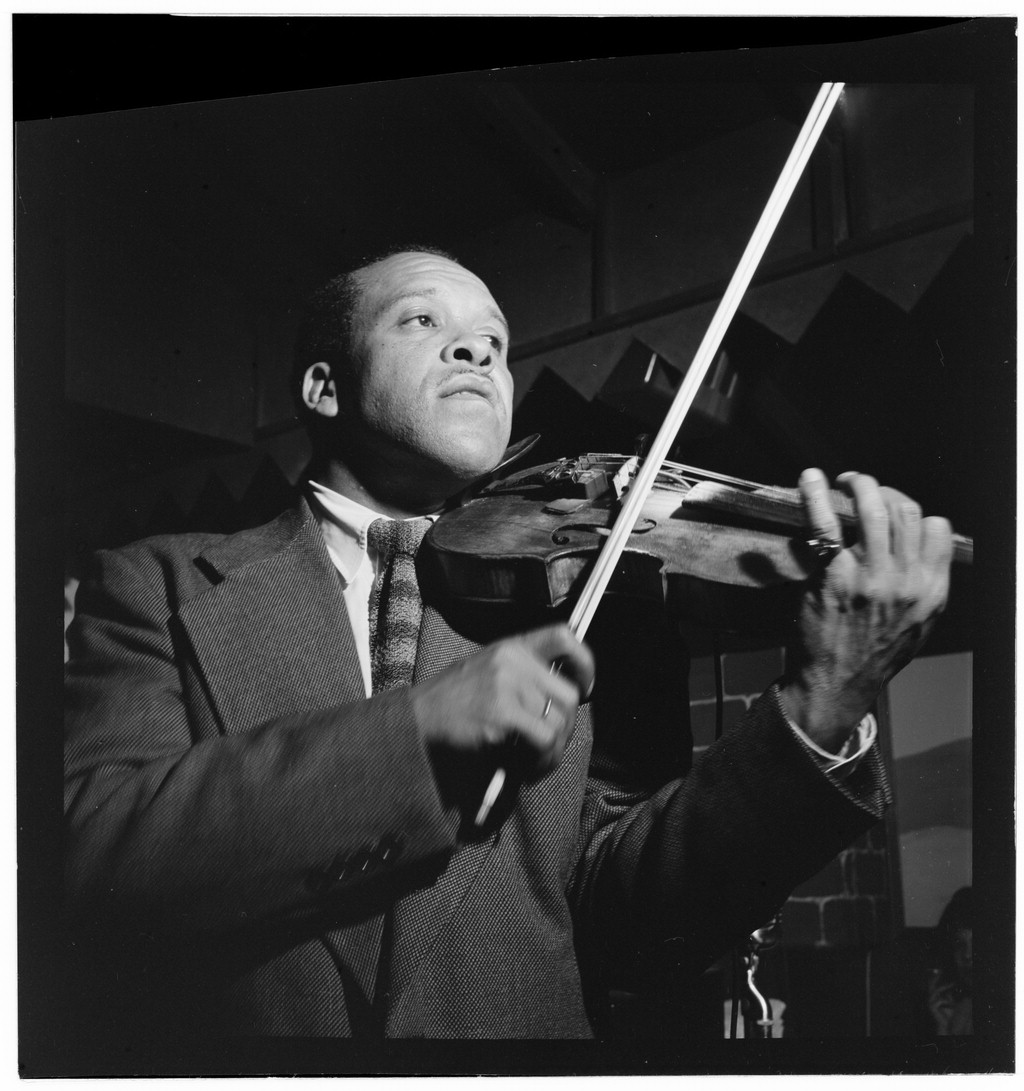
Stuff Smith (1946)

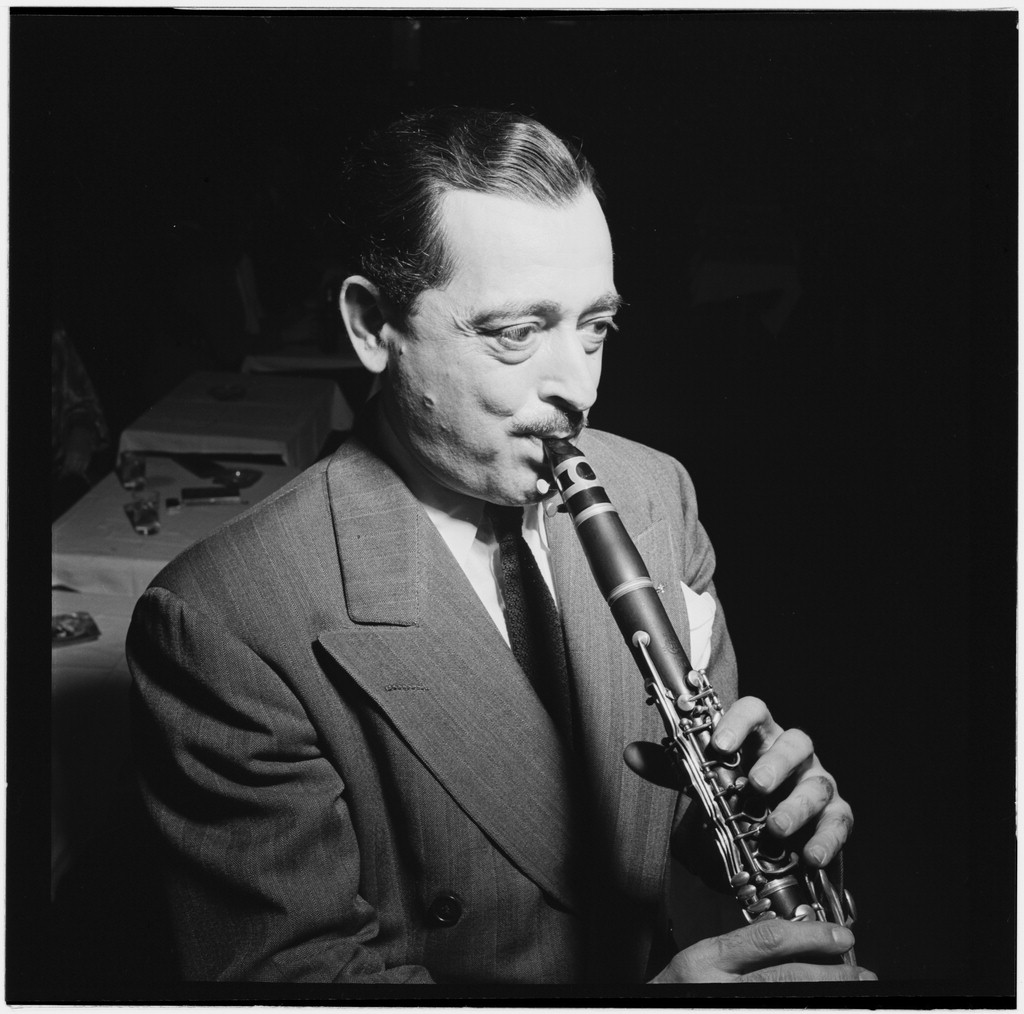
Tony Parenti (1946)

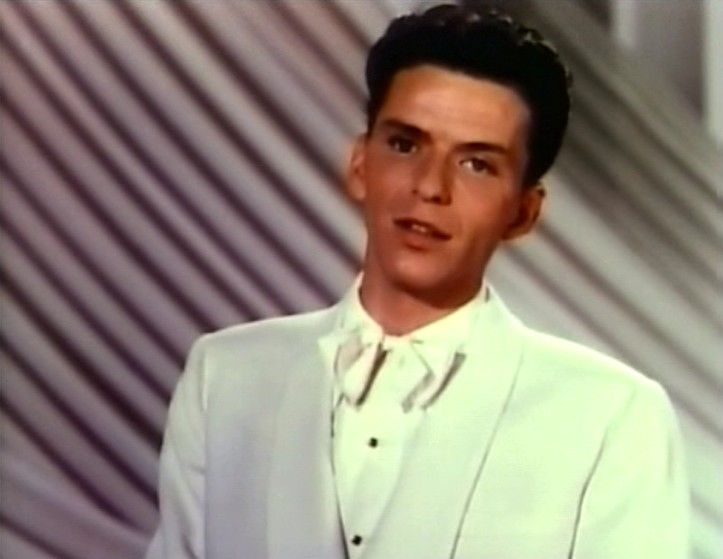
Frank Sinatra (1946)

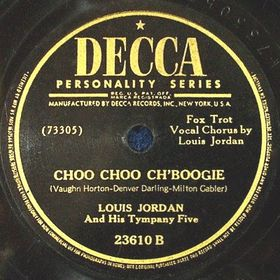
Choo Choo Ch’Boogie – Louis Jordan

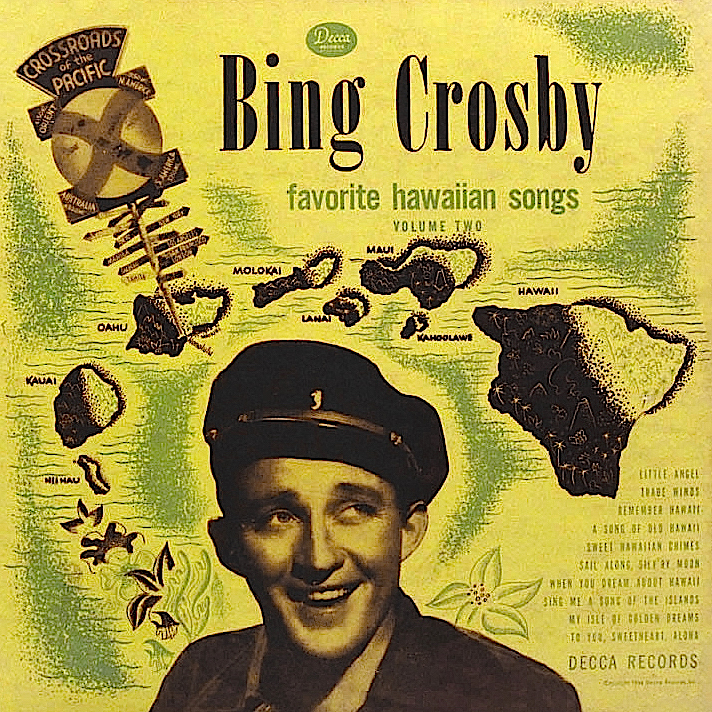
Favorite Hawaiian Songs, Vol. Two – Bing Crosby

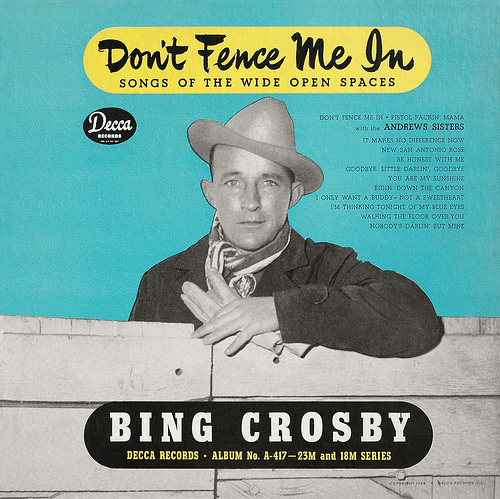
Don’t Fence Me In – Bing Crosby

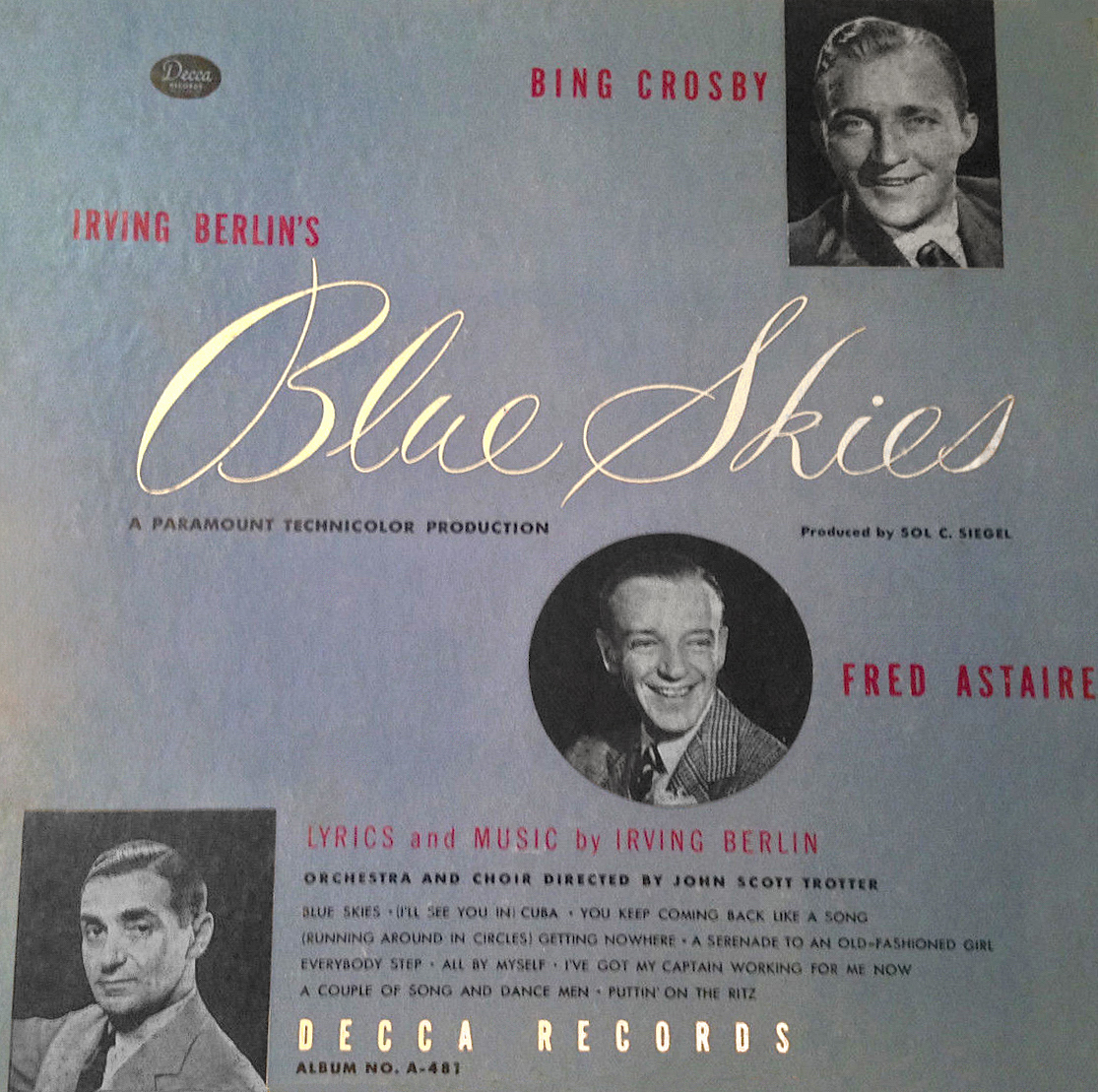
Blue Skies – Bing Crosby

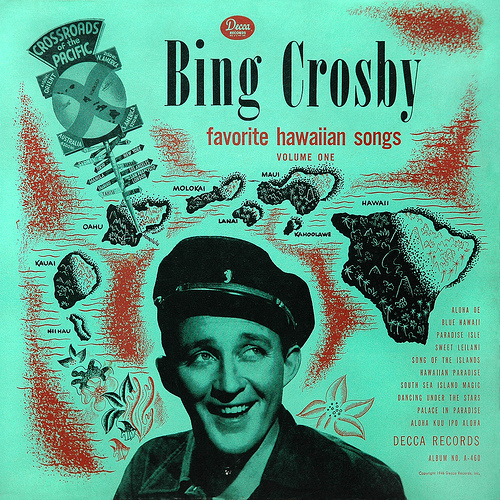
Favorite Hawaiian Songs, Vol. One – Bing Crosby

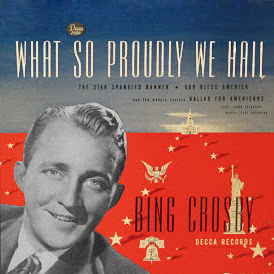
What We So Proudly Hail – Bing Crosby

## Ereignisse

### Amerika

#### Vereinigte Staaten von Amerika
- 06. Januar: Das Musical Show Boat von Jerome Kern und Oscar Hammerstein II wird in einer überarbeiteten und optimierten Version am Ziegfeld Theatre wieder aufgenommen, dem gleichen Theater, in dem die ursprüngliche Produktion 1927 gespielt wurde. Die Produktion enthält neu gestaltete Sets und Kostüme, eine erweiterte Choreografie und mit Nobody Else But Me ein neues Lied von Kern und Hammerstein.
- 24. Januar: Die Sinfonie in drei Sätzen von Igor Strawinsky wird – gespielt von den New Yorker Philharmonikern unter Leitung des Komponisten – in New York City uraufgeführt. Im gleichen Jahr erscheint als Nachproduktion der Uraufführung eine erste Schallplatteneinspielung bei Columbia/CBS.
- 08. Februar: Die Uraufführung des 3. Klavierkonzerts von Béla Bartók findet in Philadelphia unter Leitung von Eugene Ormandy statt; Solist ist der Bartók-Schüler György Sándor.
- 00. Februar: Hanns Eisler erhält eine ordentliche Professur an der University of Southern California (USC) im Fach Kontrapunkt und Komposition.
- 05. April: Etwa 40 Jahre nach ihrer Entstehung wird die 3. Sinfonie von Charles Ives in New York uraufgeführt (und der Komponist im Folgejahr dafür mit dem Pulitzer-Preis für Musik ausgezeichnet).
- 08. Mai: Uraufführung der Oper The Medium von Gian Carlo Menotti am Brander Matthews Theater der Columbia University in New York City.
- 16. Mai: Die Uraufführung des Musicals Annie Get Your Gun von Irving Berlin über das Leben der Kunstschützin Annie Oakley findet am New Yorker Imperial Theatre statt. Die bekannteste Nummer daraus ist das Lied There’s No Business Like Show Business.
- 06. August: Leonard Bernstein dirigiert die erste Aufführung der Oper Peter Grimes von Benjamin Britten in den Vereinigten Staaten im Berkshire Music Center in Tanglewood.
- 00. August: Die Sängerin Doris Day verlässt die Band von Les Brown und startet ihre Solokarriere.
- 10. Oktober: Das Biopic The Jolson Story über die Lebensgeschichte von Al Jolson kommt in die Kinos. Der Schauspieler Larry Parks spielt Jolson, die Songs werden jedoch von Al Jolson persönlich gesungen. The Jolson Story wird der mit Abstand kommerziell erfolgreichste Film des Jahres in den USA und zieht mit dem Film Jolson Sings Again (1950) noch eine Fortsetzung nach sich. Jolson erlebt ein einzigartiges Comeback.
- 18. Oktober: Die im September 1946 in Massachusetts nahe Tanglewood vollendete 3. Sinfonie (Copland) von Aaron Copland wird mit dem Boston Symphony Orchestra in der Boston Symphony Hall unter Leitung von Sergei Kussewizki uraufgeführt.
- 26. Dezember: Frank Sinatra ist Entertainer auf der Havanna-Konferenz der Mafia und mit ihr assoziierter Gangster, zu der Lucky Luciano und Meyer Lansky eingeladen hatten.
- Louis Armstrong gewinnt den Esquire Jazz Award.
- Chet Atkins tritt zum ersten Mal in der Hörfunksendung Grand Ole Opry auf.
- Tex Beneke wird 1946 von der Witwe von Glenn Miller gebeten, die Leitung der nach wie vor sehr gefragten Band ihres verstorbenen Mannes zu übernehmen (mit 19 Musikern und bis 1948 auch einer zusätzlichen Streicher-Sektion).
- Bing Crosby spielt in Die Glocken von St. Marien, Blue Skies und Der Weg nach Utopia die Hauptrolle. Es sind drei der fünf kommerziell erfolgreichsten Filme des Jahres. Für Die Glocken von St. Marien erhält er 1946 sogar eine Oscar-Nominierung als bester Hauptdarsteller.
- Leo Fender gründet die Firma Fender Electrical Instrument Co.
- Charles Ives wird in die American Academy of Arts and Letters gewählt.
- B. B. King startet seine Karriere als Musiker in Memphis, Tennessee.
- Bill Haley startet seine Musikerkarriere als Mitglied der Band The Down Homers.
- Django Reinhardt tritt 1946 auf einer Tournee in den Vereinigten Staaten mit dem Duke Ellington Orchestra auf.
- Charlie Parker komponiert mit dem Trompeter Benny Harris den späteren Jazzstandard Ornithology. Gemeinsam mit Dizzy Gillespie und Joe Bishop entsteht das Jazzstück Anthropology.
- John Serry Sr. tritt als Akkordeonsolist in Gordon MacRae Radiohit Star of Stars auf.
- Igor Strawinsky erhält die Staatsbürgerschaft der Vereinigten Staaten.
- Capitol Records zeichnet 1946 mit Künstlern wie Paul Whiteman, Ella Mae Morse, Stan Kenton, Jo Stafford, Nat King Cole und Margaret Whiting bereits für ein Sechstel aller in den USA verkauften Schallplatten verantwortlich.
- Der KLRA Arkansas Jamboree Barndance geht in Little Rock, Arkansas, erstmals auf Sendung.
- Der WRVA Old Dominion Barn Dance geht in Richmond, Virginia, erstmals auf Sendung.

### Europa

#### Deutschland

##### Amerikanische Besatzungszone
- 00. Februar: Unter dem Namen Drahtfunk im amerikanischen Sektor (DIAS) laufen die ersten Sendungen der nach dem Zweiten Weltkrieg von der US-amerikanischen Militärverwaltung gegründeten Rundfunkanstalt RIAS (Rundfunk im amerikanischen Sektor) mit Sitz im West-Berliner Bezirk Schöneberg.
- Hans Werner Henze setzt ab 1946 sein Studium bei Wolfgang Fortner am damaligen Kirchenmusikalischen Institut in Heidelberg und in Fortners Domizil in der Villa Braunbehrens fort.
- Gründung der Bamberger Symphoniker. Nach dem Aufbau des Klangkörpers findet im März 1946 der erste öffentliche Auftritt der Bamberger Symphoniker, damals noch unter dem Namen „Bamberger Tonkünstlerorchester“, im Bamberger Zentralsaal statt. Die musikalische Leitung dieses Konzertes liegt bei Bertil Wetzelsberger, Generalmusikdirektor der Bayerischen Staatsoper in München.
- Das Kranichsteiner Musikinstitut – 1963 umbenannt in Internationales Musikinstitut Darmstadt – veranstaltet erstmals die Darmstädter Ferienkurse, offiziell „Internationale Ferienkurse für Neue Musik“.

##### Britische Besatzungszone
- Die Hamburgische Staatsoper nimmt – obwohl der Zuschauerraum bei einem Bombenangriff in der Nacht vom 2. auf den 3. August 1943 völlig zerstört wurde und lediglich das Bühnenhaus verschont blieb – ihren Spielbetrieb wieder auf. Der Zuschauerraum wird erst provisorisch ins Bühnenhaus integriert, später in die Ruine des Vorderhauses erweitert, sodass wieder 1.200 Zuschauer Platz finden.
- Anneliese Rothenberger wagt 1946 unter dem Intendanten Günther Rennert ihre ersten Soloschritte in der Hamburgischen Staatsoper.

##### Französische Besatzungszone
- 01. Februar: Das SWR Sinfonieorchester Baden-Baden und Freiburg wird in Baden-Baden unter dem Namen Philharmonisches Orchester des Südwestfunks gegründet und noch im selben Jahr in Großes Orchester des Südwestfunks umbenannt. Chefdirigent von 1946 bis 1948 ist Gotthold Ephraim Lessing.
- 31. März: Der Südwestfunk geht für die gesamte französische Besatzungszone, ausgenommen ihrer Sonderzone Saarland, in Baden-Baden auf Sendung. Intendant ist Friedrich Bischoff.

##### Sowjetische Besatzungszone

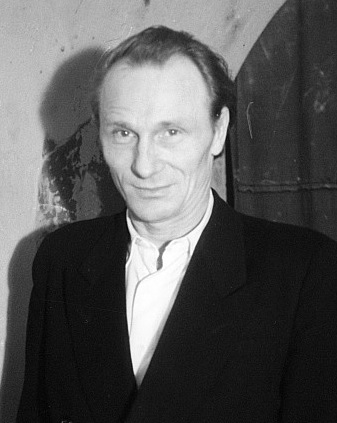
Ernst Busch (1946)

- 12. August: Ernst Busch, der 1945 in die KPD und 1946 in die SED eingetreten ist, erhält von der Sowjetischen Militäradministration in Deutschland die Lizenz zur Gründung der Schallplattenfirma Lied der Zeit.

#### Estland
- Juhan Aavik: 1. Sinfonie d-moll[1]

#### Frankreich
- Pierre Boulez studiert 1945/1946 bei Andrée Vaurabourg, der Gemahlin Arthur Honeggers, und René Leibowitz. Von 1946 bis 1956 ist er musikalischer Leiter des Ensembles Madeleine Renaud/Jean-Louis Barrault im Théâtre Marigny in Paris.

#### Italien
- 11. Mai: Die Mailänder Scala, die nach der schweren Beschädigung im Zweiten Weltkrieg (1943) in Rekordzeit wieder aufgebaut wurde, wird mit einem Konzert unter Arturo Toscanini wiedereröffnet. Generalintendant in den Jahren 1946–1972 ist Antonio Ghiringhelli.
- 12. Oktober: l Canto degli Italiani wird die inoffizielle Nationalhymne Italiens.

#### Norwegen
- 01. September: Gründung des Kringkastingsorkestret (norwegisches Radioorchester).
- Der Jazzclub Kristiansands Rytmeklubb wird in Kristiansand eröffnet.

#### Österreich
- 01. Januar: Das sechste Neujahrskonzert der Wiener Philharmoniker findet im Wiener Musikverein statt. Dirigiert wird es zum ersten Mal von Josef Krips.
- 12. Januar: Herbert von Karajan gibt in Wien sein erstes Konzert nach Kriegsende, wird jedoch daraufhin von der sowjetischen Besatzungsmacht wegen seiner NSDAP-Mitgliedschaft mit Berufsverbot belegt.
- Herbert von Karajan startet durch Vermittlung von Walter Legge bei der britischen Columbia (EMI) eine erste große Serie von Schallplattenaufnahmen mit dem neu gegründeten Philharmonia Orchestra.
- Walter Legge ist ab 1946 einer der Direktoren der Gesellschaft der Musikfreunde in Wien.
- Ernst Lothar kehrt als Theater- und Musikbeauftragter des US Departements of State (Office of War Information) im Range eines Oberstleutnants nach Österreich zurück. In dieser Funktion ist er u. a. am Entnazifizierungsverfahren von Herbert von Karajan beteiligt und betreibt die Rückkehr von Helene Thimig nach Österreich.
- Marika Rökk wird – wegen ihrer Tätigkeit in Propagandafilmen wie Wunschkonzert (1940) und angeblicher Spionage für die Nationalsozialisten – zeitweilig ein Auftrittsverbot in Deutschland und Österreich erteilt.

#### Schweden
- 21. März: Premiere der Oper Peter Grimes von Benjamin Britten in Stockholm. Es ist die erste Aufführung der Oper außerhalb des Vereinigten Königreichs.

#### Schweiz
- 25. Februar: Uraufführung der Metamorphosen für 23 Solostreicher von Richard Strauss in Zürich.
- 26. Februar: Das Konzert für Oboe und kleines Orchester D-Dur von Richard Strauss wird in der Tonhalle in Zürich uraufgeführt. Es ist dem Tonhalle-Orchester Zürich und dessen Leiter Volkmar Andreae gewidmet. Solist der Uraufführung ist der Solo-Oboist des Tonhalle-Orchesters, Marcel Saillet.
- Arthur Honegger stellt seine 3. Sinfonie und 4. Sinfonie fertig.
- In Langenthal finden erstmals die Kammermusik-Konzerte Langenthal statt.

#### Sowjetunion
- 12. Juni: Uraufführung der Oper Krieg und Frieden (Orig.: Woina i mir) von Sergei Sergejewitsch Prokofjew in Leningrad
- 23. August: Sergei Sergejewitsch Prokofjew gibt die Arbeit an seiner Oper Khan Buzay endgültig auf, an der er 1943 und 1946 gearbeitet hatte.
- 23. Oktober: Die Sonate Nr. 1 f-Moll für Violine und Klavier von Sergei Sergejewitsch Prokofjew wird im Kleinen Saal des Moskauer Konservatoriums uraufgeführt.

#### Vereinigtes Königreich
- 00. Februar: Der Plattenvertrag von Kathleen Ferrier mit Columbia Records läuft aus und die Sängerin wechselt zu Decca Records.
- 00. Juni: Der britische Schauspieler, Komiker, Filmproduzent und Ukulele-Spieler George Formby jr. erhält den Order of the British Empire.
- 05. Juli: Michael Tippett arrangiert die erste britische Aufführung von Claudio Monteverdis Vespro della beata vergine (Marienvesper) am Morley College und fügt zu diesem Anlass sein eigenes Orgelpräludium hinzu.
- 12. Juli: Die Oper The Rape of Lucretia von Benjamin Britten auf das Libretto Roland Duncan nach dem Schauspiel Le Viol de Lucrèce von André Obey wird im Mr. and Mrs John Christie’s Opera House in Glyndebourne erstmals aufgeführt.
- 15. September: Das 1946 von Sir Thomas Beecham gegründete Royal Philharmonic Orchestra gibt in Croydon sein erstes Konzert.
- Das von Sinclair Traill herausgegebene Jazz Journal erscheint unter dem Namen Pick Up erstmals in London.

## Musikcharts

### Vereinigte Staaten
Die längsten Nummer-eins-Singles
Lieder, die die meiste Zeit während eines anderen Jahres auf Platz 1 der Charts verbrachten, werden hier nicht aufgeführt.
1. The Ink Spots – The Gypsy (10 Wochen)
2. Frankie Carle & His Orchestra with Marjorie Hughes – Rumors Are Flying (8 Wochen)
3. Frankie Carle & His Orchestra with Marjorie Hughes – Oh! What It Seemed To Be (6 Wochen)

Die längsten Nummer-eins-Alben
Alben, die die meiste Zeit während eines anderen Jahres auf Platz 1 der Charts verbrachten, werden hier nicht aufgeführt.
1. Bing Crosby – Merry Christmas (9 Wochen)
2. Frank Sinatra – The Voice of Frank Sinatra; The Ink Spots – The Ink Spots (jeweils 7 Wochen)
3. Glenn Miller & His Orchestra – Glenn Miller - An Album of Outstanding Arrangements; Vaughn Monroe – On the Moonbeam (jeweils 5 Wochen)

Alle Nummer-eins-Hits und die Hits des Jahres

### Charts in weiteren Ländern
Siehe auch: Nummer-eins-Hits 1946 in  Australien und den Vereinigten Staaten.

### Weitere Hit-Singles
- A Fine Romance von Martha Tilton und Johnny Mercer
- A Little White Cross on the Hill von Roy Rogers
- All Alone In This World Without You von Eddy Arnold
- Aren’t You Glad You’re You? von Les Brown & His Orchestra featuring Doris Day
- Blueberry Lane von Elton Britt
- Blue Texas Moonlight von Elton Britt and The Skytoppers
- Candy von Johnny Mercer, Jo Stafford & the Pied Pipers
- Chained To A Memory von Eddy Arnold
- Choo Choo Ch’ Boogie von Louis Jordan & his Tympany Five
- Cincinnati Lou von Merle Travis
- Coming Home von Dorothy Squires
- Day By Day von Frank Sinatra
- Detour, aufgenommen von
  - Elton Britt
  - Spade Cooley
  - Wesley Tuttle
- Divorce Me C.O.D. von Merle Travis
- Doin’ What Comes Natur’lly von Dinah Shore mit Spade Cooley & his Orchestra
- Drivin’ Nails In My Coffin, aufgenommen von
  - Floyd Tillman
  - Ernest Tubb
- Filipino Baby, aufgenommen von
  - Cowboy Copas
  - Ernest Tubb
  - T. Texas Tyler
- Five Minutes More, aufgenommen von
  - Frank Sinatra
  - Tex Beneke-Glenn Miller Orchestra mit Gesang von Tex Beneke
- Fools Rush In von Jo Stafford
- Footprints In The Snow von Bill Monroe
- (I Love You) For Sentimental Reasons vom King Cole Trio
- Freight Train Boogie von The Delmore Brothers
- Get Yourself A Red Head von Hank Penny
- Gotta Get Together with My Gal von Elton Britt
- Guitar Polka von Al Dexter
- Harriet von Red Foley & Roy Ross & His Ramblers
- Have I Told You Lately That I Love You, aufgenommen von
  - Gene Autry
  - Tex Ritter
- Hawaiian War Chant von Spike Jones & his City Slickers
- Hey! Ba-Ba-Re-Bop, aufgenommen von
  - Lionel Hampton & his Orchestra
  - Tex Beneke-Glenn Miller Orchestra mit Gesang von Tex Beneke
- Honey Do You Think It′s Wrong von Al Dexter
- Huggin’ And Chalkin’ von Hoagy Carmichael
- I Can’t Go On This Way von Bob Wills
- I Don’t Know Enough About You von Peggy Lee
- I Dream Of You von Archie Lewis and The Geraldo Strings
- I Get A Kick Out Of You von Margaret Whiting
- I Got The Sun In The Morning von Les Brown & His Orchestra featuring Doris Day
- I Wish I Had Never Met Sunshine, aufgenommen von
  - Gene Autry
  - Wesley Tuttle
- I’ll Be With You In Apple Blossom Time von Jo Stafford
- I’m a Big Girl Now von Sammy Kaye & his Orchestra mit Gesang von Betty Barclay
- I’m Always Chasing Rainbows von Perry Como
- Kentucky Waltz von Bill Monroe and his Bluegrass Boys
- Laughing On The Outside, aufgenommen von
  - Dinah Shore
  - Andy Russell
  - Sammy Kaye & his Orchestra mit Gesang von Billy Williams
- Let It Snow! Let It Snow! Let It Snow!, aufgenommen von
  - Vaughn Monroe & his Orchestra mit Gesang von Vaughn Monroe (erstmals in den Charts im Dezember 1945)
  - Woody Herman and his Orchestra mit Gesang von Woody Herman
- Long Time Gone von Tex Ritter
- New Spanish Two Step von Bob Wills and his Texas Playboys
- No One to Cry To von Sons of the Pioneers
- No Vacancy von Merle Travis
- Oh What It Seemed To Be, aufgenommen von
  - Frankie Carle & his Orchestra mit Gesang von Marjorie Hughes
  - Frank Sinatra
  - Charlie Spivak & his Orchestra mit Gesang von Jimmy Saunders
  - Dick Haymes & Helen Forrest
- Ole Buttermilk Sky, aufgenommen von
  - Hoagy Carmichael
  - Helen Carroll and the Satisfiers
  - Paul Weston & his Orchestra mit Gesang von Matt Dennis
  - Kay Kyser & his Orchestra mit Gesang von Michael Douglas & the Campus Kids
- One-Zy Two-Zy, aufgenommen von
  - Freddy Martin & his Orchestra mit Gesang von The Martin Men
  - Phil Harris
- Personality von Johnny Mercer & The Pied Pipers
- Petit Papa Noël von Tino Rossi
- Pretending von Andy Russell
- Prisoner of Love, aufgenommen von
  - The Ink Spots
  - Perry Como
- Roly Poly von Bob Wills and his Texas Playboys
- Rumors Are Flying, aufgenommen von
  - Frankie Carle & his Orchestra mit Gesang von Marjorie Hughes
  - Andrews Sisters with Les Paul
  - Betty Rhodes
  - Tony Martin
- Shoo Fly Pie and Apple Pan Dowdy, aufgenommen von
  - Stan Kenton & his Orchestra mit Gesang von June Christy
  - Dinah Shore
- Silver Spurs (on the Golden Stairs) von Gene Autry
- Sioux City Sue, aufgenommen von
  - Bing Crosby and The Jesters
  - Tiny Hill
  - The Hoosier Hot Shots
  - Zeke Manners
- Someday, aufgenommen von
  - The Hoosier Hot Shots
  - Elton Britt
  - Gene Autry
- South America, Take It Away, aufgenommen von
  - Xavier Cugat & his Orchestra mit Gesang von Buddy Clark
  - Bing Crosby and The Andrews Sisters
- Stay A Little Longer von Bob Wills and his Texas Playboys
- Steel Guitar Stomp von Hank Penny
- Stone Cold Dead In The Market von Ella Fitzgerald & Louis Jordan
- Surrender von Perry Como
- Symphony, aufgenommen von
  - Freddy Martin & his Orchestra mit Gesang von Clyde Rogers (erstmals in den Charts im Dezember 1945)
  - Benny Goodman & his Orchestra mit Gesang von Liza Morrow
  - Bing Crosby
  - Jo Stafford
- Take the “A” Train von Duke Ellington
- That’s How Much I Love You von Eddy Arnold
- The California Polka von Tex Williams
- The Christmas Song vom King Cole Trio
- The Coffee Song von Frank Sinatra
- The Gypsy, aufgenommen von
  - The Ink Spots
  - Dinah Shore
- The Old Lamplighter, aufgenommen von
  - Kay Kyser & his Orchestra mit Gesang von Mike Douglas
  - Hal Derwin & his Orchestra
  - Sammy Kaye & his Orchestra mit Gesang von Billy Williams
- The Things We Did Last Summer, aufgenommen von
  - Jo Stafford
  - Frank Sinatra
  - Oscar Peterson
  - Vaughn Monroe
- They Say It’s Wonderful, aufgenommen von
  - Perry Como
  - Frank Sinatra
- Tho′ I Tried ( I Can`t Forget You) von Wesley Tuttle
- To Each His Own, aufgenommen von
  - Eddy Howard
  - Tony Martin
  - The Modernaires with Paula Kelly
  - The Ink Spots
  - Freddy Martin & his Orchestra mit Gesang von Stuart Wade
- Wave To Me My Lady, aufgenommen von
  - Elton Britt
  - Gene Autry
- We’ll Gather Lilacs von Geraldo and his Orchestra
- When You Leave Don’t Slam The Door von Tex Ritter
- White Cross on Okinawa von Bob Wills and his Texas Playboys
- Wine, Women and Song von Al Dexter
- Winter Wonderland von Perry Como
- You Can’t Break My Heart von Spade Cooley
- You Only Want Me When You`re Lonely von Gene Autry
- You Will Have to Pay von Tex Ritter
- You Won’t Be Satisfied von Les Brown & his Orchestra mit Gesang von Doris Day
- You’re The Top von Paul Whiteman and his Orchestra

## Musikpreisverleihungen und Ehrungen

### Oscarverleihung
- Beste Filmmusik (Drama/Komödie): Miklós Rózsa – Ich kämpfe um dich (Spellbound)
- Beste Filmmusik (Musikfilm): George E. Stoll – Urlaub in Hollywood (Anchors Aweigh)
- Bester Filmsong: It Might as Well Be Spring aus Jahrmarkt der Liebe (State Fair) – Oscar Hammerstein, Richard Rodgers
- Beste Tonmischung: Stephen Dunn – Die Glocken von St. Marien (The Bells of St. Mary’s)

### Pulitzerpreis
- Pulitzerpreis/Musik: Leo Sowerby – The Canticle of the Sun

### Weitere
- Juni: Der britische Schauspieler, Komiker, Filmproduzent und Ukulele-Spieler George Formby jr. erhält den Order of the British Empire.
- Josef Krips erhält die Nicolai-Medaille der Wiener Symphoniker.
- Sergei Sergejewitsch Prokofjew erhält den Stalinpreis (Erster Klasse) 1946 für seine 5. Sinfonie.
- Dmitri Dmitrijewitsch Schostakowitsch erhält den Stalinpreis.
- Arnold Schönberg wird zum Ehrenmitglied der International Society for Contemporary Music ISCM (Internationale Gesellschaft für Neue Musik) gewählt.

## Neuveröffentlichungen (Auswahl)

### Lieder und Kompositionen
| Lied                                                      | Text                                                | Musik                                               | Erstinterpret                                                               | Label             | Veröffentlichung | Genre                        | Album           | Weitere Informationen |
| --------------------------------------------------------- | --------------------------------------------------- | --------------------------------------------------- | --------------------------------------------------------------------------- | ----------------- | ---------------- | ---------------------------- | --------------- | --- |
| A Couple Of Song And Dance Men                            | Irving Berlin                                       | Irving Berlin                                       |                                                                             |                   | 1946             |                              |                 | |
| A Gal in Calico                                           | Leo Robin                                           | Arthur Schwartz                                     | Dennis Morgan, Jack Carson und Martha Vickers                               |                   | 1946             | Popsong, Jazz                |                 | Filmmusical Der Himmel voller Geigen (The Time, the Place and the Girl), 1948 Oscar-nominiert in der Kategorie „Bester Song“ |
| A Rainy Night In Rio                                      | Leo Robin                                           | Arthur Schwartz                                     | Dennis Morgan, Jack Carson und Martha Vickers                               |                   | 1946             |                              |                 | Filmmusical Der Himmel voller Geigen (The Time, the Place and the Girl, Regie: David Butler)                                 |
| A Woman’s Prerogative                                     | Johnny Mercer                                       | Harold Arlen                                        | Mildred Bailey                                                              |                   | 1946             |                              |                 | |
| After Hours                                               | Robert Bruce und Buddy Feyne                        | Avery Parrish                                       | Erskine Hawkins and his Orchestra                                           |                   | 1946             |                              |                 | Jazzstandard |
| Ain’t Nobody Here But Us Chickens                         | Alex Kramer und Joan Whitney                        | Alex Kramer und Joan Whitney                        | Louis Jordan and His Tympany Five                                           | Decca             | 1946             | Rhythm and Blues, Jump Blues |                 | |
| Ain’t That Just Like a Woman                              | Claude Demetrius und Fleecie Moore                  | Claude Demetrius und Fleecie Moore                  | Louis Jordan and His Tympany Five                                           |                   | 1946             |                              |                 | |
| All The Cats Join In                                      | A. Wilder, Ray Gilbert, E. Sauter                   | A. Wilder, Ray Gilbert, E. Sauter                   | Benny Goodman and his Orchestra                                             |                   | 1946             |                              |                 | |
| Along With Me                                             | Harold Rome                                         | Harold Rome                                         | Danny Scholl und Paula Bane                                                 |                   | 1946             |                              |                 | Musical Call Me Mister |
| Anthropology                                              | Charlie Parker, Dizzy Gillespie und Joe Bishop      | Charlie Parker, Dizzy Gillespie und Joe Bishop      | Charlie Parker                                                              |                   | 1946             | Jazz                         |                 | Jazzstandard |
| Any Place I Hang My Hat Is Home                           | Johnny Mercer                                       | Harold Arlen                                        | Johnny Mercer mit dem Carl Kress Orchestra unter Leitung von Bobby Sherwood |                   | 1946             | Popsong, Jazz                |                 | |
| Anything You Can Do                                       | Irving Berlin                                       | Irving Berlin                                       | Ethel Merman                                                                |                   | 1946             |                              |                 | |
| Aren’t You Kind Of Glad We Did?                           | Ira Gershwin                                        | George Gershwin                                     | Dick Haymes und Betty Grable                                                |                   | 1946             |                              |                 | Film The Shocking Miss Pilgrim                                                                                               |
| Bumble Boogie                                             |                                                     | Jack Fina                                           | Jack Fina                                                                   |                   | 1946             |                              |                 | |
| Changing My Tune                                          | Ira Gershwin                                        | George Gershwin                                     | Betty Grable                                                                |                   | 1946             |                              |                 | Film The Shocking Miss Pilgrim                                                                                               |
| Choo Choo Ch’Boogie                                       | Louis Jordan                                        | Louis Jordan                                        | Louis Jordan                                                                | Decca             | Januar 1946      | Rhythm and Blues             |                 | |
| Coax Me A Little Bit                                      | Charles Tobias                                      | Nat Simon                                           | Andrews Sisters with Vic Schoen and his Orchestra                           |                   | 1946             |                              |                 | |
| Come Rain or Come Shine                                   | Johnny Mercer                                       | Harold Arlen                                        | Ruby Hill und Harold Nicholas                                               |                   | 1946             | Jazz                         | St. Louis Woman | Musical St. Louis Woman; Jazzstandard                                                                                        |
| Confirmation                                              |                                                     | Charlie Parker                                      |                                                                             |                   | 1946             |                              |                 | Jazzstandard |
| Country Style                                             | Johnny Burke                                        | Jimmy Van Heusen                                    |                                                                             |                   | 1946             |                              |                 | |
| Day Dream                                                 | John La Touche                                      | Duke Ellington und Billy Strayhorn                  |                                                                             |                   | 1946             |                              |                 | Jazzstandard |
| Do You Know What It Means To Miss New Orleans?            | Eddie DeLange und Louis Alter                       | Eddie DeLange und Louis Alter                       | Billie Holiday und Louis Armstrong                                          |                   | 1946             |                              |                 | Jazzstandard |
| Doin’ What Comes Natur’lly                                | Irving Berlin                                       | Irving Berlin                                       |                                                                             |                   | 1946             |                              |                 | |
| Everybody’s Got A Laughing Place                          | Allie Wrubel                                        | Allie Wrubel                                        |                                                                             |                   | 1946             |                              |                 | |
| Feudin’ And Fightin’                                      | Al Dubin und Burton Lane                            | Burton Lane                                         |                                                                             |                   | 1946             |                              |                 | |
| Five Minutes More                                         | Sammy Cahn                                          | Jule Styne                                          |                                                                             |                   | 1946             |                              |                 | |
| For You, For Me, For Evermore                             | Ira Gershwin                                        | George Gershwin                                     | Dick Haymes                                                                 |                   | 1946             |                              |                 | Film The Shocking Miss Pilgrim                                                                                               |
| Golden Earrings                                           | Jay Livingston und Ray Evans                        | Victor Young                                        |                                                                             |                   | 1946             |                              |                 | |
| How Are Things In Glocca Morra?                           | E. Y. Harburg                                       | Burton Lane                                         |                                                                             |                   | 1946             |                              |                 | |
| Huggin’ And Chalkin’                                      | Clancy Hayes und Kermit Goell                       | Clancy Hayes und Kermit Goell                       |                                                                             |                   | 1946             |                              |                 | |
| I Got Lost In His Arms                                    | Irving Berlin                                       | Irving Berlin                                       | Ethel Merman                                                                |                   | 1946             |                              |                 | Musical Annie Get Your Gun                                                                                                   |
| I Got The Sun In The Morning                              | Irving Berlin                                       | Irving Berlin                                       | Ethel Merman                                                                |                   | 1946             |                              |                 | Musical Annie Get Your Gun                                                                                                   |
| I Guess I’ll Get The Papers                               | Hughie Prince und Hal Kanner                        | Hughie Prince und Hal Kanner                        |                                                                             |                   | 1946             |                              |                 | |
| I Sold My Heart to the Junkman                            | Leon René                                           | Leon René                                           | Basin Street Boys zusammen mit Ormonde Wilson                               | Exclusive Records | 1946             | Rhythm and Blues             |                 | |
| I’m A Lonely Little Petunia                               | John N. Kamano, William E. Faber & Maurice Merl     | John N. Kamano, William E. Faber & Maurice Merl     |                                                                             |                   | 1946             |                              |                 | |
| I’m An Indian Too                                         | Irving Berlin                                       | Irving Berlin                                       |                                                                             |                   | 1946             |                              |                 | |
| If This Isn’t Love                                        | E. Y. Harburg                                       | Burton Lane                                         |                                                                             |                   | 1946             |                              |                 | |
| If You Could See Me Now                                   | Carl Sigman                                         | Tadd Dameron                                        | Sarah Vaughan                                                               |                   | 1946             |                              |                 | Jazzstandard |
| If You Smile at Me                                        | Cole Porter                                         | Cole Porter                                         |                                                                             |                   | 1946             |                              |                 | Musical Around the World |
| It’s A Good Day                                           | Peggy Lee und Dave Barbour                          | Peggy Lee und Dave Barbour                          |                                                                             |                   | 1946             |                              |                 | |
| It’s A Pity To Say Goodnight                              | Billy Reid                                          | Billy Reid                                          |                                                                             |                   | 1946             |                              |                 | |
| La Mer                                                    | Charles Trenet                                      | Charles Trenet                                      | Charles Trenet                                                              | Columbia          | 1946             | Chanson                      |                 | |
| La vie en rose                                            | Mack David (Eng) Édith Piaf (Fr)                    | Louiguy                                             |                                                                             |                   | 1946             |                              |                 | |
| Laughing On The Outside                                   | Ben Raleigh                                         | Bernie Wayne                                        |                                                                             |                   | 1946             |                              |                 | |
| Legalise My Name w. Johnny Mercer m. Harold Arlen         | Johnny Mercer                                       | Harold Arlen                                        |                                                                             |                   | 1946             |                              |                 | |
| Let The Good Times Roll                                   | Fleecie Moore und Sam Theard                        | Fleecie Moore und Sam Theard                        | Louis Jordan                                                                | Decca             | Dezember 1946    | Blues, Jump Blues            |                 | |
| Linda                                                     | Jack Lawrence                                       | Jack Lawrence                                       |                                                                             |                   | 1946             |                              |                 | |
| Lost In The Stars                                         | Maxwell Anderson                                    | Kurt Weill                                          |                                                                             |                   | 1946             |                              |                 | |
| Managua, Nicaragua                                        | Albert Gamse                                        | Irving Fields                                       |                                                                             |                   | 1946             |                              |                 | |
| Military Life aka The Jerk Song                           | Harold Rome                                         | Harold Rome                                         |                                                                             |                   | 1946             |                              |                 | Musical-Revue Call Me Mister                                                                                                 |
| Moonshine Lullaby                                         | Irving Berlin                                       | Irving Berlin                                       |                                                                             |                   | 1946             |                              |                 | |
| Mr. Jackson from Jacksonville                             | Louis Armstrong, Claude Demetrius und Fritz Pollard | Louis Armstrong, Claude Demetrius und Fritz Pollard |                                                                             |                   | 1946             |                              |                 | |
| My Defenses Are Down                                      | Irving Berlin                                       | Irving Berlin                                       |                                                                             |                   | 1946             |                              |                 | |
| My Heart Is A Hobo                                        | Johnny Burke                                        | Jimmy Van Heusen                                    |                                                                             |                   | 1946             |                              |                 | |
| My Sugar Is So Refined                                    | Sylvia Dee                                          | Sidney Lippman                                      |                                                                             |                   | 1946             |                              |                 | |
| Nobody Else But Me                                        | Jerome Kern                                         | Oscar Hammerstein II                                |                                                                             |                   | 1946             |                              |                 | Jazzstandard |
| Old Devil Moon                                            | E. Y. Harburg                                       | Burton Lane                                         |                                                                             |                   | 1946             |                              |                 | |
| Ole Buttermilk Sky                                        | Jack Brooks                                         | Hoagy Carmichael                                    | Kay Kyser and his Orchestra                                                 | Columbia          | 26. August 1946  | Popsong                      |                 | Film Feuer am Horizont (Originaltitel: Canyon Passage)                                                                       |
| On The Boardwalk In Atlantic City                         | Mack Gordon                                         | Josef Myrow                                         |                                                                             |                   | 1946             |                              |                 | |
| One-zy Two-zy                                             | Dave Franklin und Irving Taylor                     | Dave Franklin und Irving Taylor                     |                                                                             |                   | 1946             |                              |                 | |
| Open The Door, Richard                                    | Dusty Fletcher und John Mason                       | Jack McVea und Dan Howell                           |                                                                             |                   | 1946             |                              |                 | |
| Ornithology                                               |                                                     | Charlie Parker und Bennie Harris                    | Charlie Parker                                                              | Dial              | 28. März 1946    | Bebop                        |                 | Jazzstandard |
| Petit Papa Noël                                           | Raymond Vinci                                       | Henri Martinet                                      | Tino Rossi                                                                  | Disques Pathé     | 1946             |                              |                 | Film Destins, französisches Weihnachtslied                                                                                   |
| Put The Blame On Mame                                     | Allan Roberts und Doris Fisher                      | Allan Roberts und Doris Fisher                      | Anita Ellis für Rita Hayworth                                               |                   | 1946             | Jazz                         |                 | Film Gilda |
| (Get Your Kicks On) Route 66                              | Bobby Troup                                         | Bobby Troup                                         | The King Cole Trio                                                          | Capitol           | 22. April 1946   | Rhythm & Blues               |                 | |
| Rumors Are Flying                                         | Bennie Benjamin und George David Weiss              | Bennie Benjamin und George David Weiss              |                                                                             |                   | 1946             |                              |                 | |
| September Song                                            | Maxwell Anderson                                    | Kurt Weill                                          | Frank Sinatra                                                               |                   | 1946             |                              |                 | |
| Sooner Or Later                                           | Ray Gilbert                                         | Charles Wolcott                                     |                                                                             |                   | 1946             |                              |                 | |
| South America, Take It Away                               | Harold Rome                                         | Harold Rome                                         | Betty Garrett                                                               |                   | 1946             |                              |                 | Musical-Revue Call Me Mister                                                                                                 |
| Stone Cold Dead in de Market                              | Wilmoth Houdini                                     | Wilmoth Houdini                                     |                                                                             |                   | 1946             |                              |                 | |
| Tausend Sterne sind ein Dom                               | Siegfried Köhler                                    | Siegfried Köhler                                    |                                                                             |                   | 1946             |                              |                 | DDR-Weihnachtslied |
| Tenderly                                                  | Jack Lawrence                                       | Walter Gross                                        |                                                                             |                   | 1946             | Jazz                         |                 | Jazzstandard |
| That’s All Right                                          | Arthur Crudup                                       | Arthur Crudup                                       |                                                                             | RCA Victor        | 1946             | Rockabilly                   |                 | |
| The ’Ampstead Way                                         | Johnny Burke                                        | Jimmy Van Heusen                                    |                                                                             |                   | 1946             |                              |                 | |
| The Anniversary Song                                      | Al Jolson und Saul Chaplin                          | Al Jolson und Saul Chaplin                          |                                                                             |                   | 1946             |                              |                 | |
| The Christmas Song                                        | Robert Wells                                        | Mel Tormé                                           | The King Cole Trio                                                          | Capitol           | November 1946    | Jazz, Pop                    |                 | Weihnachtslied |
| The Coffee Song                                           | Bob Hilliard und Dick Miles                         | Bob Hilliard und Dick Miles                         |                                                                             |                   | 1946             |                              |                 | |
| The Face on the Dime                                      | Harold Rome                                         | Harold Rome                                         | Lawrence Winters                                                            |                   | 1946             |                              |                 | Musical-Revue Call Me Mister                                                                                                 |
| The Girl That I Marry                                     | Irving Berlin                                       | Irving Berlin                                       | Ray Middleton                                                               |                   | 1946             |                              |                 | Musical Annie Get Your Gun                                                                                                   |
| The House Of Blue Lights                                  | Don Raye und Freddie Slack                          | Don Raye und Freddie Slack                          |                                                                             |                   | 1946             |                              |                 | |
| The Old Lamp-Lighter                                      | Charles Tobias                                      | Nat Simon                                           |                                                                             |                   | 1946             |                              |                 | |
| The Old Soft Shoe                                         | Nancy Hamilton                                      | Morgan Lewis                                        | Ray Bolger                                                                  |                   | 1946             |                              |                 | Revue Three to Make Ready |
| The Red Ball Express                                      | Harold Rome                                         | Harold Rome                                         | Lawrence Winters                                                            |                   | 1946             |                              |                 | Musical-Revue Call Me Mister                                                                                                 |
| The Things We Did Last Summer w. Sammy Cahn m. Jule Styne | Sammy Cahn                                          | Jule Styne                                          |                                                                             |                   | 1946             |                              |                 | Jazzstandard |
| There’s Good Blues Tonight                                | Edna Osser und Glenn Osser                          | Edna Osser und Glenn Osser                          |                                                                             |                   | 1946             |                              |                 | |
| There’s No Business Like Show Business                    | Irving Berlin                                       | Irving Berlin                                       | Ethel Merman                                                                |                   | 1946             | Jazz                         |                 | für das Musical Annie Get Your Gun komponiert und getextet                                                                   |
| They Say It’s Wonderful                                   | Irving Berlin                                       | Irving Berlin                                       | Ethel Merman                                                                |                   | 1946             | Jazz                         |                 | für das Musical Annie Get Your Gun komponiert und getextet                                                                   |
| Three O’Clock Blues                                       | Lowell Fulson                                       | Lowell Fulson                                       | Lowell Fulson                                                               | Down Town         | 1946             | Blues                        |                 | |
| Time After Time                                           | Sammy Cahn                                          | Jule Styne                                          |                                                                             |                   | 1946             |                              |                 | |
| To Each His Own                                           | Ray Evans                                           | Jay Livingston                                      |                                                                             |                   | 1946             |                              |                 | |
| Uncle Remus Said                                          | Johnny Lange, Hy Heath und Eliot Daniel             | Johnny Lange, Hy Heath und Eliot Daniel             |                                                                             |                   | 1946             |                              |                 | |
| Valse                                                     |                                                     | Tchaikowski arr. John Serry, Sr.                    |                                                                             |                   | 1946             |                              |                 | |
| Webb City                                                 |                                                     | Bud Powell                                          | Fats Navarro/Gil Fuller’s Modernists                                        |                   | 1946             | Jazz                         |                 | |
| When I Walk with You                                      | John Latouche                                       | Duke Ellington                                      | Alfred Drake and Jet MacDonald                                              |                   | 1946             |                              |                 | Musical Beggar’s Holiday |
| Who Do You Love, I Hope                                   | Irving Berlin                                       | Irving Berlin                                       |                                                                             |                   | 1946             |                              |                 | |
| Yardbird Suite                                            |                                                     | Charlie Parker                                      | Charlie Parker                                                              |                   | 1946             |                              |                 | Jazzstandard |
| You Call Everybody Darling                                | Sam Martin, Ben Trace und Clem Watts                | Sam Martin, Ben Trace und Clem Watts                |                                                                             |                   | 1946             |                              |                 | |
| You Can’t Get A Man With A Gun                            | Irving Berlin                                       | Irving Berlin                                       |                                                                             |                   | 1946             |                              |                 | |
| You Keep Coming Back Like a Song                          | Irving Berlin                                       | Irving Berlin                                       | Bing Crosby                                                                 | Decca             | 1946             | Filmmusik                    | Blue Skies      | Musikfilm Blau ist der Himmel (Blue Skies), Oscarnominierung 1947 als „Bester Song“                                          |
| You Make Me Feel So Young                                 | Mack Gordon                                         | Josef Myrow                                         |                                                                             |                   | 1946             |                              |                 | |
| Zip-a-Dee-Doo-Dah                                         | Ray Gilbert                                         | Allie Wrubel                                        | James Baskett                                                               |                   | 1946             | Jazz                         |                 | Film Onkel Remus’ Wunderland, erhielt 1948 den Oscar in der Kategorie „Bester Song“                                          |

### Alben
| Album                                           | Interpret                           | Label             | Veröffentlichung | Genre                | Weitere Informationen |
| ----------------------------------------------- | ----------------------------------- | ----------------- | ---------------- | -------------------- | --------------------- |
| Annie Get Your Gun                              | Original Broadway Cast              | Decca Records     | 1946             | Soundtrack (Musical) | Musik: Irving Berlin  |
| Artie Shaw Plays Cole Porter                    | Artie Shaw                          | Musicraft Records | 1946             |                      |                       |
| Artistry in Rhythm                              | Stan Kenton                         | Capitol Records   | 1946             |                      |                       |
| Blue Skies                                      | Bing Crosby                         | Decca Records     | 1946             |                      |                       |
| Don’t Fence Me In                               | Bing Crosby and The Andrews Sisters | Decca Records     | 1946             |                      |                       |
| Favorite Hawaiian Songs, Vol. One               | Bing Crosby                         | Decca Records     | 1946             |                      |                       |
| Favorite Hawaiian Songs, Vol. Two               | Bing Crosby                         | Decca Records     | 1946             |                      |                       |
| Frank Sinatra Conducts the Music of Alec Wilder | Frank Sinatra                       | Columbia Records  | 1946             |                      |                       |
| Lombardoland                                    | Guy Lombardo                        | Decca Records     | 1946             |                      |                       |
| Louis Jordan And His Tympany Five               | Louis Jordan                        | Decca Records     | 1946             |                      |                       |
| Show Boat                                       | Original Broadway Cast              | Columbia Records  | 1946             | Soundtrack (Musical) | Musik: Jerome Kern    |
| The Voice of Frank Sinatra                      | Frank Sinatra                       | Columbia Records  | 1946             |                      |                       |
| What We So Proudly Hail                         | Bing Crosby                         | Decca Records     | 1946             |                      |                       |

## Musiktheater

### Musical
| Datum Uraufführung / Wiederaufnahme | Musical                    | Komponist      | Buch & Lyrics                                        | Theater                  | Ort           | Weitere Informationen                                      |
| ----------------------------------- | -------------------------- | -------------- | ---------------------------------------------------- | ------------------------ | ------------- | ---------------------------------------------------------- |
| 05. Januar                          | Show Boat                  | Jerome Kern    | Oscar Hammerstein II                                 | Ziegfeld Theatre         | New York City | Wiederaufnahme; Broadway-Produktion mit 418 Vorstellungen  |
| 06. Februar                         | Lute Song                  | Raymond Scott  | Bernie Hanighen                                      | Plymouth Theatre         | New York City | Broadway-Produktion mit 146 Vorstellungen                  |
| 07. März                            | Three to Make Ready        | Morgan Lewis   |                                                      | Adelphi Theatre          | New York City | Broadway-Revue mit 327 Vorstellungen                       |
| 30. März                            | St. Louis Woman            | Harold Arlen   | Arna Bontemps und Countee Cullen sowie Johnny Mercer | Martin Beck Theatre      | New York City | Broadway-Produktion mit 113 Vorstellungen                  |
| 18. April                           | Call Me Mister             | Harold J. Rome | Arnold M. Auerbach und Harold J. Rome                | National Theatre         | New York City | Broadway-Produktion mit 734 Vorstellungen                  |
| 09. Mai                             | Sweetest And Lowest        |                |                                                      | Ambassadors Theatre      | London        | Produktion mit 791 Vorstellungen                           |
| 16. Mai                             | Annie Get Your Gun         | Irving Berlin  | Herbert und Dorothy Fields sowie Irving Berlin       | Imperial Theatre         | New York City | Broadway-Produktion mit 1147 Vorstellungen                 |
| 31. Mai                             | Around the World           | Cole Porter    | Cole Porter und Orson Welles                         | Adelphi Theatre          | New York City | Broadway-Produktion mit 75 Vorstellungen                   |
| 05. September                       | Yours Is My Heart Broadway |                |                                                      | Shubert Theatre          | New York City | Broadway-Produktion mit 36 Vorstellungen                   |
| 19. Dezember                        | Pacific 1860               | Noël Coward    | Noël Coward                                          | Theatre Royal Drury Lane | London        | mit Mary Martin und Graham Payn                            |
| 25. Dezember                        | Burlesque                  |                | George Manker Watters und Arthur Hopkins             | Belasco Theatre          | New York City | Wiederaufnahme; Broadway-Produktion mit 439 Vorstellungen; |
| 26. Dezember                        | Beggar’s Holiday           | Duke Ellington | John Latouche                                        | Broadway Theatre         | New York City | Broadway-Produktion mit 111 Vorstellungen                  |

### Oper
| Datum der Uraufführung | Oper                 | Komponist          | Libretto                                                            | Opernhaus                               | Ort           | Weitere Informationen              |
| ---------------------- | -------------------- | ------------------ | ------------------------------------------------------------------- | --------------------------------------- | ------------- | ---------------------------------- |
| 08. Mai                | The Medium           | Gian Carlo Menotti | Gian Carlo Menotti                                                  | Brander Matthews Theater                | New York City |                                    |
| 12. Juni               | Krieg und Frieden    | Sergei Prokofjew   | Sergei Prokofjew und Mira Mendelson-Prokofjewa                      | Kleines Opernhaus                       | Leningrad     |                                    |
| 12. Juli               | The Rape of Lucretia | Benjamin Britten   | Roland Duncan nach dem Schauspiel Le Viol de Lucrèce von André Obey | Mr. and Mrs John Christie’s Opera House | Glyndebourne  | Kathleen Ferrier in der Titelrolle |

## Klassische Musik

### Premieren (Auswahl)
| Datum der Uraufführung | Komponist                             | Komposition                                                         | Ort               |
| ---------------------- | ------------------------------------- | ------------------------------------------------------------------- | ----------------- |
| 18. Januar             | Bohuslav Martinů                      | Etudes und Polkas für Klavier                                       | Cambridge         |
| 21. Januar             | Leonard Bernstein                     | Three Dance Variations from Fancy Free                              | New York City     |
| 24. Januar             | Igor Strawinsky                       | Sinfonie in drei Sätzen                                             | New York City     |
| 25. Januar             | Richard Strauss                       | Metamorphosen für 23 Solostreicher                                  | Zürich            |
| 03. Februar            | Leonard Bernstein                     | Three Dance Episodes from On the Town                               | San Francisco     |
| 08. Februar            | Béla Bartók                           | 3. Klavierkonzert                                                   | Philadelphia      |
| 12. Februar            | Pierre Boulez                         | Douze notations für Klavier                                         | Paris             |
| 12. Februar            | Elliott Carter                        | Musicians Wrestle Everywhere                                        | New York City     |
| 17. Februar            | Aaron Copland                         | Danzón cubano                                                       | Baltimore         |
| 26. Februar            | Luigi Dallapiccola                    | Ciaccona, Intermezzo e Adagio für Cello                             | Mailand           |
| 26. Februar            | Richard Strauss                       | Konzert für Oboe und kleines Orchester D-Dur                        | Zürich            |
| 03. März               | Luigi Dallapiccola                    | Sonatina canonica su Capricci di Paganini                           | Perugia           |
| 16. März               | Elliott Carter                        | Voyage for voice and piano                                          | New York City     |
| 22. März               | Ernst Krenek                          | Tricks and Trifles                                                  | Minneapolis       |
| 22. März               | Igor Strawinsky                       | Scherzo à la russe                                                  | San Francisco     |
| 25. März               | Igor Strawinsky                       | Ebony Concerto                                                      | New York City     |
| 05. April              | Samuel Barber                         | Cello Concerto                                                      | Boston            |
| 05. April              | Charles Ives                          | The Camp Meeting (Symphony No. 3)                                   | New York City     |
| 12. April              | Bernd Alois Zimmermann                | Extemporale für Klavier                                             | Köln              |
| 06. Mai                | Bernd Alois Zimmermann                | Scherzo sinfonico                                                   | Köln              |
| 08. Mai                | Dmitri Dmitrijewitsch Schostakowitsch | Victorious Spring                                                   | Moskau            |
| 11. Mai                | Charles Ives                          | Central Park in the Dark (1906)                                     | New York City     |
| 11. Mai                | Charles Ives                          | String Quartet No. 2 (1913)                                         | New York City     |
| 11. Mai                | Charles Ives                          | The Unanswered Question (1906)                                      | New York City     |
| 17. Mai                | Frank Martin                          | Petite symphonie concertante                                        | Zürich            |
| 31. Mai                | Alberto Ginastera                     | Sinfonía elegíaca (Symphony No. 2)                                  | Buenos Aires      |
| 08. Juni               | Jesús Guridi                          | Sinfonía Pirenaica                                                  | Bilbao            |
| 18. Juni               | Bernd Alois Zimmermann                | Drei Geistliche Lieder                                              | Köln              |
| 23. Juni               | Joseph Jongen                         | Messe für Soli, Chor, Blechbläser und Orgel op. 130                 | Liège (Cathedral) |
| 24. Juni               | Luigi Dallapiccola                    | Liriche Greche II – Due liriche di Anacreonte                       | Brüssel           |
| 27. Juni               | Olivier Messiaen                      | Harawi – Chant d‘amour et de mort (Messiaen) für Sopran und Klavier | Brüssel           |
| 27. Juni               | Arnold Schoenberg                     | Theme and Variations for Full Band (Orchestra)                      | Boston            |
| 12. Juli               | Anton Webern                          | Cantata No. 1                                                       | London            |
| 12. Juli               | Bernd Alois Zimmermann                | Capriccio für Klavier                                               | Horrem            |
| 21. August             | Elliott Carter                        | Elegy for String Quartet                                            | Eliot (Maine)     |
| 03. September          | Ernst Krenek                          | Symphonic Elegy in memoriam Anton Webern                            | Saratoga Springs  |
| 14. September          | Elliott Carter                        | Warble for Lilac Time                                               | Saratoga Springs  |
| 27. September          | Hans Werner Henze                     | Kammerkonzert für Klavier, Flöte und Streicher                      | Darmstadt         |
| 29. September          | Benjamin Britten                      | Occasional Overture                                                 | London            |
| 11. Oktober            | Heitor Villa-Lobos                    | Piano Concerto No. 1                                                | Rio de Janeiro    |
| 15. Oktober            | Benjamin Britten                      | The Young Person’s Guide to the Orchestra                           | Liverpool         |
| 18. Oktober            | Aaron Copland                         | 3. Sinfonie                                                         | Boston            |
| 19. Oktober            | Michael Tippett                       | String Quartet No. 3                                                | London            |
| 23. Oktober            | Sergei Sergejewitsch Prokofjew        | Sonate Nr. 1 f-Moll für Violine und Klavier                         | Moskau            |
| 09. November           | Michael Tippett                       | Little Music for Strings                                            | London            |
| 12. November           | Charles Ives                          | In Summer Fields (1898)                                             | Los Angeles       |
| 22. November           | Benjamin Britten                      | The Holy Sonnets of John Donne                                      | London            |
| 11. Dezember           | John Cage                             | Three Dances for Two Prepared Pianos                                | New York City     |
| 16. Dezember           | Dmitri Dmitrijewitsch Schostakowitsch | Streichquartett Nr. 3 F-Dur op. 73                                  | Moskau            |
| 19. Dezember           | Luigi Dallapiccola                    | Rencesvals                                                          | Brüssel           |
| 19. Dezember           | André Jolivet                         | Divertissement à la roumaine                                        | Paris             |
| 20. Dezember           | Darius Milhaud                        | 2. Sinfonie                                                         | Boston            |
| 29. Dezember           | Erich Wolfgang Korngold               | Cellokonzert op. 37                                                 | Los Angeles       |

### Kompositionen (Auswahl)
- Malcolm Arnold – Symphony for Strings, Op. 13
- Arno Babadzhanian – Polyphonic Piano Sonata
- Benjamin Britten – Young Person’s Guide to the Orchestra
- Aaron Copland – 3. Sinfonie
- George Crumb – Poem; Seven Songs for Voice and Piano
- Gottfried von Einem – Dantons Tod
- Don Gillis – Symphony No. 5½, A Symphony for Fun
- Karl Amadeus Hartmann – Adagio (2. Sinfonie) für großes Orchester
- Arthur Honegger – 3. Sinfonie
- Herbert Howells – Gloucester Service
- Wojciech Kilar – Mazurka in e-Moll
- Erich Wolfgang Korngold – Cellokonzert op. 37
- Bohuslav Martinů
  - Symphonie Nr. 5 H 310
  - Toccata e due canzoni H 311 Streichquartett Nr. 6, H.312
- Peter Mennin
  - Sinfonia for Chamber Orchestra
  - Symphony No. 3
- Vincent Persichetti
  - Symphony No. 3 op. 30
  - The Hollow Men op. 25, für Trompete und Streichorchester
- Edmund Rubbra – Sonate für Violoncello und Klavier G-Dur op. 60
- John Serry Sr. –
  - Fantasy in F for accordion
  - Valse – Musik von Tschaikowski arrangiert für Akkordeon
- Roger Sessions
  - Sinfonie Nr. 2
  - Pianosonate Nr. 2
- Igor Strawinsky – Ebony Concerto
- Michael Tippett – Little Music für Streichorchester
- Heitor Villa-Lobos – Streichquartett Nr. 10
- William Walton
  - Streichquartett Nr. 2 in a-Moll
  - Where does the uttered music go?
- Ralph Vaughan Williams – Introduction and Fugue für zwei Klaviere

## Musikfilme
| Originaltitel                    | deutscher Titel              | Besetzung | Regie                               |
| -------------------------------- | ---------------------------- | --- | ----------------------------------- |
| The Bamboo Blonde                |                              | Frances Langford | Anthony Mann                        |
| Breakfast in Hollywood           |                              | Tom Breneman, Bonita Granville, Billie Burke and Zasu Pitts sowie Andy Russell, The King Cole Trio and Spike Jones and his City Slickers | Harold D. Schuster                  |
| Cinderella Jones                 |                              | Joan Leslie, Robert Alda, S.Z. Sakall und Edward Everett Horton                                                                          | Busby Berkeley                      |
| Do You Love Me                   | Sinfonie in Swing            | Maureen O’Hara, Dick Haymes sowie Harry James and his Music Makers                                                                       | Gregory Ratoff                      |
| Earl Carroll Sketchbook          |                              | Constance Moore, William Marshall und Edward Everett Horton                                                                              | Albert S. Rogell                    |
| Easy to Wed                      | Eine Falle für die Braut     | Esther Williams, Van Johnson, Lucille Ball und Keenan Wynn                                                                               | Eddie Buzzell                       |
| Gaiety George                    |                              | Richard Greene and Ann Todd | George King und Leontine Sagan      |
| Holiday In Mexico                | Ball in der Botschaft        | Jane Powell, José Iturbi, Walter Pidgeon, Roddy McDowall, Ilona Massey und Xavier Cugat                                                  | George Sidney                       |
| I’ll Turn to You                 |                              | Terry Randall und Don Stannard | Geoffrey Faithfull                  |
| I’ve Always Loved You            | Ich hab dich immer geliebt   | Frits van Dongen, Catherine McLeod, William Carter, Maria Ouspenskaya, Felix Bressart, Elizabeth Patterson und Vanessa Brown             | Frank Borzage                       |
| London Town                      | Paradies der Liebe           | Sid Fields, Greta Gynt, Petula Clark, Kay Kendall und Sonny Hale sowie Tessie O’Shea und Beryl Davis                                     | Wesley Ruggles                      |
| No Leave, No Love                |                              | Van Johnson, Pat Kirkwood, Keenan Wynn und Marie Wilson sowie mit Xavier Cugat & his Orchestra und Guy Lombardo and his Orchestra        | Charles Martin                      |
| Song Of The South                | Onkel Remus’ Wunderland      | James Baskett, Bobby Driscoll, Luana Patten, Ruth Warrick, Lucile Watson und Hattie McDaniel                                             | Charles Martin                      |
| Susie Steps Out                  |                              | David Bruce, Cleatus Caldwell and Margaret Dumont                                                                                        | Reginald Le Borg                    |
| Sweetheart of Sigma Chi          |                              | Phil Regan, Elyse Knox und Phil Brito sowie Frankie Carle & his Orchestra                                                                | Jack Bernhard und William Beaudine  |
| Swing Parade of 1946             |                              | Gale Storm, Phil Regan und The Three Stooges sowie Connee Boswell und Louis Jordan                                                       | Phil Karlson                        |
| Tars and Spars                   |                              | Janet Blair, Alfred Drake und Sid Caesar                                                                                                 | Alfred E. Green                     |
| The Harvey Girls                 |                              | Judy Garland, Ray Bolger und John Hodiak                                                                                                 | George Sidney                       |
| The Jolson Story                 | Der Jazzsänger               | Larry Parks, Evelyn Keyes und William Demarest                                                                                           | Alfred E. Green                     |
| The Laughing Lady                |                              | Anne Ziegler und Webster Booth | Paul L. Stein                       |
| The Magic Bow                    | Paganini                     | Stewart Granger und Phyllis Calvert | Bernard Knowles                     |
| The Thrill of Brazil             | Sambafieber                  | Evelyn Keyes, Keenan Wynn und Ann Miller                                                                                                 | S. Sylvan Simon                     |
| The Time, the Place and the Girl | Der Himmel voller Geigen     | Dennis Morgan, Jack Carson, Janis Paige und Martha Vickers                                                                               | David Butler                        |
| Three Little Girls in Blue       |                              | June Haver, George Montgomery, Vivian Blaine, Celeste Holm and Vera Ellen                                                                | Bruce Humberstone                   |
| Till the Clouds Roll By          | Bis die Wolken vorüberzieh’n | Robert Walker, Van Heflin und Lucille Bremer                                                                                             | Richard Whorf und Vincente Minnelli |

## Geboren

### Januar
- 01. Januar: Barbara Zakrzewska, polnische Komponistin († 2023)
- 03. Januar: Motohiko Hino, japanischer Jazzschlagzeuger († 1999)
- 03. Januar: Robert John, US-amerikanischer Popsänger († 2025)
- 03. Januar: John Paul Jones, britischer Rockmusiker (Led Zeppelin) und Musikproduzent
- 03. Januar: Olivia Molina, deutsch-mexikanische Tango- und Schlager-Sängerin
- 04. Januar: Arthur Conley, US-amerikanischer Soul-Sänger († 2003)
- 04. Januar: Susannah McCorkle, US-amerikanische Jazzsängerin († 2001)
- 05. Januar: André Ceccarelli, französischer Jazz- und Rockschlagzeuger

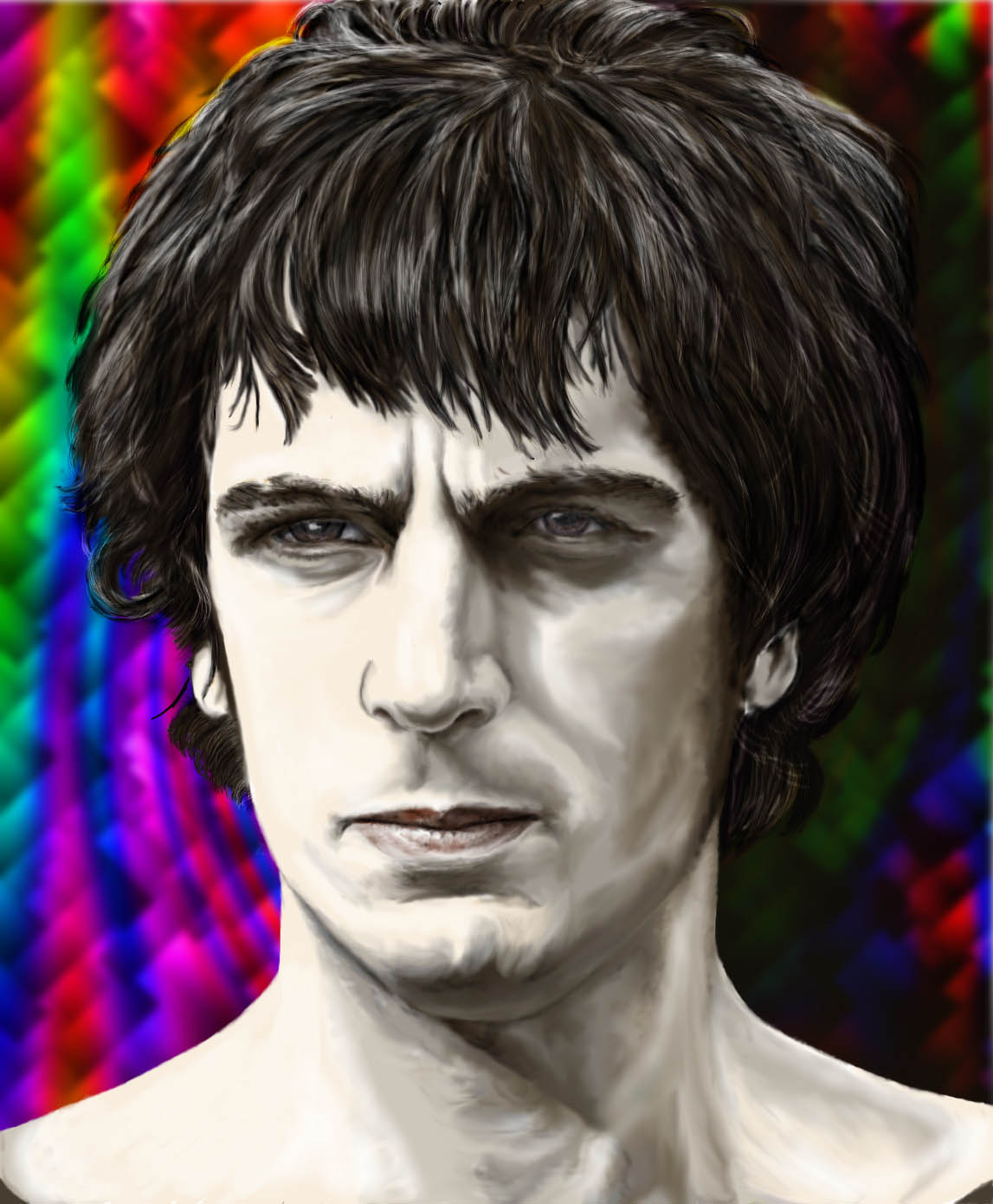
Syd Barrett; * 6. Januar

- 06. Januar: Syd Barrett, britischer Gitarrist, Sänger und Songwriter (Pink Floyd) († 2006)
- 07. Januar: Wilhelm von Ascheraden, deutscher evangelischer Pfarrer und Lieddichter
- 07. Januar: Agnieszka Duczmal, polnische Dirigentin
- 07. Januar: Jann Wenner, US-amerikanischer Journalist, Publizist, Herausgeber des Rolling Stone
- 08. Januar: Robby Krieger, US-amerikanischer Jazz- und Rockgitarrist (The Doors)
- 08. Januar: Norbert Mateusz Kuźnik, polnischer Komponist, Musiktheoretiker, Organist und Orgelbauer († 2006)
- 10. Januar: Aynsley Dunbar, britischer Schlagzeuger (Jefferson Starship, Journey)
- 11. Januar: Vladimír Bokes, slowakischer Komponist, Cellist und Musikpädagoge († 2024)
- 11. Januar: Naomi Judd, US-amerikanische Country-Sängerin, Schauspielerin und Autorin († 2022)
- 11. Januar: Tony Kaye, britischer Rockmusiker (Yes)
- 12. Januar: George Duke, US-amerikanischer Jazz-Pianist, Arrangeur und Produzent († 2013)
- 12. Januar: Constantin Stahlberg, deutscher Komponist und Unternehmer
- 13. Januar: Cornelius Bumpus, US-amerikanischer Rocksänger und -instrumentalist († 2004)
- 13. Januar: Boris Gardiner, jamaikanischer Sänger, Songwriter und Bassist
- 14. Januar: Howard Carpendale, deutscher Sänger und Komponist südafrikanischer Herkunft
- 15. Januar: Joseph Kalichstein, US-amerikanischer klassischer Musiker († 2022)
- 16. Januar: Katia Ricciarelli, italienische Opernsängerin
- 16. Januar: Spike Wells, britischer Jazzmusiker und Geistlicher

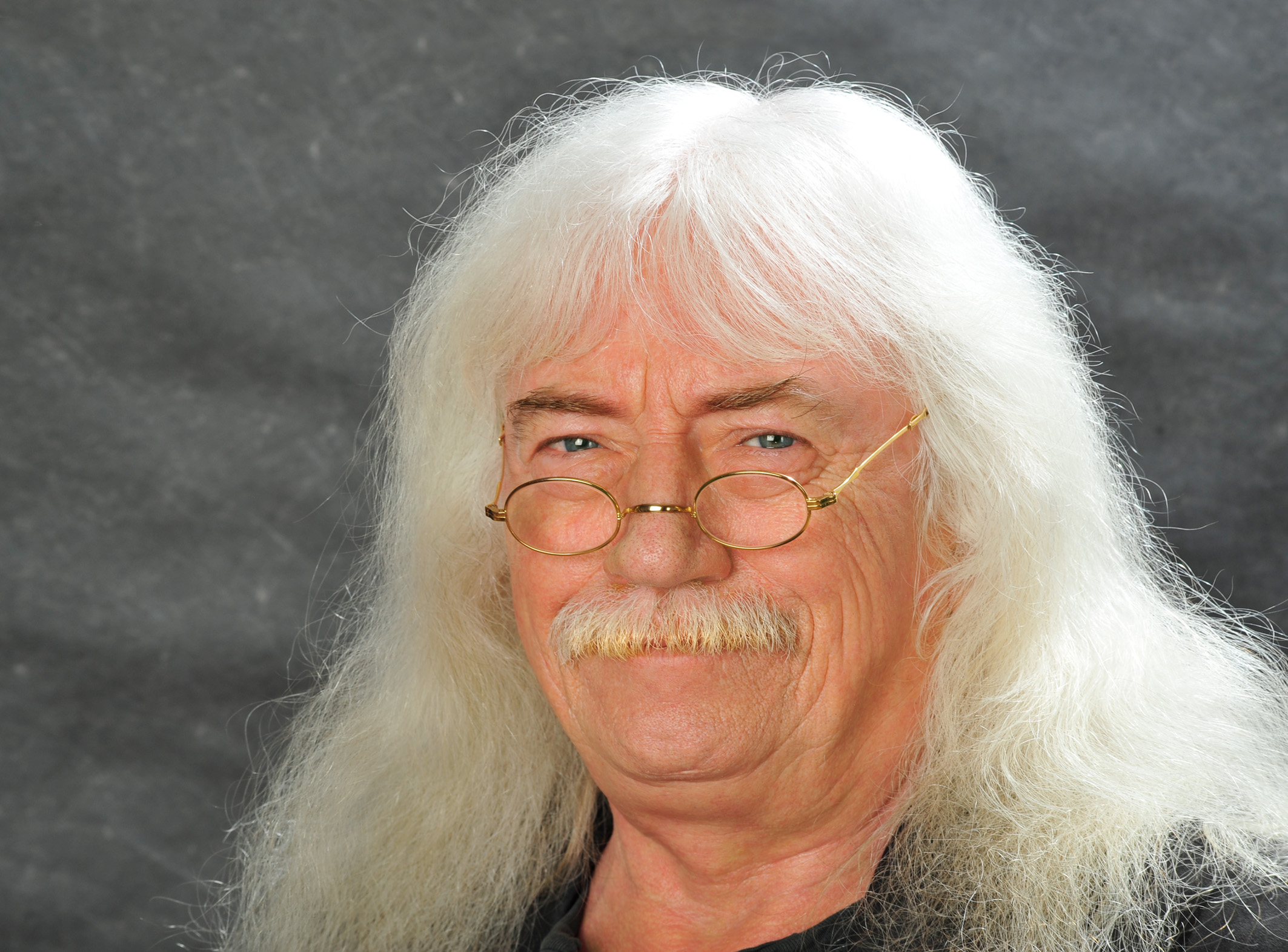
Reinhard Lakomy; * 19. Januar

- 19. Januar: Reinhard Lakomy, deutscher Komponist und Sänger († 2013)
- 19. Januar: Dolly Parton, US-amerikanische Country-Sängerin und Schauspielerin
- 20. Januar: Petr Hannig, tschechischer Musikproduzent und Politiker († 2025)
- 20. Januar: Aurelio Samorì, italienischer Komponist
- 20. Januar: John Sheridan, US-amerikanischer Musiker († 2021)
- 21. Januar: Nella Martinetti, Schweizer Sängerin, Komponistin und Texterin († 2011)
- 22. Januar: Malcolm McLaren, britischer Künstler, Modeschöpfer, Designer, Musik-Manager und Musiker (Sex Pistols) († 2010)
- 24. Januar: Marion Cowings, US-amerikanischer Jazz-Sänger
- 26. Januar: Michel Delpech, französischer Chansonnier († 2016)
- 26. Januar: Deon Jackson, US-amerikanischer Rhythm-and-Blues-Sänger († 2014)
- 28. Januar: Gailene Stock, australische Balletttänzerin und Tanzpädagogin († 2014)
- 29. Januar: Colin Berry, britischer Radio-Discjockey, Radiomoderator und Nachrichtensprecher († 2025)
- 31. Januar: Terry Kath, US-amerikanischer Rockmusiker (Chicago) († 1978)

### Februar
- 02. Februar: Whistling Jack Smith, britischer Sänger
- 03. Februar: Anton Haefeli, Schweizer Musikwissenschaftler
- 03. Februar: Milo Hrnić, kroatischer Popsänger († 2023)
- 03. Februar: Stan Webb, britischer Gitarrist
- 04. Februar: Giovanni Acciai, italienischer Musikwissenschaftler und Chorleiter
- 04. Februar: Dana Wilson, US-amerikanischer Komponist und Musikpädagoge
- 05. Februar: Boris Bukowski, österreichischer Musiker
- 05. Februar: Mauro Pagani, italienischer Cantautore, Multiinstrumentalist und Komponist
- 06. Februar: Kate McGarrigle, kanadische Sängerin und Musikerin († 2010)
- 06. Februar: Richard Hayward, US-amerikanischer Rock-Schlagzeuger († 2010)
- 06. Februar: Béla Radics, ungarischer Rockmusiker, Gitarrist und Sänger († 1982)
- 07. Februar: Guillermo Galvé, argentinischer Tangosänger
- 07. Februar: Arthur Ozolins, kanadischer Pianist
- 11. Februar: Heinz Winbeck, deutscher Komponist († 2019)
- 12. Februar: Ajda Pekkan, türkische Sängerin und Schauspielerin
- 12. Februar: Walter Westrupp, deutscher Musiker und Kreativling
- 15. Februar: Kim Ry Andersen, dänischer Politiker und Musikmanager
- 15. Februar: John Trudell, indianischer Freiheitskämpfer, Musiker und Schauspieler († 2015)
- 16. Februar: Gerd Knesel, deutscher Liedermacher († 1992)
- 17. Februar: Dodie Stevens, US-amerikanische Sängerin
- 19. Februar: Pierre van der Linden, niederländischer Jazz- und Rockschlagzeuger
- 20. Februar: J. Geils, US-amerikanischer Musiker (The J. Geils Band) († 2017)
- 22. Februar: Tom Grant, US-amerikanischer Jazzpianist und Komponist
- 23. Februar: Rusty Young, US-amerikanischer Musiker und Pedal-Steel-Gitarrist († 2021)
- 24. Februar: Jiří Bělohlávek, tschechischer Dirigent († 2017)
- 24. Februar: Tullio De Piscopo, italienischer Perkussionist und Popsänger
- 27. Februar: Nippy Noya, indonesischer Percussionist
- 28. Februar: Pierre Dørge, dänischer Jazzgitarrist, Bandleader und Komponist
- 28. Februar: Don Francisco, US-amerikanischer Sänger und Komponist

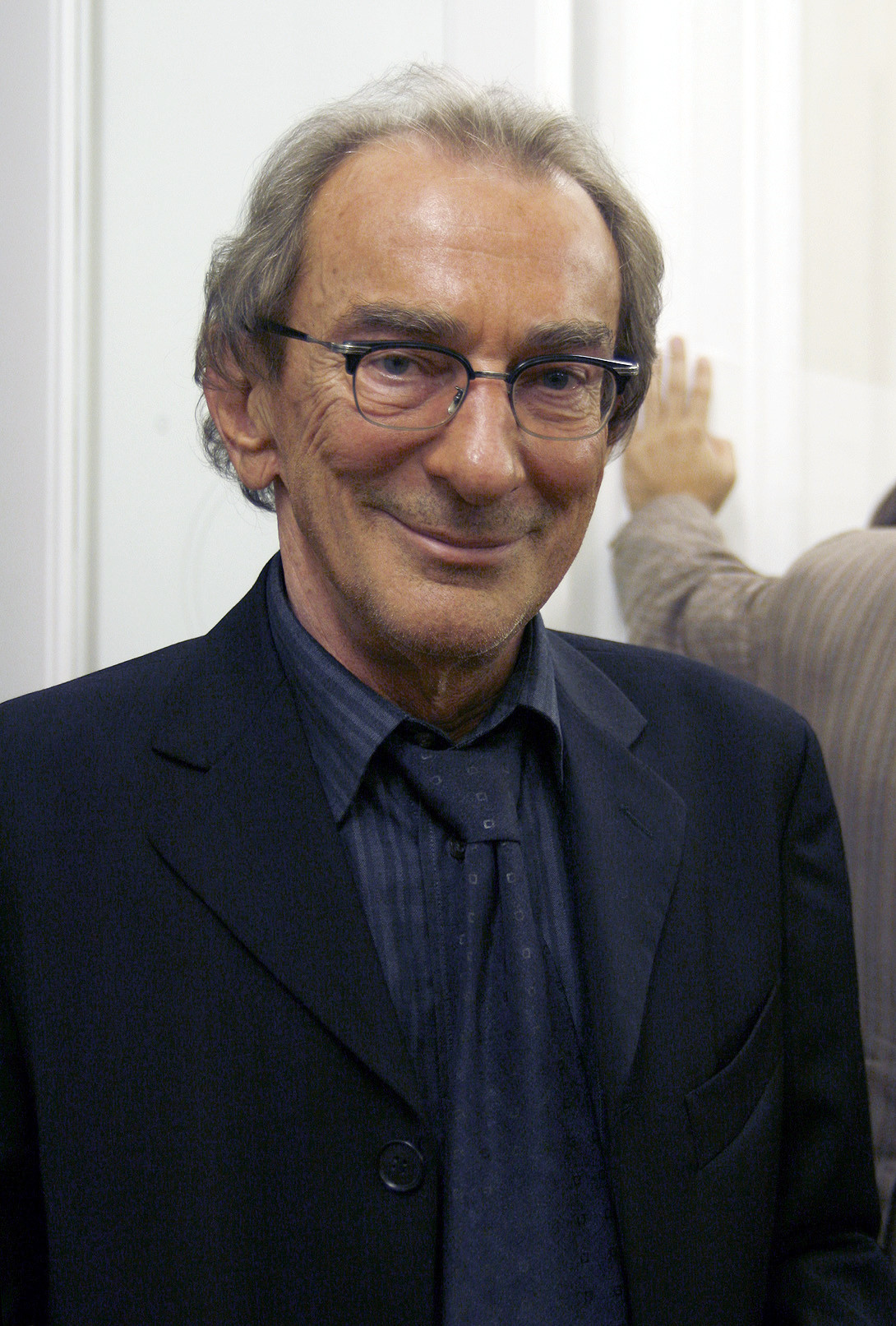
Ludwig Hirsch; * 28. Februar

- 28. Februar: Ludwig Hirsch, österreichischer Sänger und Liedermacher († 2011)

### März
- 01. März: Tony Ashton, britischer Rockmusiker (Ashton, Gardner and Dyke) († 2001)
- 01. März: Vinny Golia, US-amerikanischer Saxophonist und Klarinettist
- 03. März: Dunja Rajter, deutsche Sängerin und Schauspielerin
- 04. März: Sergio Fernández Barroso, kubanischer Komponist
- 04. März: Ralph Kirshbaum, US-amerikanischer Cellist und Musikpädagoge
- 04. März: Edgard Poças, brasilianischer Sänger und Komponist
- 05. März: Murray Head, britischer Schauspieler und Sänger

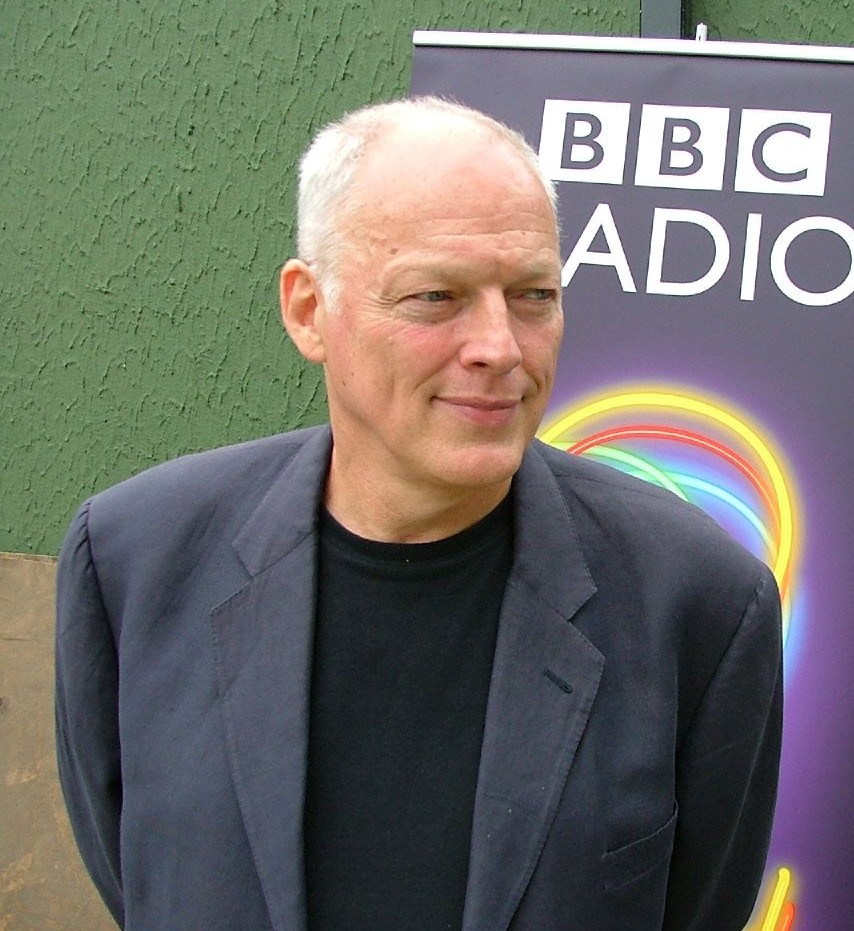
David Gilmour; * 6. März

- 06. März: David Gilmour, britischer Gitarrist, Sänger und Songwriter (Pink Floyd)
- 07. März: Matthew Fisher, britischer Musiker (Procol Harum)
- 07. März: Zsuzsa Koncz, ungarische Chanson-, Pop- und Schlagersängerin
- 07. März: Peter Wolf, US-amerikanischer Musiker (The J. Geils Band)
- 08. März: Randy Meisner, US-amerikanischer Bassist und Sänger (Eagles, Poco) († 2023)
- 08. März: Tonicha, portugiesische Schlager- und Folklore-Sängerin
- 10. März: Axel Theimer, US-amerikanischer Komponist, Dirigent, Chorleiter, Musikpädagoge und Sänger
- 11. März: Patty Waters, US-amerikanische Jazzsängerin
- 12. März: Ricky King, deutscher Musiker

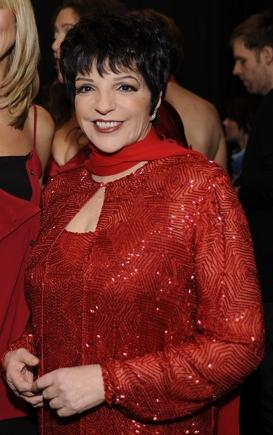
Liza Minnelli; * 12. März

- 12. März: Liza Minnelli, US-amerikanische Schauspielerin und Sängerin
- 14. März: Gianni Bella, italienischer Sänger
- 15. März: Cesare Bonizzi, italienischer Mönch und Sänger († 2024)
- 15. März: Diane Juster, kanadische Singer-Songwriterin und Pianistin
- 16. März: Guesch Patti, französische Sängerin und Schauspielerin
- 16. März: Hubert Soudant, niederländischer Dirigent
- 17. März: Michael Finnissy, britischer Komponist, Pianist und Musikpädagoge
- 17. März: Eugen Jesser, Präsident und Direktor der Wiener Sängerknaben († 2008)
- 19. März: Jan Pavel, tschechischer Komponist, Dirigent und Musikpädagoge († 2010)
- 19. März: Ruth Pointer, US-amerikanische Sängerin (The Pointer Sisters)
- 21. März: Ray Dorset, britischer Rockmusiker (Mungo Jerry)
- 21. März: Zsolt Gárdonyi, ungarischer Komponist
- 22. März: Pino Gasparini, Schweizer Sänger und Entertainer
- 22. März: Rivka Golani, israelische Bratschistin
- 22. März: Jerry Jemmott, US-amerikanischer E-Bassist
- 22. März: Melvin Sparks, US-amerikanischer Jazz-Gitarrist († 2011)
- 22. März: Harry Vanda, australischer Popmusiker, Sänger, Gitarrist, Songschreiber und Produzent (The Easybeats)

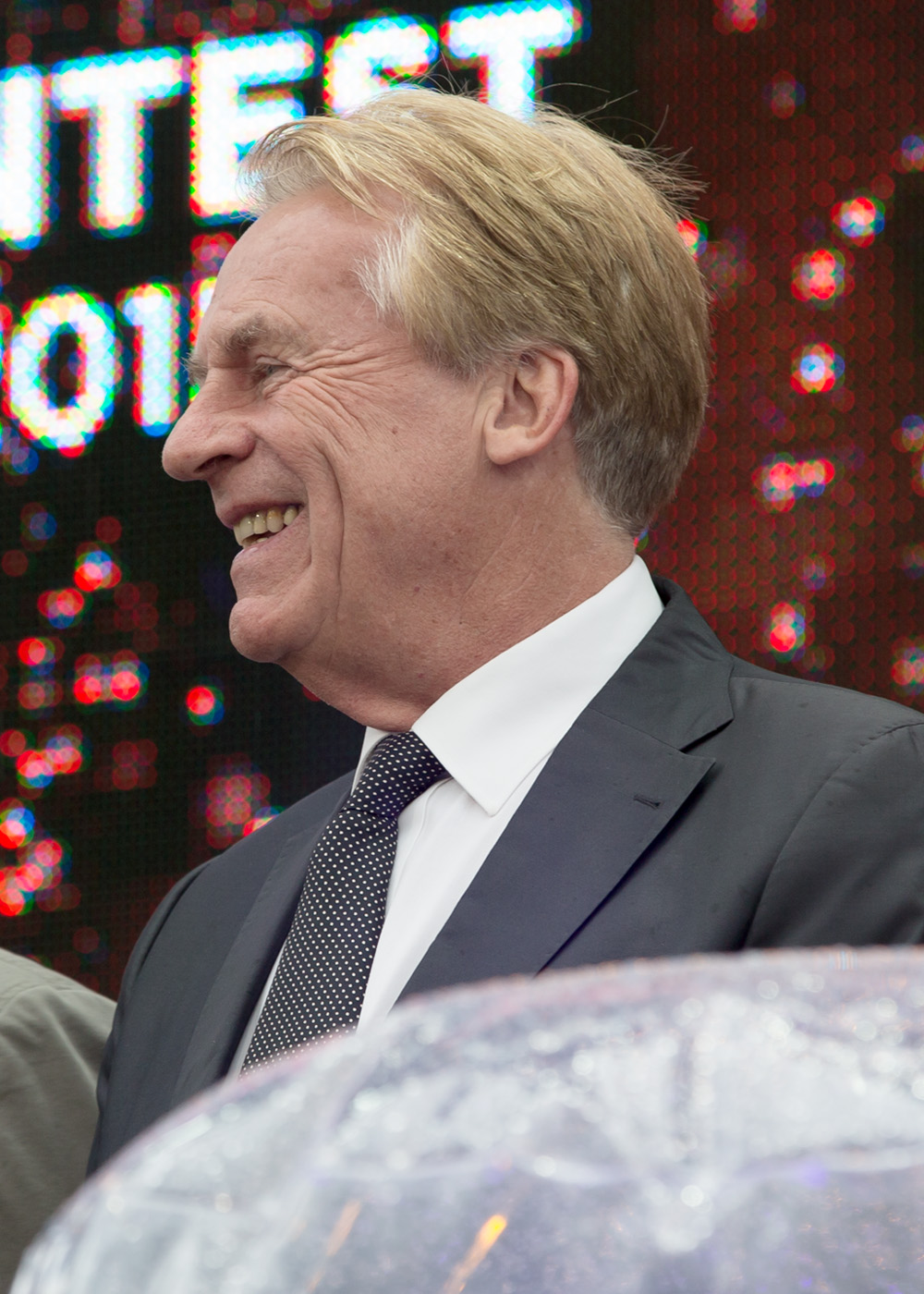
Pepe Lienhard; * 23. März

- 23. März: Pepe Lienhard, Schweizer Bandleader
- 23. März: Lee Towers, niederländischer Sänger
- 24. März: Su Kramer, deutsche Sängerin, Komponistin und Texterin
- 24. März: Colin Petersen, australischer Schauspieler und Musiker (Bee Gees) († 2024)
- 24. März: Herbert Wernicke, Opernregisseur, Bühnen- und Kostümbildner († 2002)
- 25. März: Mercè Capdevila, spanische Komponistin
- 26. März: William Onyeabor, nigerianischer Musiker († 2017)
- 27. März: Andy Bown, britischer Komponist und Keyboarder (The Herd, Status Quo, Pink Floyd)
- 27. März: Olaf Malolepski, deutscher Schlagersänger
- 30. März: Dori Ghezzi, italienische Sängerin
- 30. März: Ray Lema, kongolesischer Schlagzeuger

### April
- 01. April: Ronnie Lane, britischer Rockmusiker (The Faces) († 1997)
- 03. April: Dee Murray, britischer Bassist (Elton John Band) († 1992)
- 06. April: Danny Kortchmar, US-amerikanischer Rocksänger und -gitarrist
- 10. April: Anne Boyd, australische Komponistin und Musikpädagogin
- 10. April: Yves Daoust, kanadischer Komponist
- 10. April: Mikael Wiehe, schwedischer Musiker, Sänger, Textverfasser und Komponist
- 11. April: Teresa Pérez Frangie, dominikanische Opernsängerin
- 13. April: Al Green, US-amerikanischer Sänger und Prediger
- 13. April: Kari Tikka, finnischer Komponist, Dirigent, Oboist und Librettist († 2022)
- 14. April: Knut Kristiansen, norwegischer Jazzpianist

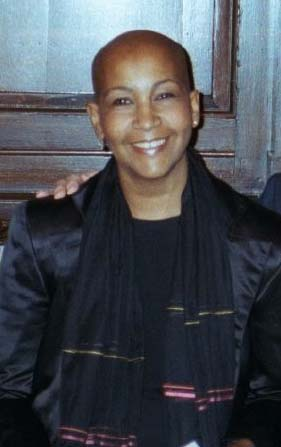
Marsha Hunt; * 15. April

- 15. April: Marsha Hunt, US-amerikanische Sängerin, Schriftstellerin, Schauspielerin und Fotomodell
- 16. April: Pēteris Vasks, lettischer Komponist
- 18. April: Lloyd Charmers, jamaikanischer Sänger, Musiker, Komponist und Musikproduzent († 2012)
- 18. April: Skip Spence, US-amerikanischer Rockmusiker (Jefferson Airplane, Moby Grape) († 1999)
- 19. April: Tim Curry, britischer Schauspieler und Sänger
- 22. April: Urban Laffer, Schweizer Chirurg und Organist
- 24. April: Stafford James, US-amerikanischer Jazz-Bassist
- 25. April: Digby Fairweather, britischer Jazz-Trompeter und Autor
- 25. April: T. H. Subash Chandran, indischer Perkussionist, Komponist und Musikpädagoge († 2020)
- 27. April: Gordon Haskell, britischer Musiker († 2020)
- 29. April: Franz Zebinger, österreichischer Komponist, Organist und Musikpädagoge
- 30. April: Joel Futterman, US-amerikanischer Jazzmusiker

### Mai
- 01. Mai: Lawrence Cherney, kanadischer Oboist und Musikpädagoge
- 02. Mai: Lesley Gore, US-amerikanische Sängerin und Songschreiberin († 2015)
- 03. Mai: John Primer, US-amerikanischer Blues-Gitarrist, Sänger und Songschreiber
- 05. Mai: Beth Carvalho, brasilianische Sängerin († 2019)
- 05. Mai: Ömer Tuğrul İnançer, türkischer Anwalt, Autor und Sufimusiker († 2022)
- 05. Mai: Jack Walrath, US-amerikanischer Jazzmusiker
- 07. Mai: Gabriel Chmura, polnisch-israelischer Dirigent und Generalmusikdirektor in Aachen, Bochum, Ottawa und Kattowitz († 2020)
- 07. Mai: Bill Danoff, US-amerikanischer Songschreiber und Sänger
- 07. Mai: Thelma Houston, US-amerikanische R&B- und Disco-Sängerin
- 07. Mai: Bill Kreutzmann, US-amerikanischer Rockmusiker, Schlagzeuger
- 09. Mai: Drafi Deutscher, deutscher Sänger, Komponist und Musikproduzent († 2006)
- 10. Mai: Klaus Ager, österreichischer Komponist und Dirigent

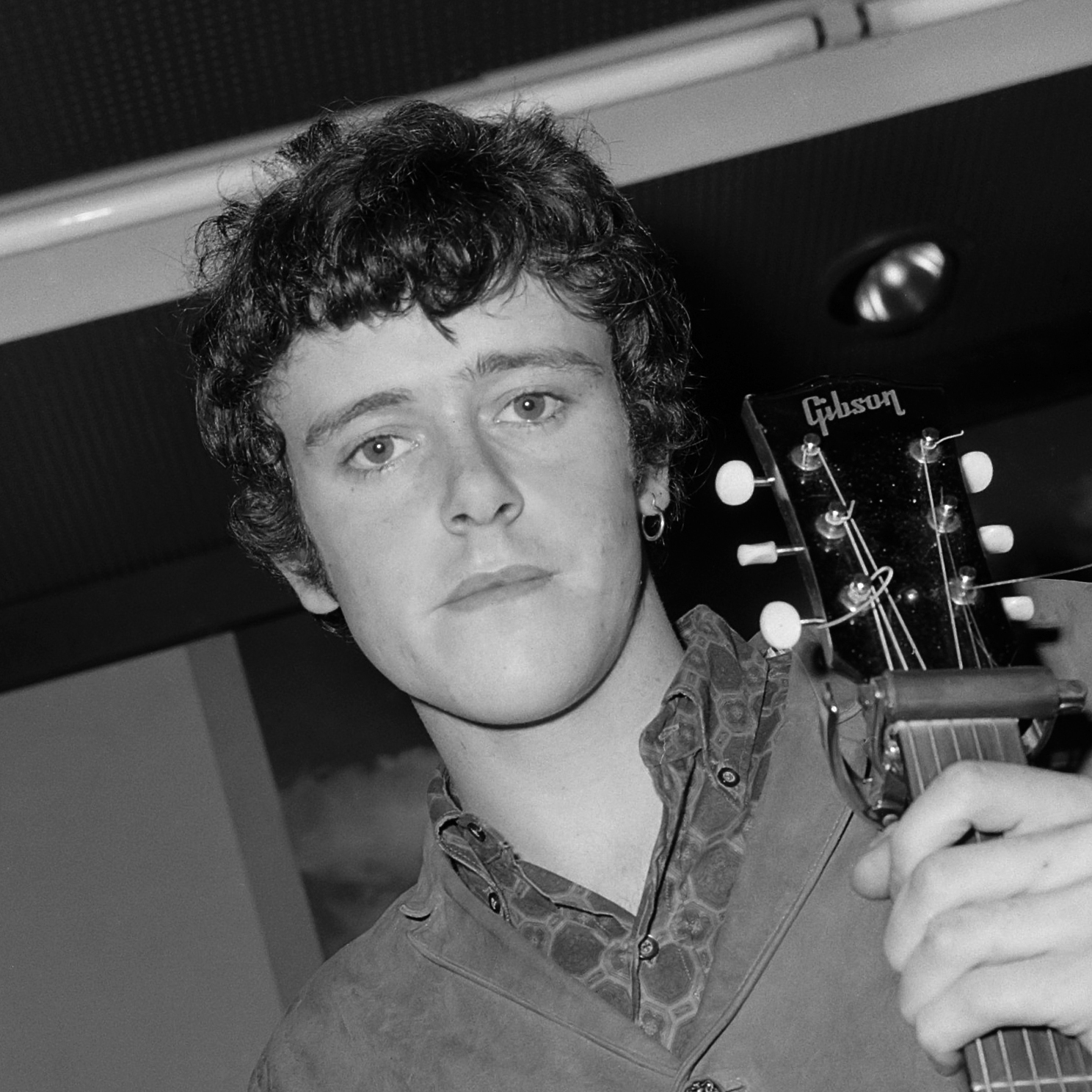
Donovan; * 10. Mai

- 10. Mai: Donovan, britischer Sänger, Gitarrist und Songwriter
- 10. Mai: Graham Gouldman, britischer Komponist und Musiker (10cc)
- 10. Mai: Dave Mason, britischer Musiker (Traffic)
- 10. Mai: Piotr Paleczny, polnischer klassischer Pianist, Hochschulprofessor
- 10. Mai: Jimmy Ponder, US-amerikanischer Jazzmusiker († 2013)
- 10. Mai: Ulrich Stranz, deutscher Komponist († 2004)
- 10. Mai: Lewon Tschauschjan, armenisch-sowjetischer Komponist († 2022)
- 11. Mai: Lenore Von Stein, US-amerikanische Komponistin
- 12. Mai: Józef Rychlik, polnischer Komponist und Musikpädagoge
- 12. Mai: Rudolf Tomsits, ungarischer Jazzmusiker († 2003)
- 16. Mai: Robert Fripp, britischer Gitarrist und Komponist (King Crimson)
- 17. Mai: Aly Bain, schottischer Fiddler

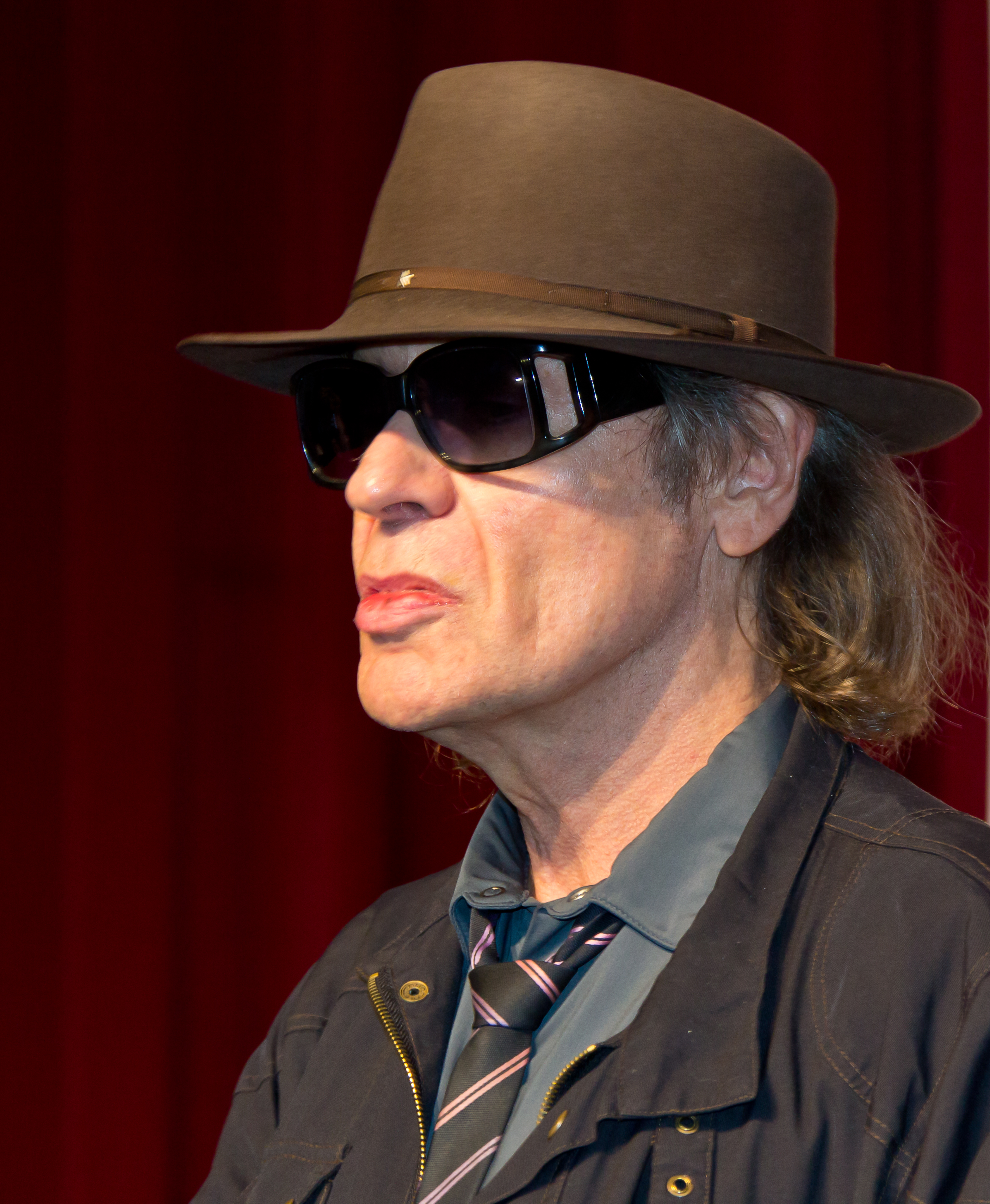
Udo Lindenberg; * 17. Mai

- 17. Mai: Udo Lindenberg, deutscher Rockmusiker
- 20. Mai: Cher, US-amerikanische Sängerin und Schauspielerin
- 20. Mai: Michel Longtin, kanadischer Komponist
- 22. Mai: Martin Kratochvíl, tschechischer Jazzmusiker (Piano, Komposition), Dokumentarfilmer und Geschäftsmann
- 22. Mai: Claude Olmos, französischer Jazzmusiker (Gitarre) († 2023)
- 23. Mai: Don Moye, US-amerikanischer Jazz-Schlagzeuger, Sänger und Komponist
- 23. Mai: Ruth Underwood, US-amerikanische Perkussionistin
- 25. Mai: Siegfried Fietz, deutscher Liedtexter, Komponist und Musikproduzent
- 26. Mai: Mick Ronson, britischer Gitarrist, Komponist, Multiinstrumentalist, Arrangeur und Produzent († 1993)
- 27. Mai: Niels-Henning Ørsted Pedersen, dänischer Jazzbassist und Instrumentalist († 2005)
- 28. Mai: Claudio Roditi, brasilianischer Jazz-Trompeter († 2020).
- 28. Mai: Bruno Oberhammer, österreichischer Komponist, Organist und Musikpädagoge
- 29. Mai: Jack Mouse, US-amerikanischer Jazzmusiker (Schlagzeug, Komponist) († 2024)
- 30. Mai: Eddy Ouwens, niederländischer Musikproduzent und Songwriter
- 30. Mai: Wolfgang Seeliger, deutscher Dirigent
- 31. Mai: Reinhard von der Marwitz, deutscher Liedtextdichter, Gastronom, LGBTIQ-Aktivist († 1995)

### Juni
- 01. Juni: Vera Beths, niederländische Geigerin
- 02. Juni: Inga Nielsen, dänische Opernsängerin († 2008)
- 03. Juni: Michael Clarke, US-amerikanischer Schlagzeuger († 1993)
- 04. Juni: Rosemarie Heinikel, deutsche Schauspielerin, Sängerin und Autorin († 2023)
- 06. Juni: Tony Levin, US-amerikanischer Musiker
- 06. Juni: Irena Protasewicz, polnische Pianistin und Musikpädagogin
- 07. Juni: Zbigniew Seifert, polnischer Jazzviolinist († 1979)
- 08. Juni: Roy Beltman, niederländischer Musikproduzent († 2005)
- 08. Juni: Harvey Sachs, US-amerikanisch-kanadischer Dirigent, Musikhistoriker und Musikschriftsteller
- 09. Juni: Christoph Hempel, deutscher Musikwissenschaftler und Autor
- 10. Juni: Chantal Goya, französische Schauspielerin und Sängerin
- 11. Juni: Svatopluk Čech, tschechischer Klarinettist, Saxophonist und Arrangeur
- 11. Juni: Jewgeni Wladimirowitsch Charitonow, russischer Schriftsteller, Theaterregisseur, Librettist und Schauspieler († 1981)
- 13. Juni: Paul Buckmaster, britischer Komponist und Arrangeur († 2017)
- 13. Juni: Henk Wijngaard, niederländischer Sänger
- 14. Juni: Janusz Stefański, polnischer Jazzschlagzeuger († 2016)
- 14. Juni: Ahmed Zahir, afghanischer Sänger († 1979)
- 15. Juni: Demis Roussos, griechischer Sänger († 2015)
- 16. Juni: Tom Harrell, US-amerikanischer Jazztrompeter und Komponist
- 16. Juni: Iain Matthews, britischer Folkgitarrist und -sänger
- 17. Juni: Gérard Grisey, französischer Komponist († 1998)
- 17. Juni: Carl-Ludwig Reichert, deutscher Musiker, Radiomoderator und Schriftsteller († 2023)
- 18. Juni: Maria Bethânia, brasilianische Sängerin
- 18. Juni: William Hooker, US-amerikanischer Jazzmusiker
- 18. Juni: Hans Sanders, niederländischer Sänger und Gitarrist († 2007)
- 19. Juni: Hanno Rinke, deutscher Schriftsteller, Komponist und Filmemacher
- 20. Juni: Zülfü Livaneli, türkischer Komponist, Sänger, Schriftsteller und Filmregisseur
- 20. Juni: André Watts, US-amerikanischer klassischer Pianist und Hochschullehrer († 2023)
- 22. Juni: Eliades Ochoa, kubanischer Gitarrist und Sänger
- 24. Juni: Clint Houston, US-amerikanischer Jazzmusiker († 2000)
- 25. Juni: Ian McDonald, britischer Musiker und Multi-Instrumentalist (King Crimson, Foreigner) († 2022)
- 28. Juni: Dominique Rebourgeon, französischer Maler, Grafiker, Bühnenbildner, Restaurator, Kunsterzieher, Organist, Pianist und Komponist († 2023)
- 28. Juni: Robert Xavier Rodríguez, US-amerikanischer Komponist
- 28. Juni: Jim Widner, US-amerikanischer Jazzmusiker und Musikpädagoge († 2021)
- 29. Juni: Ken Hyder, britischer Jazzmusiker

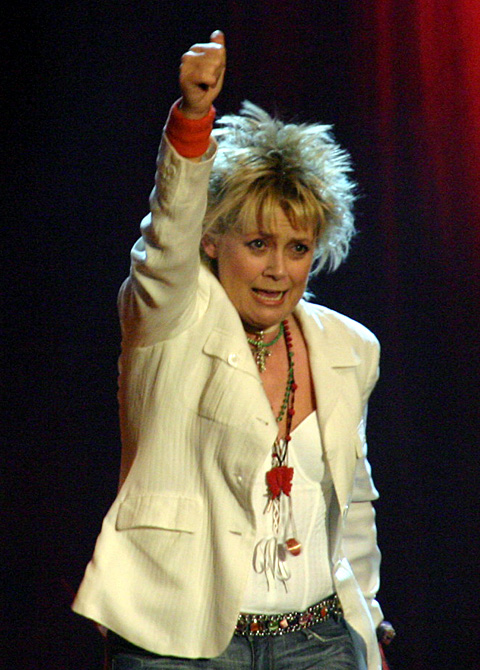
Gitte Hænning; * 29. Juni

- 29. Juni: Gitte Hænning, dänische Sängerin
- 29. Juni: Joelle Wallach, US-amerikanische Komponistin und Musikpädagogin
- 30. Juni: Ginette Bellavance, italienische Komponistin, Sängerin und Schauspielerin
- 30. Juni: Giles Swayne, britischer Komponist

### Juli
- 01. Juli: Béla Korény, österreichischer Pianist, Komponist und Konzertveranstalter ungarischer Herkunft
- 01. Juli: Alceu Valença, brasilianischer Musiker
- 02. Juli: Jean-Luc Darbellay, Schweizer Komponist, Dirigent, Klarinettist und Arzt
- 02. Juli: Timur Selçuk, türkischer Pianist, Komponist, und Dirigent († 2020)
- 03. Juli: John Klemmer, US-amerikanischer Jazzmusiker
- 03. Juli: Johnny Lee, US-amerikanischer Country-Musiker
- 04. Juli: Uwe Block, deutscher Musikverleger, Musikproduzent und Künstlermanager († 2009)
- 06. Juli: Toquinho, brasilianischer Sänger und Gitarrist
- 07. Juli: Fancy, deutscher Musiker, Sänger und Musikproduzent
- 07. Juli: Riccardo Zegna, italienischer Pianist und Komponist
- 08. Juli: Stella Chiweshe, Musikerin aus Simbabwe († 2023)
- 09. Juli: Mitch Mitchell, britischer Schauspieler und Musiker (The Jimi Hendrix Experience) († 2008)
- 09. Juli: Bon Scott, britisch-australischer Sänger und Songwriter (AC/DC) († 1980)
- 10. Juli: Regina Thoss, deutsche Sängerin
- 11. Juli: Kimiko Itō, japanische Jazzsängerin
- 11. Juli: Reino Laine, finnischer Jazzbassist
- 11. Juli: John Lawton, britischer Rocksänger (Uriah Heep) († 2021)
- 12. Juli: Julie Grant, britische Sängerin
- 12. Juli: Seán Keane, irischer Geigenspieler († 2023)
- 13. Juli: Pierre-Yves Artaud, französischer Flötist, Komponist und Musikpädagoge
- 13. Juli: João Bosco, brasilianischer Komponist, Sänger und Gitarrist
- 13. Juli: Jean-Jo Roux, französischer Komponist, Dirigent und Pädagoge
- 14. Juli: Nick Benedict, US-amerikanischer Maler, Musiker und Schauspieler († 2023)
- 14. Juli: James Saunders, US-amerikanischer Balletttänzer und Choreograph († 1996)
- 15. Juli: Achim Mentzel, deutscher Musiker und Fernsehmoderator († 2016)

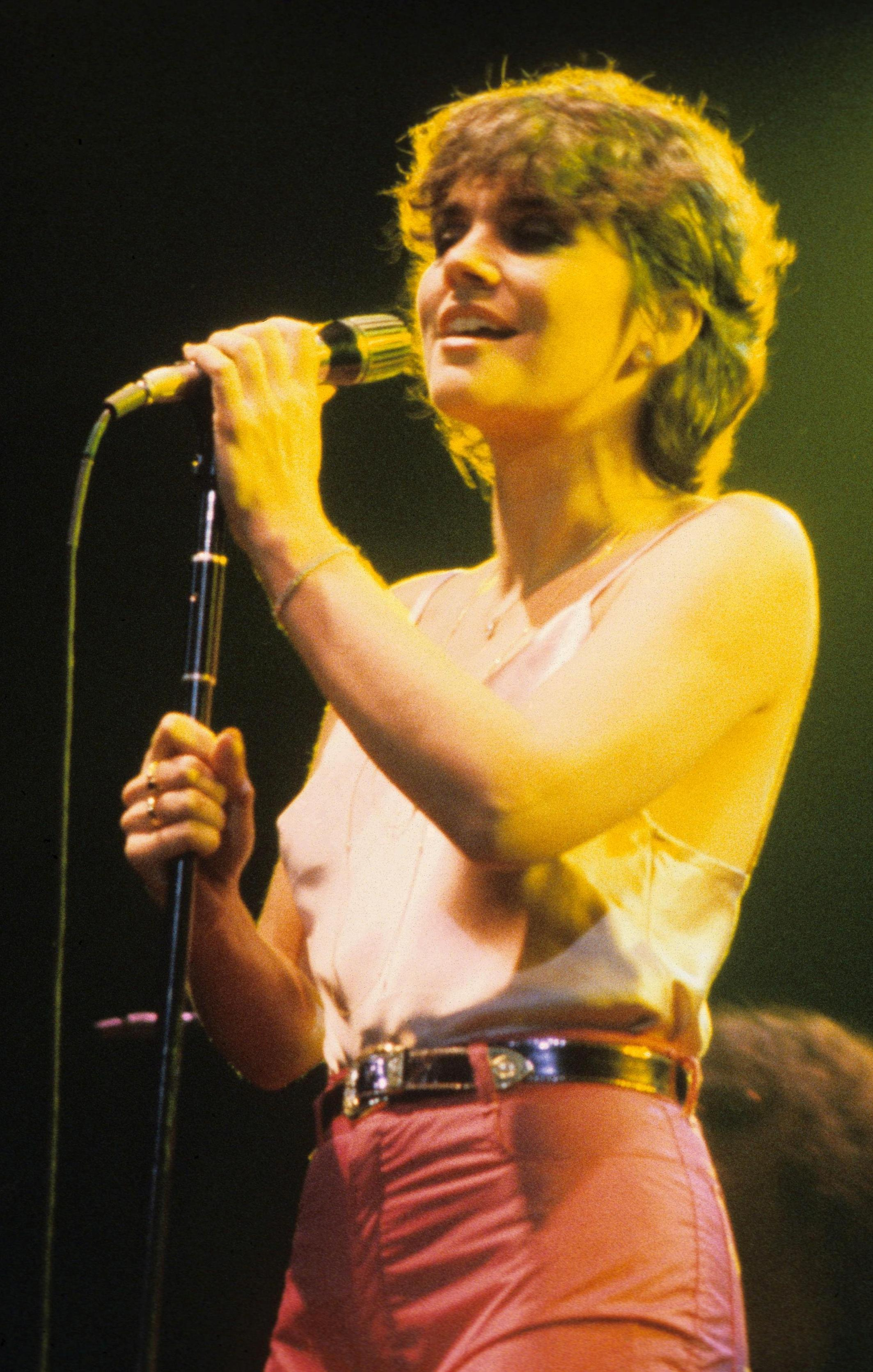
Linda Ronstadt; * 15. Juli

- 15. Juli: Linda Ronstadt, US-amerikanische Sängerin
- 16. Juli: Monica Aspelund, schwedische Sängerin
- 17. Juli: Per Henrik Wallin, schwedischer Jazz-Pianist, Bigband-Leader und Komponist († 2005)
- 18. Juli: Karel de Rooij, niederländischer Musiker und Kabarettist
- 18. Juli: Evie Sands, US-amerikanische Sängerin und Komponistin
- 19. Juli: Alan Gorrie, schottischer Soulmusiker (Average White Band)
- 19. Juli: Ulli Martin, deutscher Schlagersänger
- 19. Juli: Daniel Nevers, französischer Musikproduzent und Musikhistoriker († 2022)
- 20. Juli: Roswitha Aulenkamp, deutsche Komponistin, Klavierpädagogin und Pianistin
- 21. Juli: Mark Aizikovitch, deutsch-ukrainischer Klezmersänger und Schauspieler († 2013)
- 22. Juli: Mireille Mathieu, französische Sängerin
- 23. Juli: Khan Jamal, US-amerikanischer Jazzmusiker († 2022)
- 23. Juli: Andy Mackay, britischer Musiker
- 23. Juli: David Noon, US-amerikanischer Komponist und Musikpädagoge
- 24. Juli: Vlastimil Harapes, tschechischer Schauspieler, Balletttänzer, Regisseur und Choreograf († 2024)
- 24. Juli: Al Lowe, US-amerikanischer Computerspielentwickler und Musiker
- 24. Juli: Hervé Vilard, französischer Sänger
- 25. Juli: Rita Marley, jamaikanische Reggaemusikerin kubanischer Herkunft
- 26. Juli: Bruce Yaw, US-amerikanischer Fusionmusiker († 2019)
- 27. Juli: Milan Šamko, deutscher Pianist und Keyboarder († 2019)
- 28. Juli: Suzanne Stephens, US-amerikanische Klarinettistin
- 29. Juli: David Geringas, in Deutschland lebender litauischer Dirigent und Cellist
- 29. Juli: Enoch zu Guttenberg, deutscher Dirigent († 2018)
- 29. Juli: Robert LuPone, US-amerikanischer Schauspieler, Tänzer und Künstlerischer Leiter († 2022)
- 30. Juli: Jeffrey Hammond-Hammond, britischer Rockmusiker (Jethro Tull)

### August
- 01. August: Boz Burrell, britischer Rockmusiker (King Crimson, Bad Company) († 2006)
- 02. August: Liana Issakadse, georgische Geigerin und Dirigentin († 2024)
- 02. August: Neva Krasteva, bulgarische Organistin, Komponistin und Hochschullehrerin

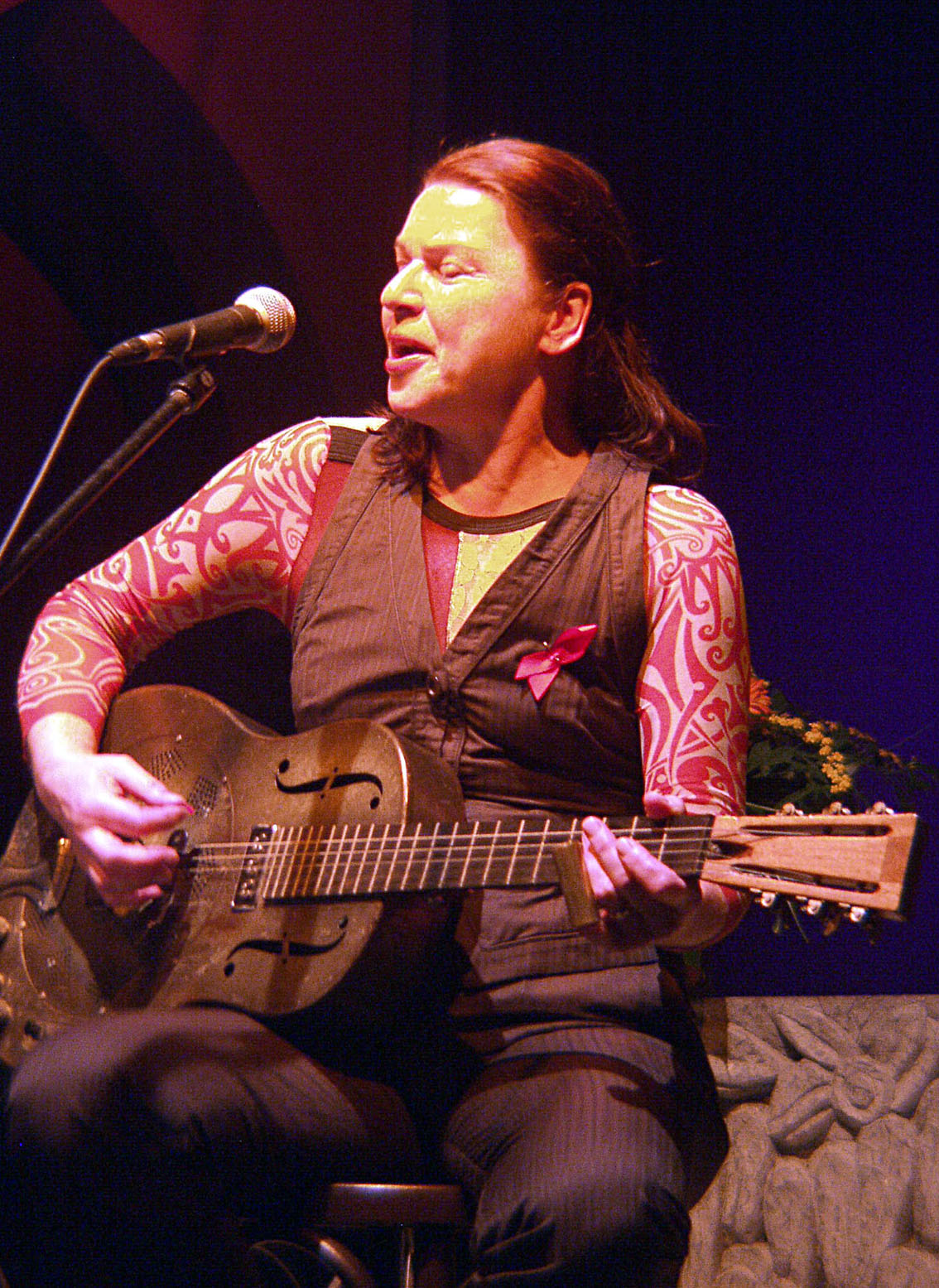
Inga Rumpf; * 2. August

- 02. August: Inga Rumpf, deutsche Sängerin und Komponistin
- 03. August: Syreeta, US-amerikanische Soul-Sängerin und Songwriterin († 2004)
- 04. August: Uri Mayer, kanadischer Dirigent und Violist
- 05. August: Rick van der Linden, niederländischer Komponist und Keyboarder († 2006)
- 05. August: Jemeel Moondoc, US-amerikanischer Jazzmusiker († 2021)
- 06. August: Allan Holdsworth, britischer Jazzgitarrist († 2017)
- 13. August: Peter Fanger, deutscher Dirigent († 2020)
- 14. August: Larry Graham, US-amerikanischer Sänger, Musiker, Songwriter und Musikproduzent (Sly and the Family Stone)
- 14. August: Bjørn Howard Kruse, norwegischer Komponist und Jazzmusiker
- 14. August: Yabby You, jamaikanischer Reggae-Sänger und Produzent († 2010)
- 15. August: Jimmy Webb, US-amerikanischer Songwriter und Komponist
- 17. August: Bernd Noske, deutscher Schlagzeuger und Sänger († 2014)
- 17. August: Angel Romero, spanischer Gitarrist und Dirigent
- 17. August: Sammy Vomáčka, tschechischer Gitarrist
- 18. August: Irena Jarocka, polnische Sängerin († 2012)
- 19. August: Beat Raaflaub, Schweizer Dirigent

Ralf Hütter; * 20. August

- 20. August: Ralf Hütter, deutscher Musiker (Kraftwerk)
- 21. August: Suzie, niederländisch-schwedische Sängerin und Artistin († 2008)
- 22. August: Stanisław Syrewicz, polnischer Komponist und Theaterregisseur
- 23. August: Keith Moon, britischer Musiker (The Who) († 1978)
- 24. August: Pascalis, griechischer Sänger
- 26. August: Valerie Simpson, US-amerikanischer Songwriterin und Produzentin
- 26. August: Mark Snow, US-amerikanischer Filmmusik-Komponist († 2025)
- 27. August: Anke Eggers, deutsche Opernsängerin und Gesangspädagogin
- 28. August: Elena Mauti Nunziata, italienische Opernsängerin († 2024)
- 31. August: Cooper-Moore, US-amerikanischer Jazzpianist, Musikpädagoge und Instrumentenbauer
- 31. August: Nöggi, Schweizer Mundartsänger, Entertainer und Radiomoderator († 2024)

### September
- 01. September: Gregg Errico, US-amerikanischer Musiker und Produzent (Sly and the Family Stone)
- 01. September: Barry Gibb, britisch-australischer Sänger, Gitarrist, Komponist und Musikproduzent (Bee Gees)
- 02. September: Billy Preston, US-amerikanischer Soulmusiker († 2006)
- 04. September: David Liebman, US-amerikanischer Tenor- und Sopransaxophonist

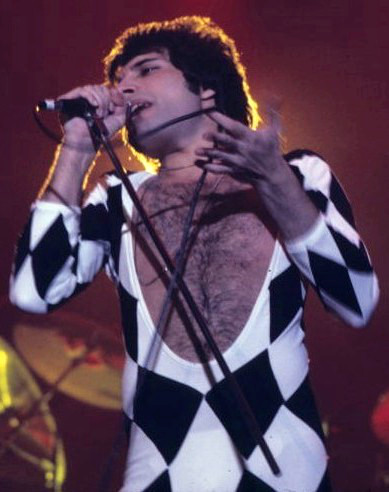
Freddie Mercury; * 5. September

- 05. September: Freddie Mercury, britischer Rocksänger (Queen) († 1991)
- 05. September: Loudon Wainwright III, US-amerikanischer Sänger und Songwriter
- 08. September: Krzysztof Krawczyk, polnischer Sänger († 2021)
- 15. September: Ola Brunkert, schwedischer Schlagzeuger († 2008)
- 15. September: Gerd Uecker, deutscher Musikpädagoge, Musik- und Operndirektor († 2024)
- 16. September: Camilo Sesto, spanischer Sänger und Schauspieler († 2019)
- 17. September: Ed Epstein, US-amerikanischer Jazzmusiker (Saxophone, Komposition)
- 19. September: Louie Austen, österreichischer Musiker
- 19. September: John Coghlan, britischer Schlagzeuger (Status Quo)
- 20. September: Päivi Paunu, finnische Schlagersängerin († 2016)
- 21. September: Vicenç Acuña i Requejo, spanischer Musikpädagoge und Komponist
- 23. September: Duster Bennett, britischer Bluesmusiker († 1976)
- 23. September: Davor Popović, bosnischer Sänger († 2001)
- 23. September: Rolf Probala, Schweizer Ethnologe, Journalist, Kommunikator und Liedermacher
- 24. September: Jerry Donahue, US-amerikanischer Gitarrist und Musikproduzent (Fairport Convention)
- 24. September: Marc Neikrug, US-amerikanischer Komponist und Pianist
- 24. September: César Pedroso, kubanischer Pianist († 2022)
- 26. September: Ted Greene, US-amerikanischer Jazzgitarrist und Pädagoge († 2005)
- 26. September: Janusz Szprot, polnischer Jazzmusiker (Piano, Komposition) und Musikjournalist († 2019)
- 26. September: Ian Wallace, britischer Schlagzeuger († 2007)
- 28. September: Kenneth Knudsen, dänischer Jazzmusiker
- 28. September: Helen Shapiro, britische Sängerin und Schauspielerin

### Oktober

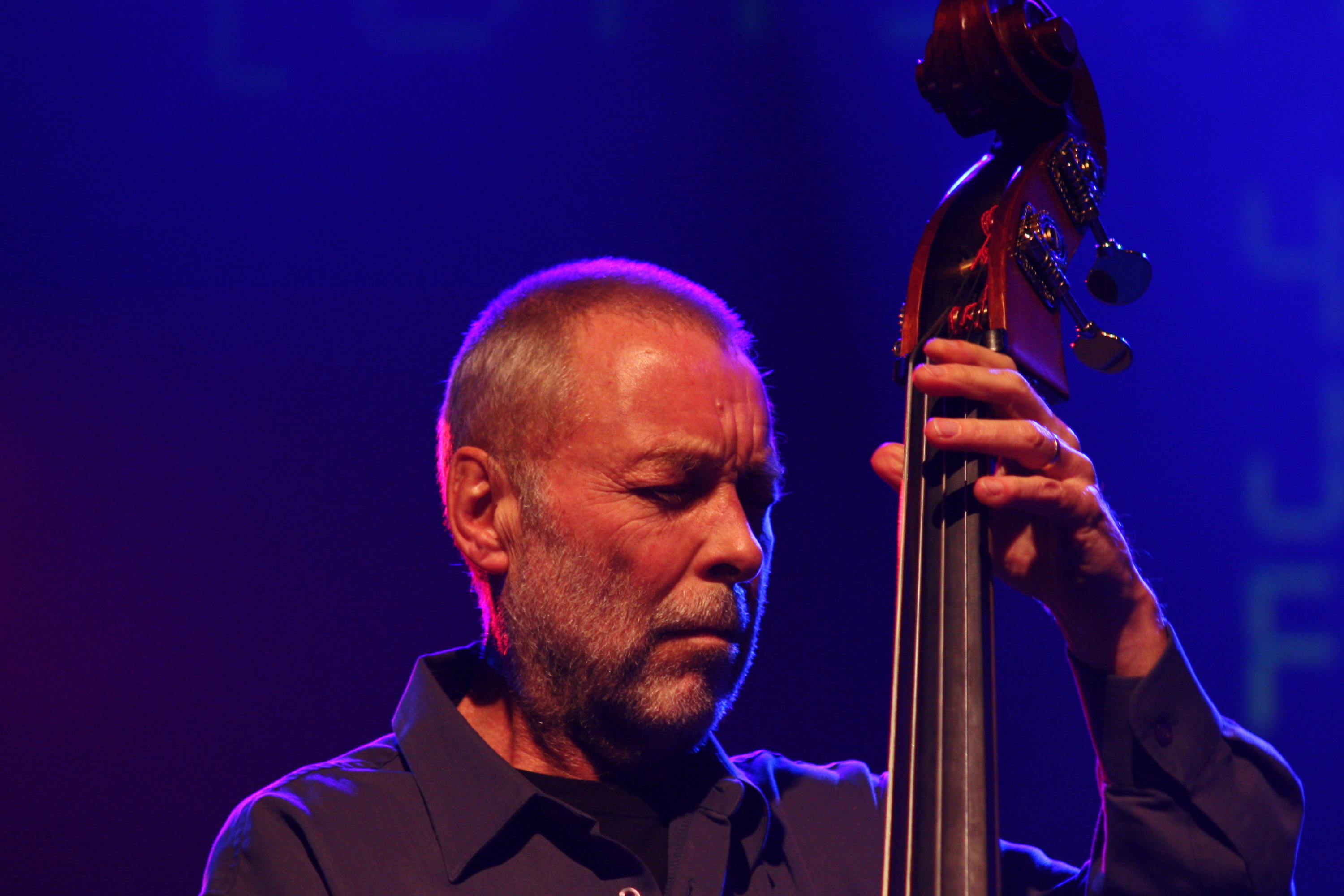
Dave Holland; * 1. Oktober

- 01. Oktober: Dave Holland, britischer Jazzbassist und Komponist
- 02. Oktober: Vivian Arden, deutsche Sängerin und Schauspielerin
- 02. Oktober: Ron Griffiths, britischer Rocksänger und -gitarrist
- 02. Oktober: Susan McClary, US-amerikanische Musikwissenschaftlerin
- 03. Oktober: Pat Arnold, US-amerikanische Soul-Sängerin
- 03. Oktober: Mike Clark, US-amerikanischer Jazz-Schlagzeuger
- 03. Oktober: Tristan Keuris, niederländischer Komponist und Musiker († 1996)
- 03. Oktober: Sheila Silver, US-amerikanische Komponistin und Musikpädagogin
- 06. Oktober: Millie Small, jamaikanische Pop- und Ska-Sängerin († 2020)
- 07. Oktober: Georg Danzer, österreichischer Liedermacher und Sänger († 2007)
- 09. Oktober: Walt Koken, US-amerikanischer Banjo- und Fiddlespieler und Sänger
- 09. Oktober: Jacques Thollot, französischer Schlagzeuger († 2014)
- 10. Oktober: John Prine, US-amerikanischer Country-Sänger und Songwriter († 2020)
- 10. Oktober: Willard White, britisch-jamaikanischer Opernsänger
- 11. Oktober: Daryl Hall, US-amerikanischer Pop-Sänger
- 11. Oktober: George McCorkle, US-amerikanischer Musiker und Songwriter († 2007)
- 12. Oktober: Daryl Runswick, britischer Jazzmusiker
- 13. Oktober: Dorothy Moore, US-amerikanische Pop-, R&B- und Soulsängerin
- 13. Oktober: Jörg Schütze, deutscher Musiker und Bassist († 2020)
- 14. Oktober: Justin Hayward, britischer Sänger, Gitarrist und Songwriter (The Moody Blues)
- 14. Oktober: Dan McCafferty, schottischer Rocksänger (Nazareth) († 2022)

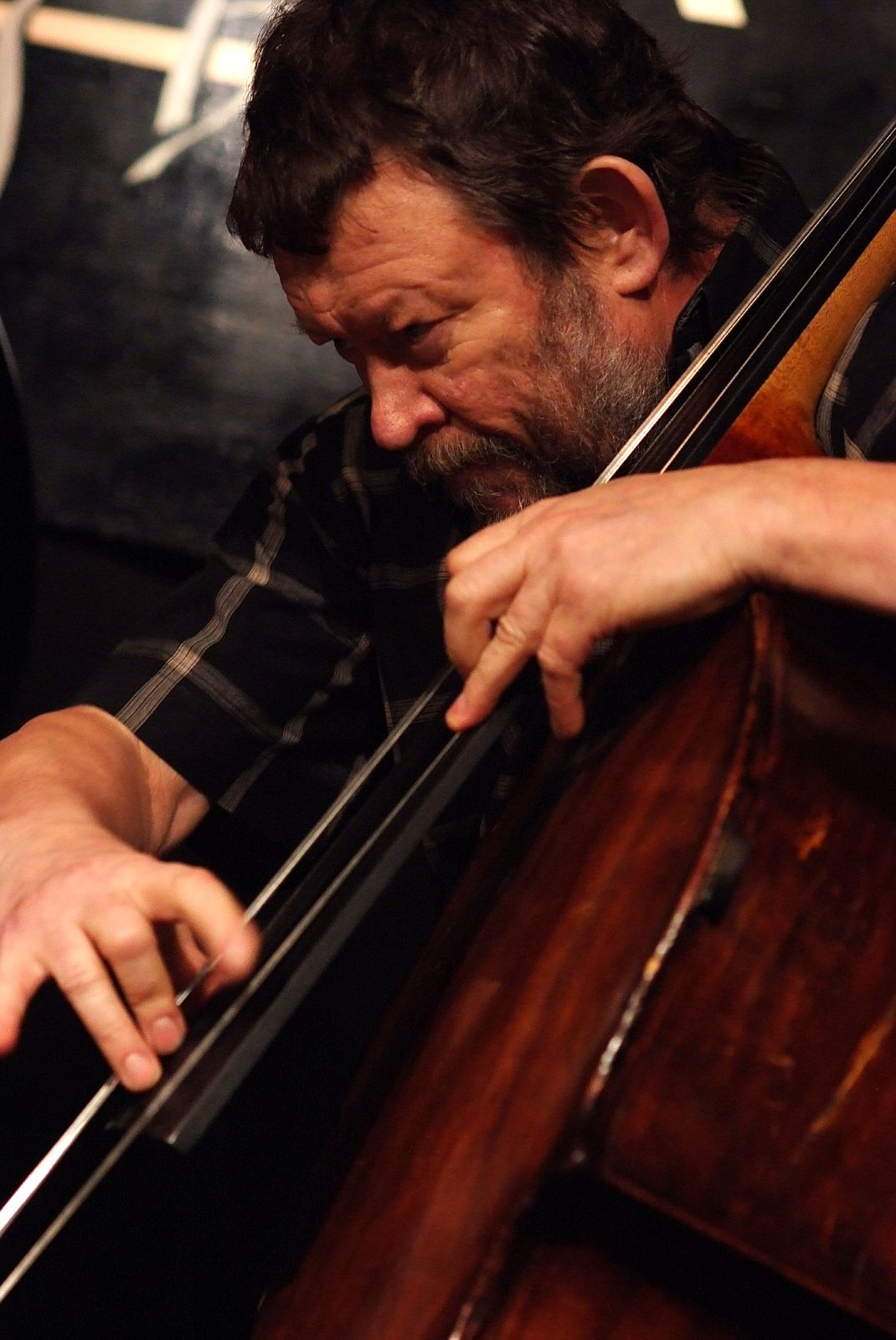
Palle Danielsson; * 15. Oktober

- 15. Oktober: Palle Danielsson, schwedischer Jazz-Bassist († 2024)
- 15. Oktober: Bo Stief, dänischer Jazzbassist
- 16. Oktober: Wolfgang Rübsam, deutsch-US-amerikanischer Organist und Musikpädagoge
- 18. Oktober: Joe Egan, britischer Singer-Songwriter († 2024)
- 18. Oktober: Michel Graillier, französischer Jazzpianist († 2003)
- 18. Oktober: Sverre Kjelsberg, norwegischer Musiker († 2016)
- 18. Oktober: Howard Shore, kanadischer Komponist und Dirigent
- 19. Oktober: Keith Reid, britischer Songtexter (Procol Harum) († 2023)
- 21. Oktober: Marek Drewnowski, polnischer Pianist

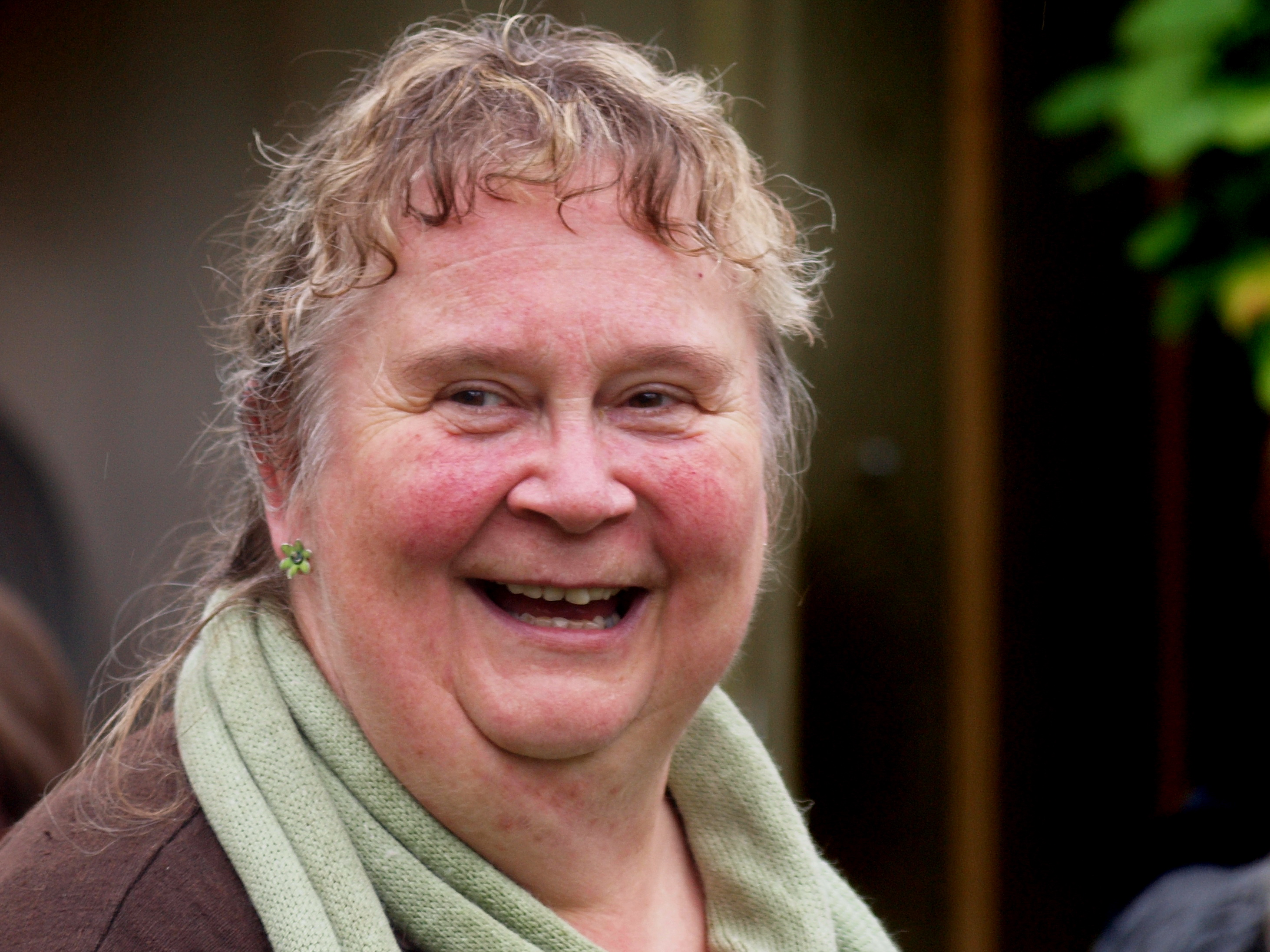
Agnes Buen Garnås; * 23. Oktober

- 23. Oktober: Agnes Buen Garnås, norwegische Folksängerin († 2024)
- 23. Oktober: Christof Prick, deutscher Dirigent und Hochschullehrer
- 24. Oktober: John Bettis, US-amerikanischer Musiker und Songschreiber
- 25. Oktober: Stephan Remmler, deutscher Sänger, Komponist und Musikproduzent
- 27. Oktober: Martin-Christian Schmidt, deutscher Cembalobauer und Musikinstrumenten-Restaurator († 2000)
- 28. Oktober: Iván Nesztor, ungarischer Schlagzeuger, Flötist und Sammler von Volksmusik
- 28. Oktober: Wade Nichols, US-amerikanischer Filmschauspieler, Sänger und Pornodarsteller († 1985)
- 29. Oktober: Bob Bingham, US-amerikanischer Schauspieler und Sänger († 2025)
- 29. Oktober: Peter Green, britischer Gitarrist und Sänger (Fleetwood Mac) († 2020)
- 30. Oktober: René Jacobs, belgischer Dirigent und Countertenor
- 30. Oktober: Chris Slade, britischer Rock-Schlagzeuger (AC/DC)

### November
- 01. November: Ric Grech, britischer Rockmusiker (Blind Faith, Family, Traffic) († 1990)
- 02. November: Steve Bender, deutscher Sänger, Komponist, Texter und Musikproduzent († 2006)
- 02. November: Giuseppe Sinopoli, italienischer Dirigent, Komponist, Mediziner und Archäologe († 2001)
- 03. November: Michael Champion, US-amerikanischer Schauspieler und Sänger († 2021)
- 03. November: Helmut Frommhold, deutscher Rockmusiker, Komponist
- 04. November: David Garibaldi, US-amerikanischer Schlagzeuger
- 04. November: Penny McLean, österreichische Sängerin und Autorin
- 04. November: Luciana Serra, italienische Opernsängerin
- 05. November: Herman Brood, niederländischer Blues- und Rockmusiker, Maler, Schauspieler und Lyriker († 2001)
- 05. November: Loleatta Holloway, US-amerikanische Disco-, Soul- und House-Sängerin († 2011)
- 05. November: Gram Parsons, US-amerikanischer Musiker und Komponist († 1973)
- 06. November: George Young, australischer Rockmusiker und Musikproduzent († 2017)
- 07. November: Gilius van Bergeijk, niederländischer Komponist und Musikpädagoge
- 08. November: John Farrar, australischer Komponist, Musikproduzent, Musiker, Songschreiber und Gitarrist
- 08. November: Roy Wood, britischer Songschreiber und Gitarrist (The Move, Electric Light Orchestra, Wizzard)
- 09. November: Benny Mardones, US-amerikanischer Singer-Songwriter († 2020)
- 10. November: Roy Thomas Baker, britischer Musikproduzent († 2025)
- 13. November: Ray Wylie Hubbard, US-amerikanischer Country-Musiker
- 14. November: Jay Ungar, US-amerikanischer Fiddlespieler und Komponist
- 15. November: Rino Vernizzi, italienischer Fagottist († 2022)
- 16. November: Colin Burgess, australischer Musiker († 2023)
- 17. November: Martin Barre, britischer Musiker (Jethro Tull)
- 18. November: Chris Rainbow, schottischer Sänger († 2015)
- 18. November: Maggie Thrett, US-amerikanische Schauspielerin und Sängerin († 2022)
- 18. November: Bennie Wallace, US-amerikanischer Jazzsaxophonist
- 19. November: Hüseynağa Hadıyev, aserbaidschanischer Sänger († 1994)
- 20. November: Duane Allman, US-amerikanischer Rock- und Blues-Gitarrist (The Allman Brothers Band) († 1971)
- 20. November: Bob Childers, US-amerikanischer Country- und Folksänger († 2008)
- 20. November: Sadanand Naimpalli, indischer Tablaspieler
- 20. November: Bruno Tommaso, italienischer Jazz-Bassist
- 22. November: Aston Barrett, jamaikanischer Reggae-Bassist († 2024)
- 23. November: Ray Drummond, US-amerikanischer Jazz-Bassist
- 24. November: Guy Bélanger, kanadischer Sänger und Dirigent
- 24. November: Tony Clarkin, britischer Rockmusiker († 2024)
- 24. November: Sassy Keshet, israelischer Sänger und Schauspieler
- 24. November: Oscar Milani, deutsch-argentinischer Cembalist
- 25. November: Slim Borgudd, schwedischer Formel-1-Rennfahrer und Schlagzeuger († 2023)
- 25. November: Guilherme Franco, brasilianischer Jazzmusiker († 2016)
- 26. November: Pfuri Baldenweg, australisch-schweizerischer Musiker und Mundharmonika-Spieler
- 26. November: Ray Kennedy, US-amerikanischer Sänger († 2014)
- 27. November: Jerome Kohl, US-amerikanischer Musikwissenschaftler († 2020)
- 27. November: Marc Seaberg, deutscher Schlagersänger († 2024)
- 29. November: Eamonn Campbell, irischer Folk-Musiker (The Dubliners) († 2017)
- 29. November: Silvio Rodríguez, kubanischer Liedermacher

### Dezember
- 01. Dezember: Rudolf Buchbinder, österreichischer Konzertpianist
- 01. Dezember: Gilbert O’Sullivan, irischer Songschreiber und Sänger
- 04. Dezember: Michael Bourne, US-amerikanischer Musikjournalist und Hörfunkmoderator († 2022)
- 04. Dezember: Pierre Even, Luxemburger Komponist

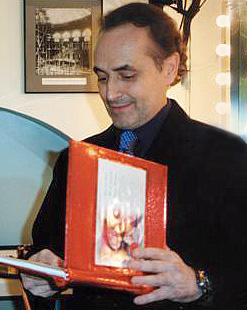
Josep Carreras; * 5. Dezember

- 05. Dezember: Josep Carreras, spanischer Opernsänger
- 05. Dezember: Andy Kim, kanadischer Popsänger
- 07. Dezember: Kirsti Sparboe, norwegische Schlagersängerin und Schauspielerin
- 10. Dezember: Flores Chaviano, kubanischer Komponist, Gitarrist und Dirigent
- 10. Dezember: Gloria Loring, US-amerikanische Sängerin und Schauspielerin
- 12. Dezember: Bruce Ditmas, US-amerikanischer Jazzschlagzeuger
- 12. Dezember: Yasuo Kuwahara, japanischer Mandolinist und Komponist († 2003)
- 14. Dezember: Jane Birkin, britische Schauspielerin und Sängerin († 2023)
- 14. Dezember: Leon Botstein, US-amerikanischer Dirigent und Musikwissenschaftler
- 14. Dezember: Adalberto Cevasco, argentinischer Jazz- und Fusionmusiker (Bass, Komposition) († 2025)
- 14. Dezember: Jerome Cooper, US-amerikanischer Jazzschlagzeuger († 2015)
- 15. Dezember: Carmine Appice, US-amerikanischer Rockmusiker und Schlagzeuger (Vanilla Fudge, Cactus)
- 16. Dezember: Benny Andersson, schwedischer Musiker, Komponist und Musikproduzent (ABBA)
- 16. Dezember: René McLean, US-amerikanischer Jazzmusiker
- 16. Dezember: Trevor Pinnock, britischer Dirigent und Cembalist
- 17. Dezember: Annie Philippe, französische Popsängerin
- 17. Dezember: Martin Smith, britischer Schlagzeuger († 1997)
- 18. Dezember: Moti Giladi, israelischer Sänger und Schauspieler
- 18. Dezember: Khalid Moss, US-amerikanischer Jazz- und Rhythm-&-Blues-Musiker († 2022)
- 20. Dezember: Peps Persson, schwedischer Blues- und Reggae-Musiker († 2021)
- 21. Dezember: C. Jérôme, französischer Chansonnier († 2000)
- 21. Dezember: Carl Wilson, US-amerikanischer Gitarrist und Sänger (The Beach Boys) († 1998)
- 23. Dezember: Franz Bartolomey, österreichischer Cellist († 2023)
- 23. Dezember: Luther Grosvenor, britischer Rockmusiker

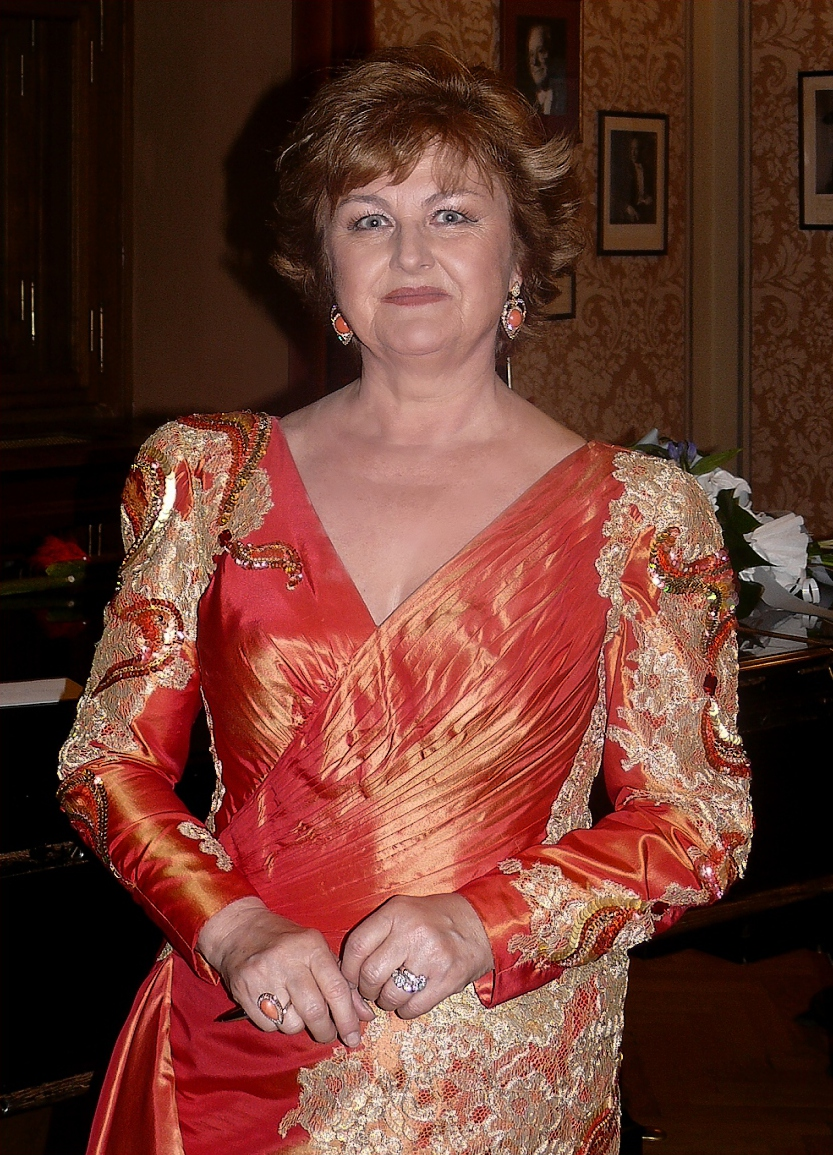
Edita Gruberová; * 23. Dezember

- 23. Dezember: Edita Gruberová, slowakische Sopranistin († 2021)
- 24. Dezember: Jan Akkerman, niederländischer Musiker, Rock- und Jazzgitarrist (Focus)
- 24. Dezember: Daniel Beretta, französischer Komponist, Sänger, Schauspieler und Synchronsprecher († 2024)
- 24. Dezember: La Chana, spanische Flamenco-Tänzerin
- 25. Dezember: Jimmy Buffett, US-amerikanischer Country- und Pop-Sänger und Songwriter († 2023)
- 25. Dezember: Tina Rainford, deutsche Sängerin († 2024)
- 27. Dezember: Don G. Campbell, US-amerikanischer Pianist, Organist, Musikpädagoge und -wissenschaftler († 2012)
- 27. Dezember: Lenny Kaye, US-amerikanischer Musiker und Gitarrist (Patti Smith Group)
- 27. Dezember: Schiffkowitz, österreichischer Musiker
- 28. Dezember: Edgar Winter, US-amerikanischer Musiker
- 29. Dezember: Marianne Faithfull, britische Musikerin und Schauspielerin († 2025)
- 29. Dezember: Walter Oberbrandacher, österreichischer Komponist, Liedtexter und Schlagersänger
- 30. Dezember: Clive Bunker, britischer Schlagzeuger (Jethro Tull)
- 30. Dezember: Patti Smith, US-amerikanische Rockmusikerin und Rockpoetin

### Genaues Geburtsdatum unbekannt
- Bea Abrecht, Schweizer Sängerin
- Rainer Bloß, deutscher Keyboarder und Synthesizer-Spezialist († 2015)
- Krystyna Borucińska, polnische Pianistin und Musikpädagogin
- Braulio, spanischer Schlagersänger und Komponist
- Robert DeGaetano, US-amerikanischer Pianist und Komponist († 2015)
- Egidius Doll, deutscher Organist
- Cléo, französische Pop-Sängerin
- Atilla Engin, türkischer Schlagzeuger, Perkussionist, Bandleader und Komponist, Fusioninterpret, Dozent († 2019)
- Douglas Ewart, US-amerikanischer Jazzmusiker und Instrumentenbauer
- Ralph Heid, Schweizer Xylophonist († 2008)
- Martin Hotton, britischer Komponist
- Klesie Kelly, US-amerikanische Sängerin (Sopran) und Gesangspädagogin
- Karen Kushner, US-amerikanische Pianistin und Musikpädagogin
- Michael Lorimer, US-amerikanischer Gitarrist und Musikpädagoge
- Llew Matthews, US-amerikanischer Jazzmusiker (Piano, Keyboards, Arrangement)
- Junior Murvin, möglicherweise auch 1949 geborener jamaikanischer Reggaemusiker († 2013)
- Madeleine Pascal, französische Sängerin
- Ursula Pellaton, Schweizer Tanz-Kritikerin, Journalistin und Tanz-Historikerin
- Robert Ray, US-amerikanischer Komponist, Chorleiter und Pianist († 2022)
- Dieter Serfas, deutscher Rock- und Fusionmusiker (Schlagzeug) und Bildhauer
- Dušan Šestić, bosnischer Musiker und Komponist
- Paul Shearsmith, britischer Musiker (Trompete), Architekt und Instrumentenbauer († 2025)
- Vassilis Stavrakakis, griechischer Sänger
- Roger Turner, britischer Jazzschlagzeuger
- Adri van Velsen, niederländischer Tenorsaxophonist und Musikpädagoge
- Vadim Zakharov, russischer Pianist
- Peter Zeipelt, österreichischer Komponist, Musikpädagoge, Dirigent, und Blechbläser
- Conrad Zwicky, schweizerischer Bratschist und Komponist

### Geboren um 1946
- Peter Gröning, deutscher Schlagzeuger
- Chris Schilder, südafrikanischer Fusionmusiker (Piano, Keyboards, Komposition)
- Robert Solomon, US-amerikanischer Tänzer und Choreograf

## Gestorben

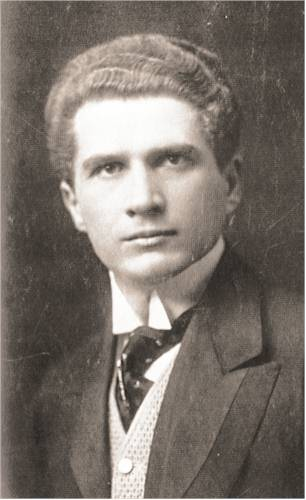
Adamo Didur
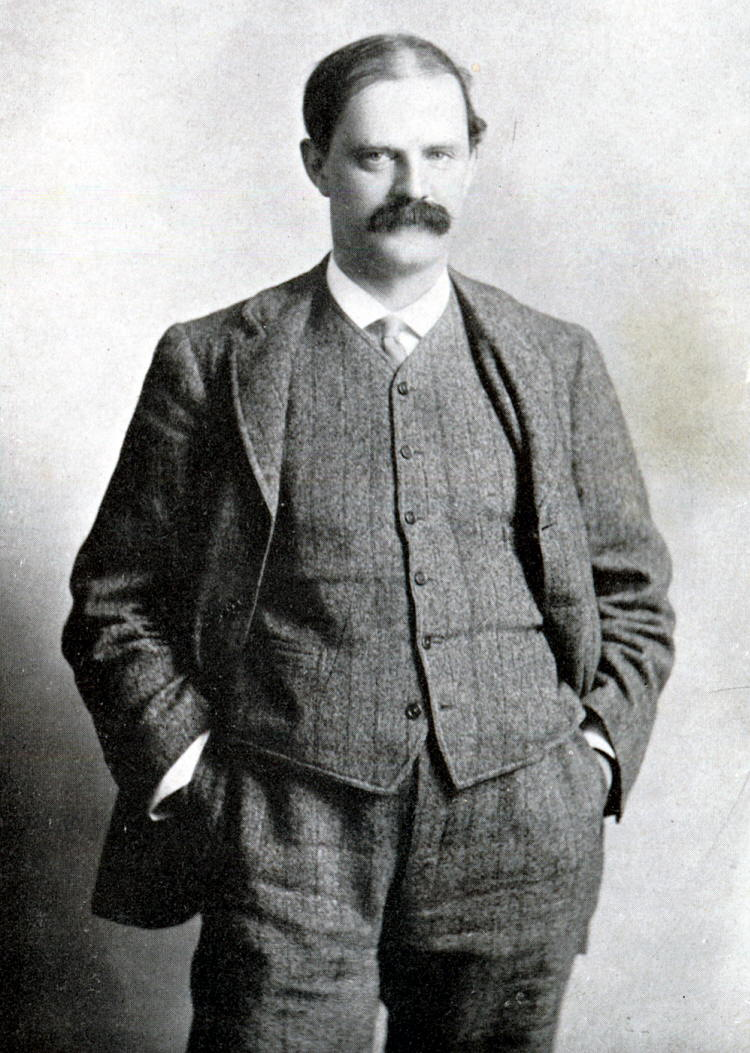
Hugh Percy Allen
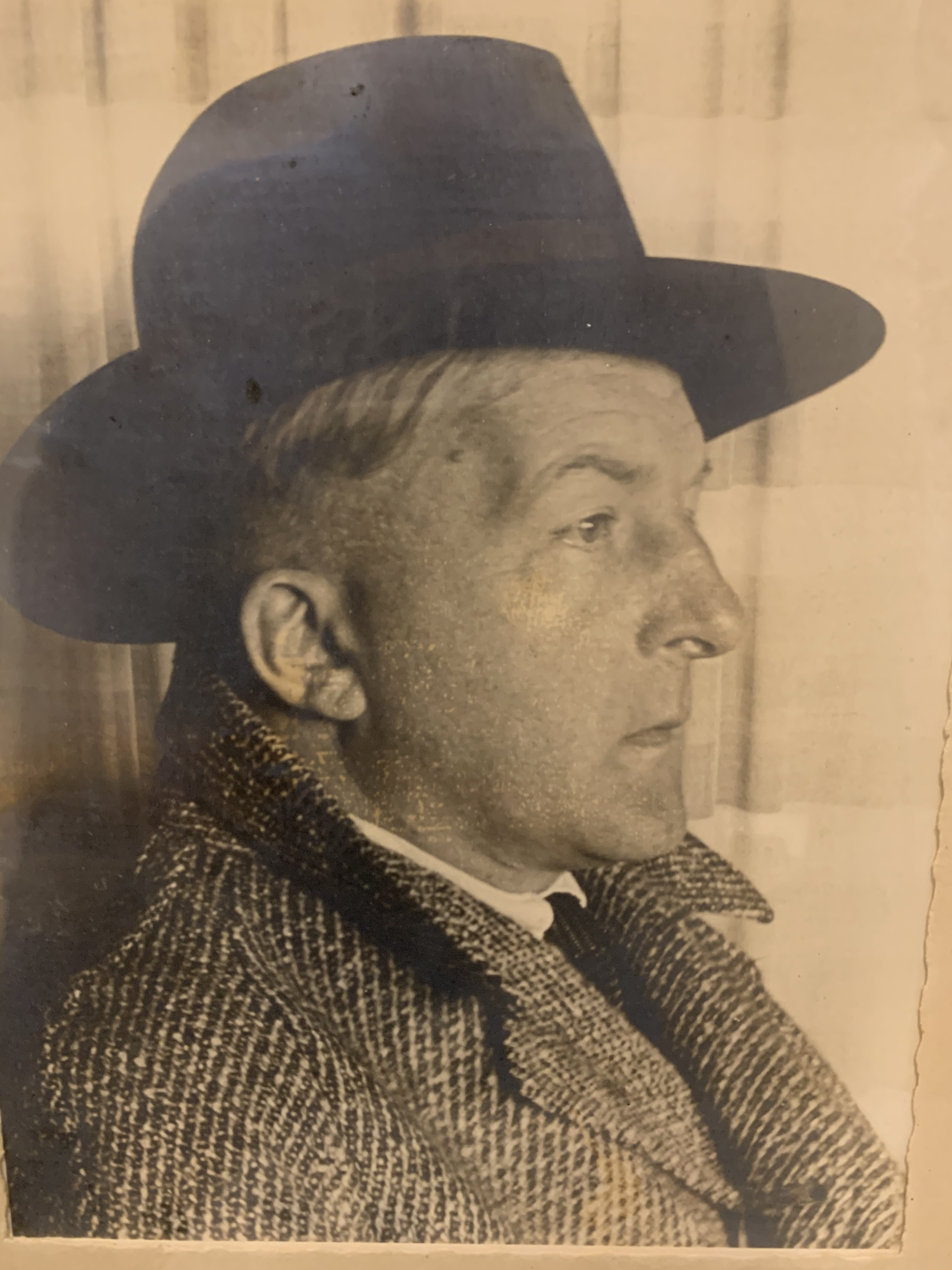
Wilhelm Fassbinder
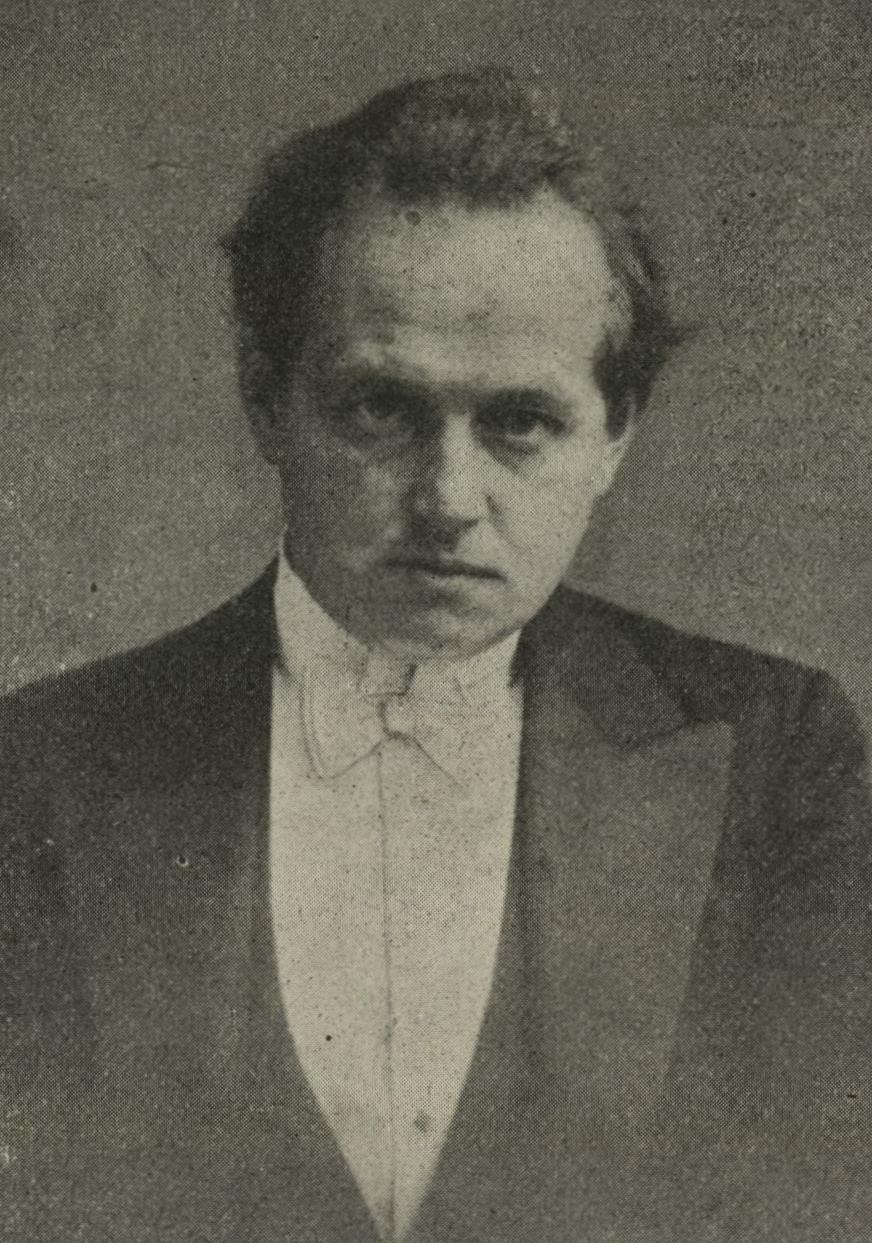
Oswald Kabasta
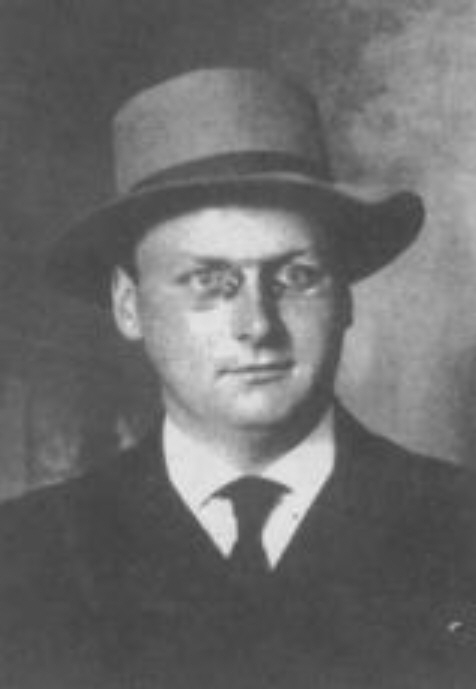
Eduard Bass
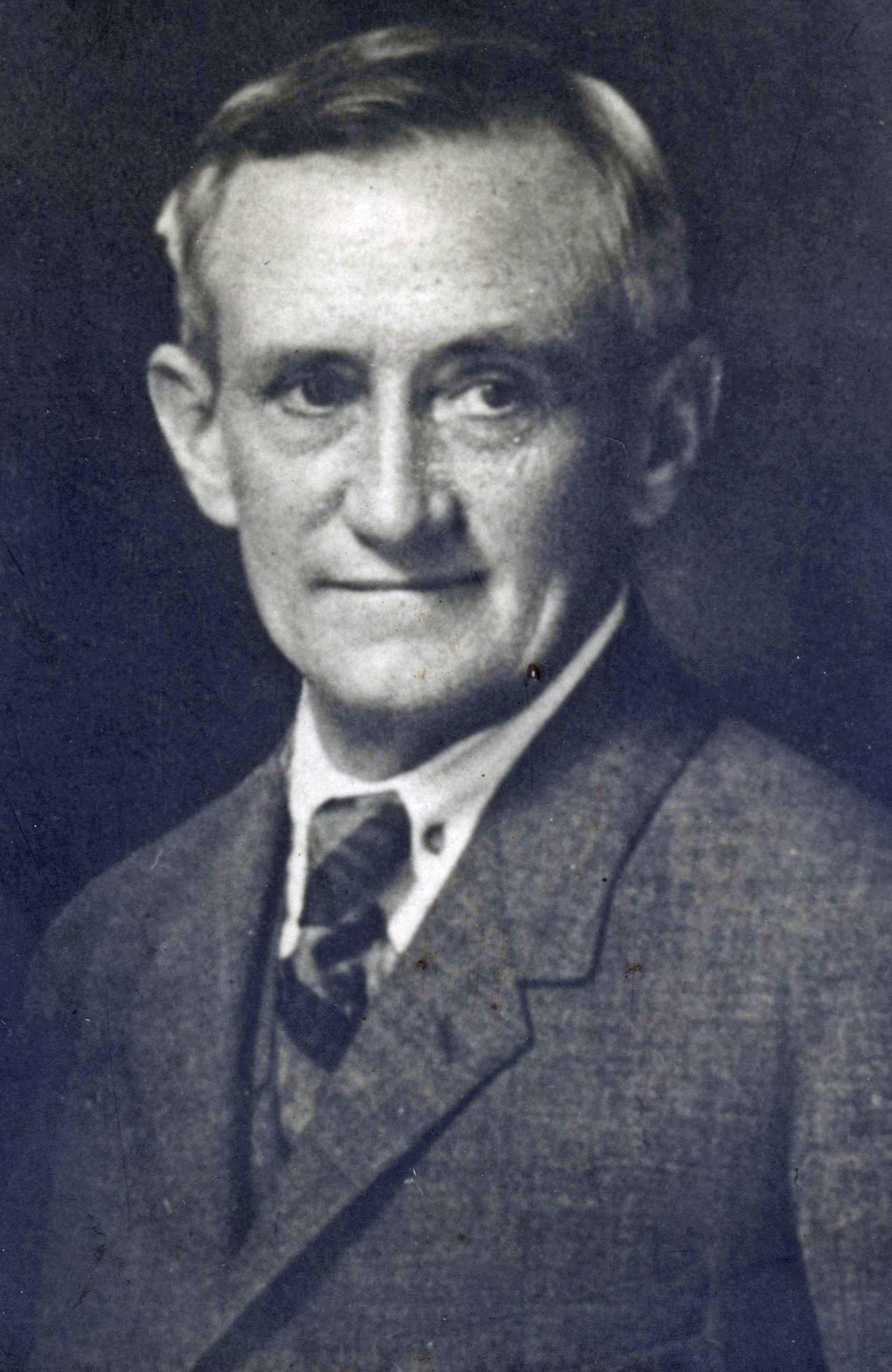
Karl Krehahn
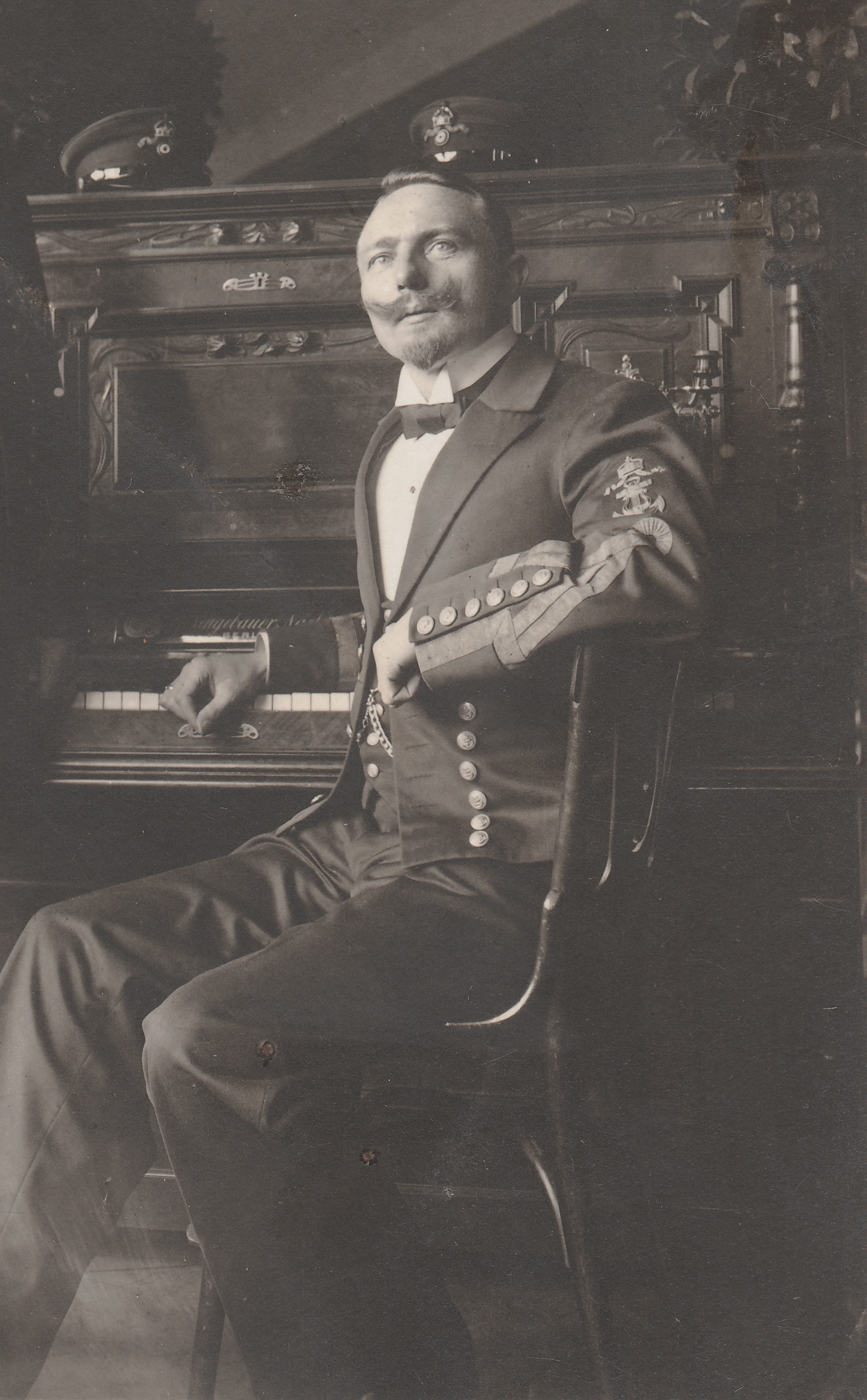
Theodor Krieghoff
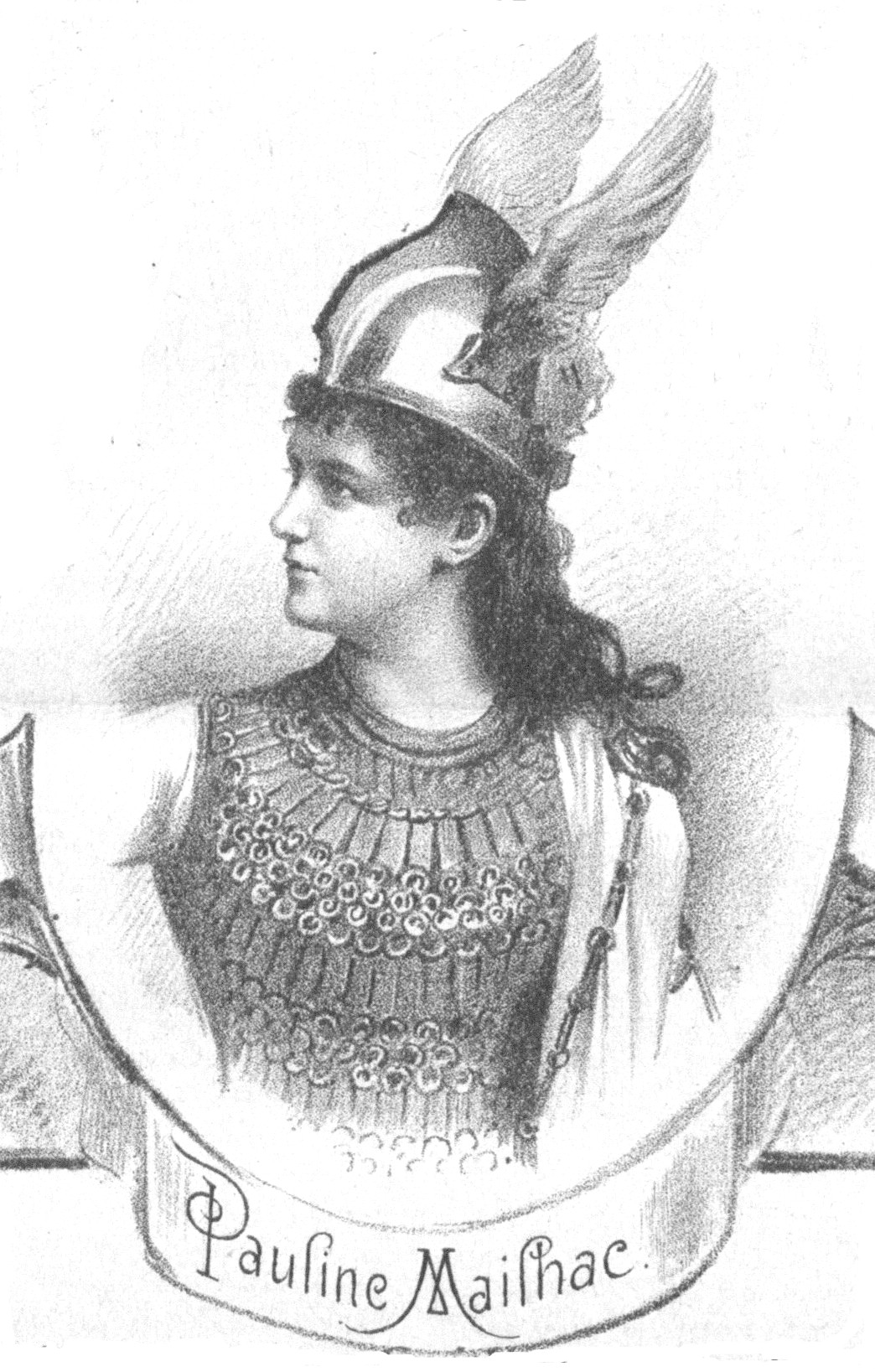
Pauline Mailhac
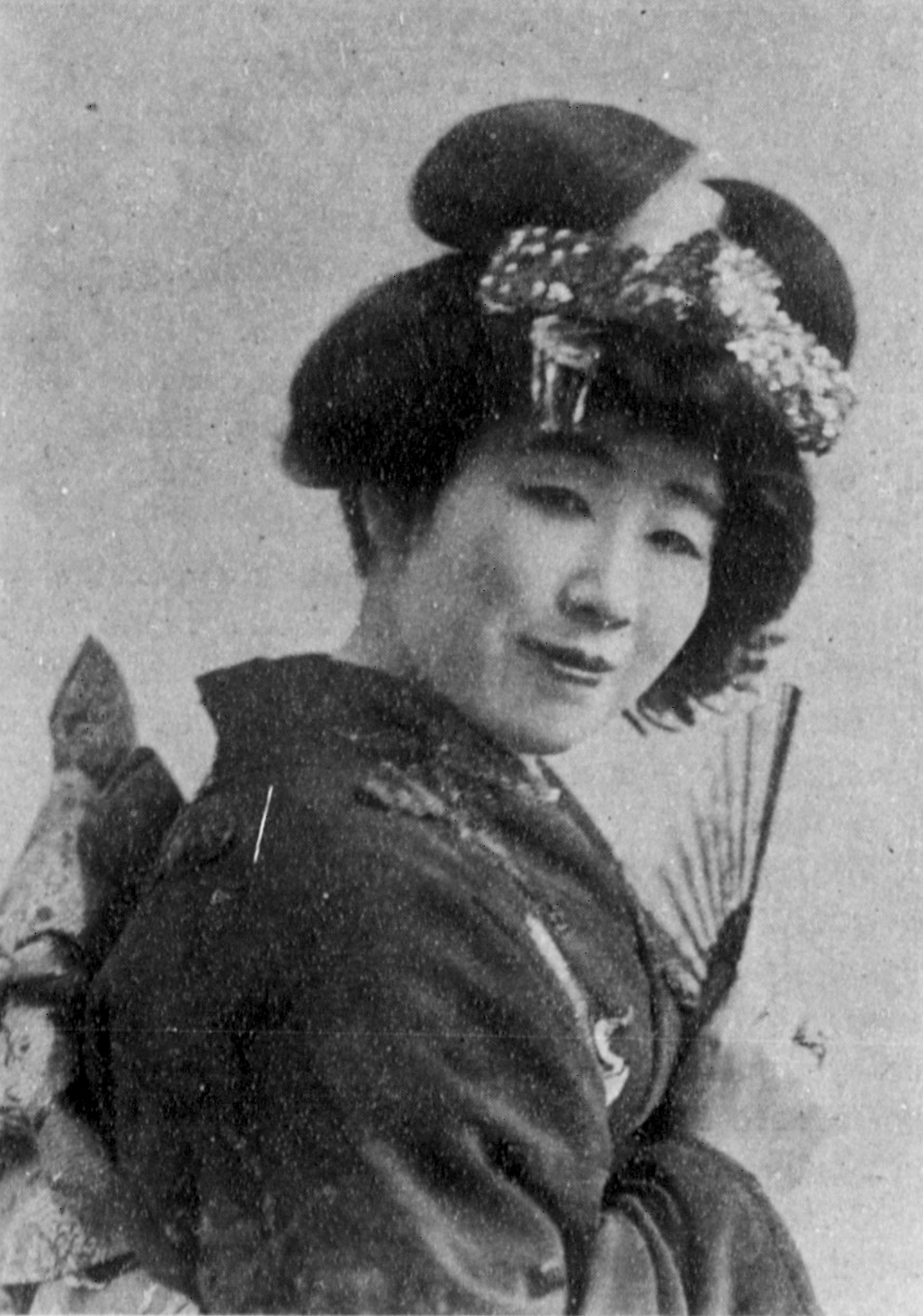
Tamaki Miura
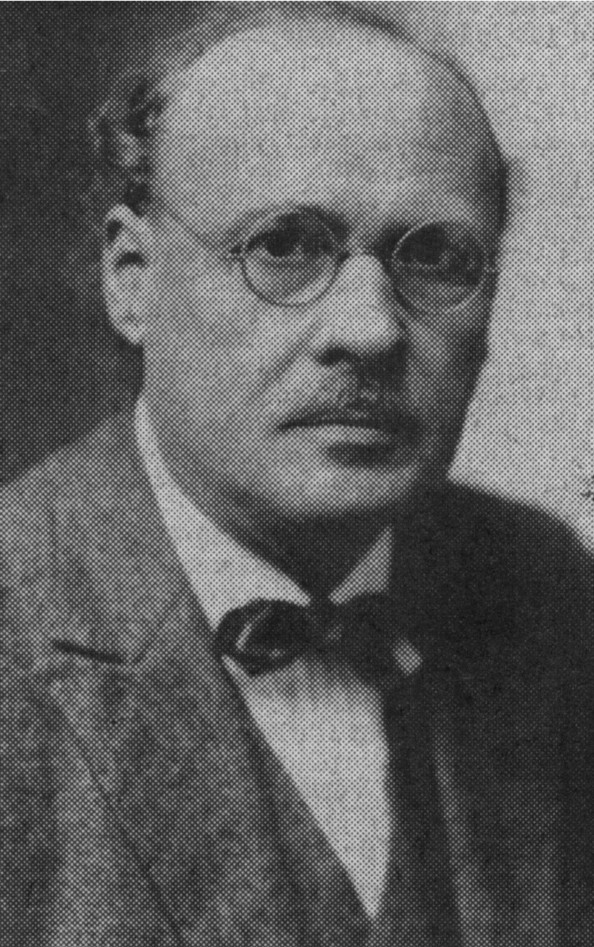
Erhard Kutschenreuter
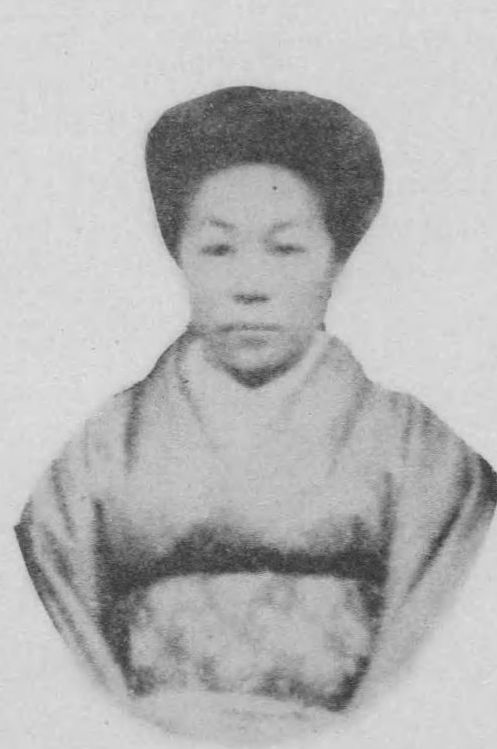
Koda Nobu
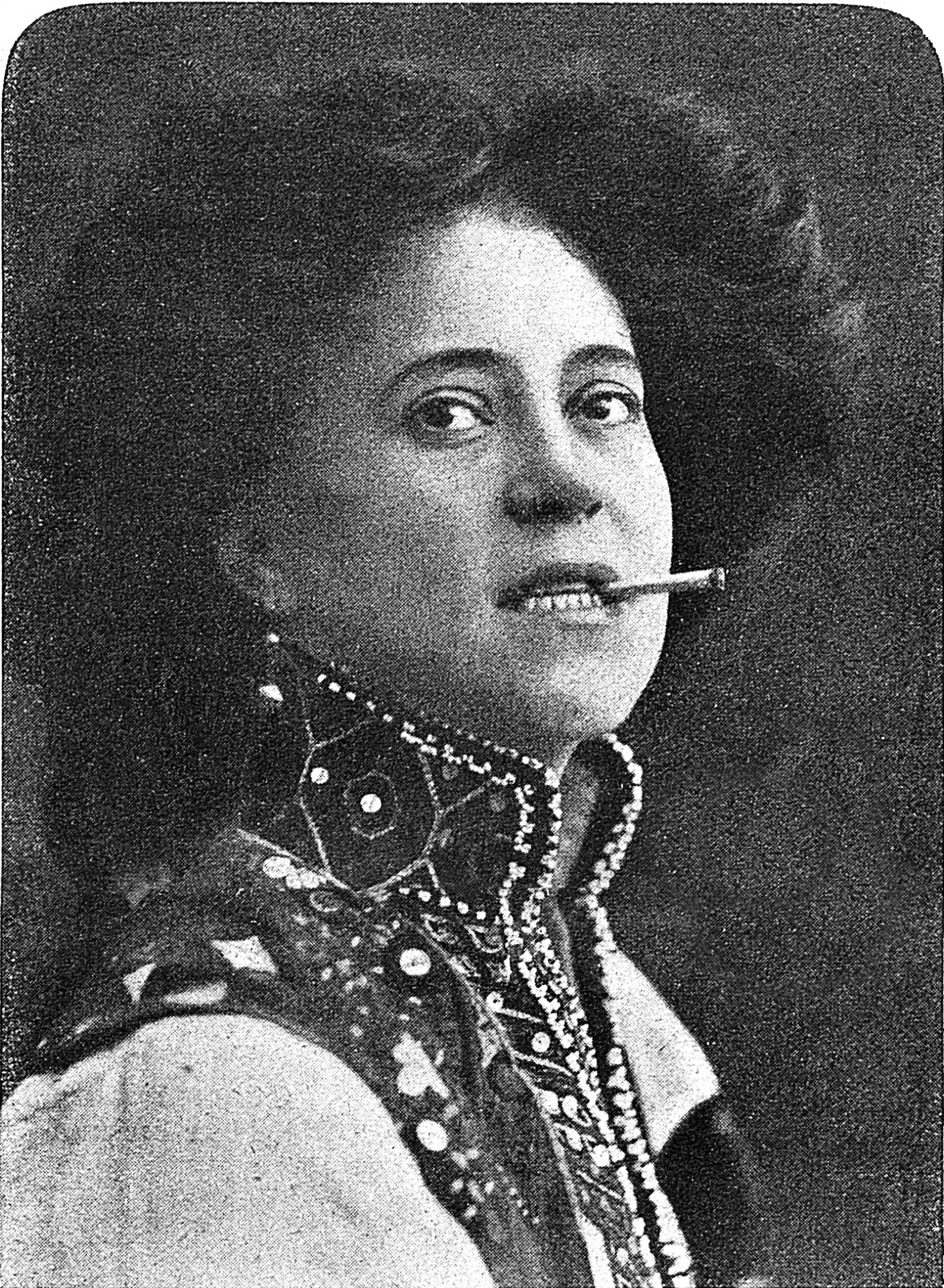
Marietta Olly
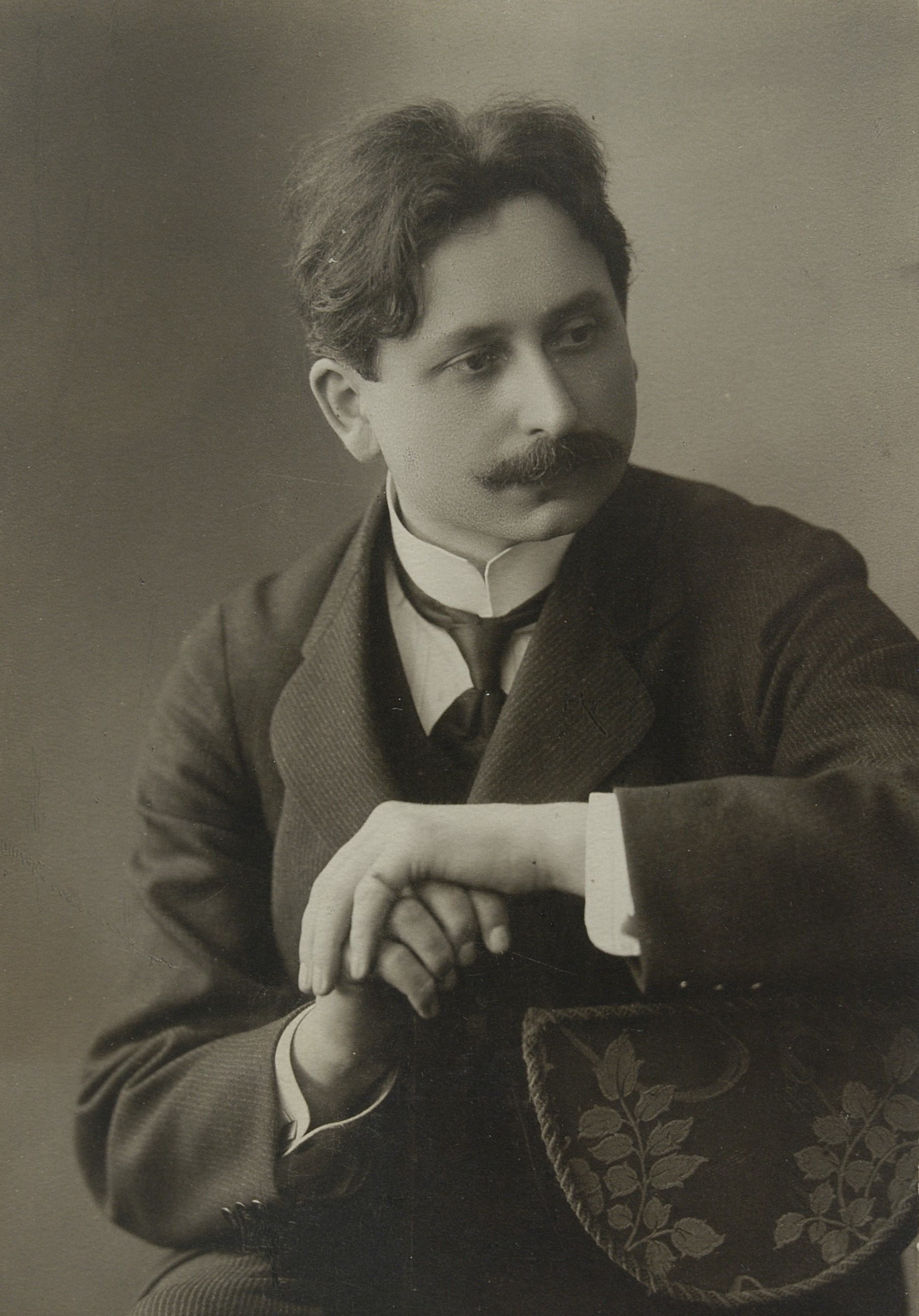
Feliks Nowowiejski
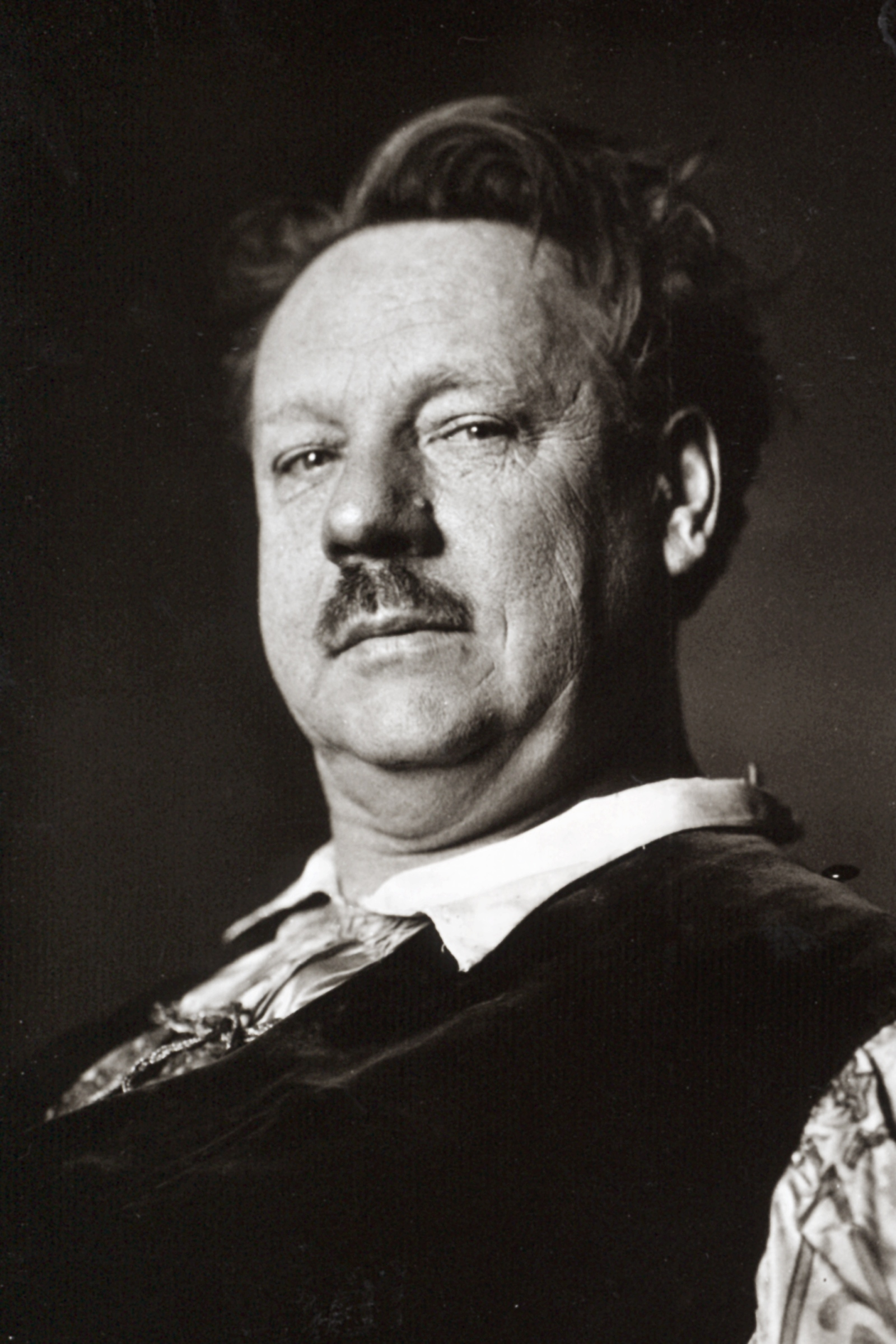
Leo Slezak
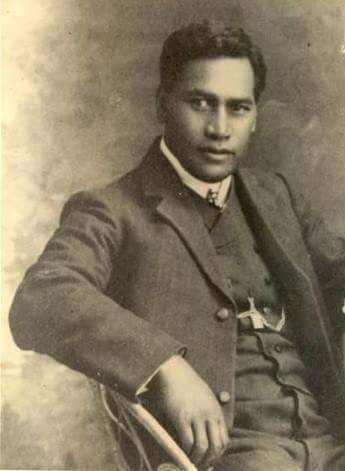
Paraire Tomoana
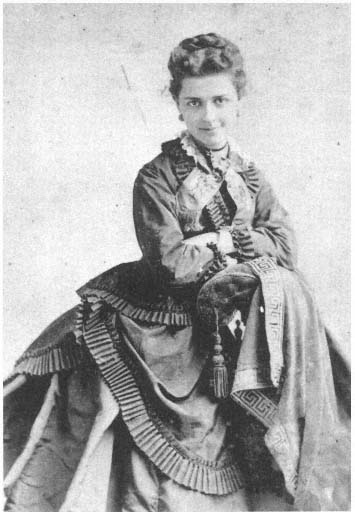
Jeannette Thurber
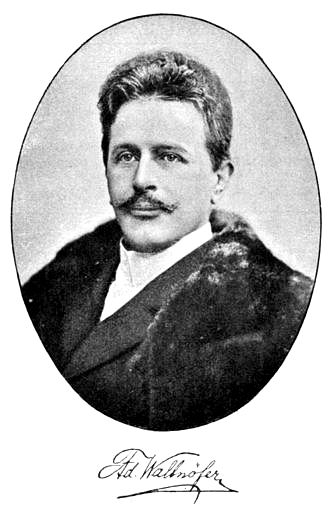
Adolf Wallnöfer
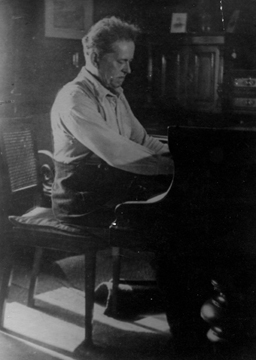
Rudolf Zwintscher
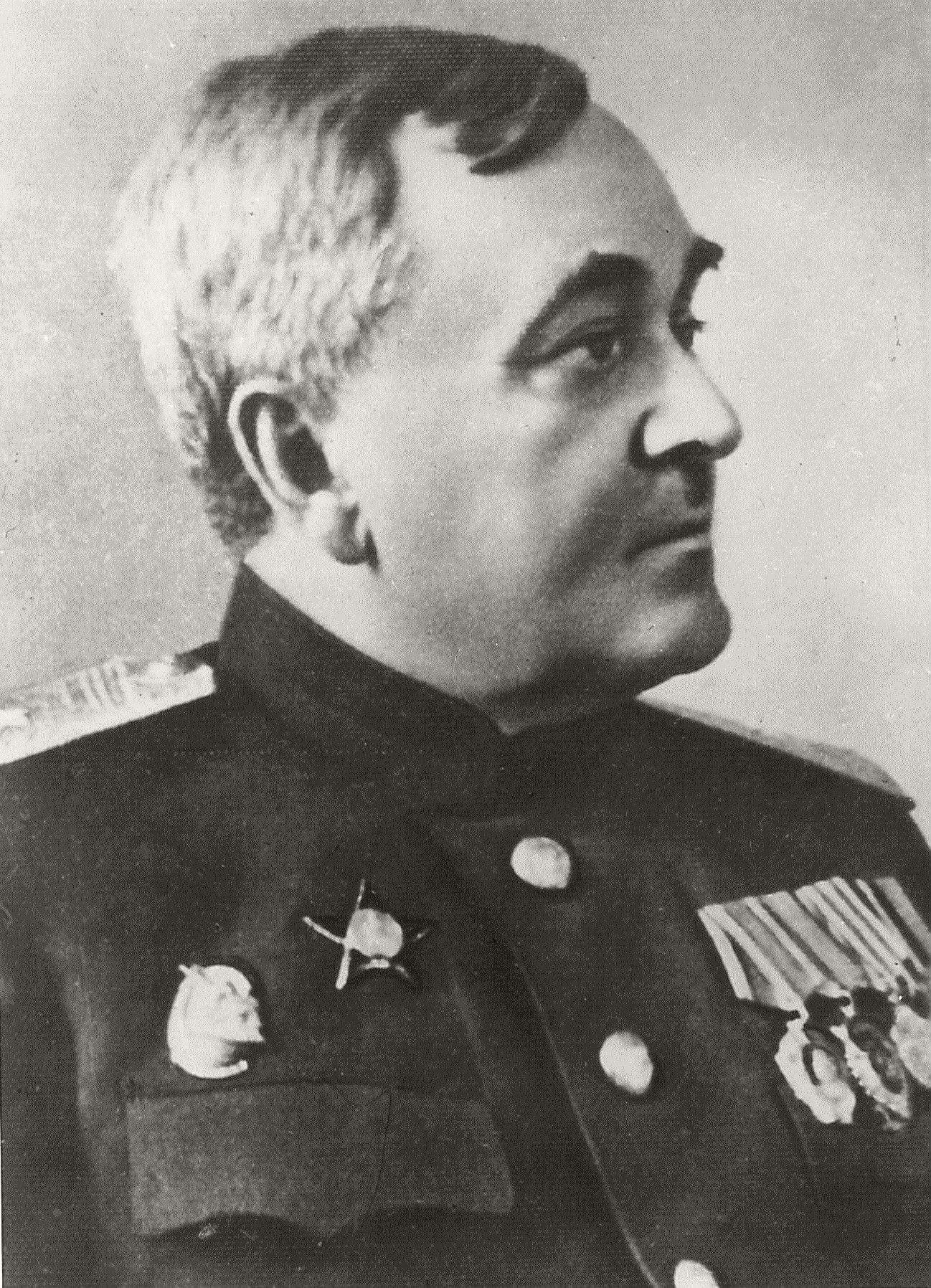
Alexander Alexandrow
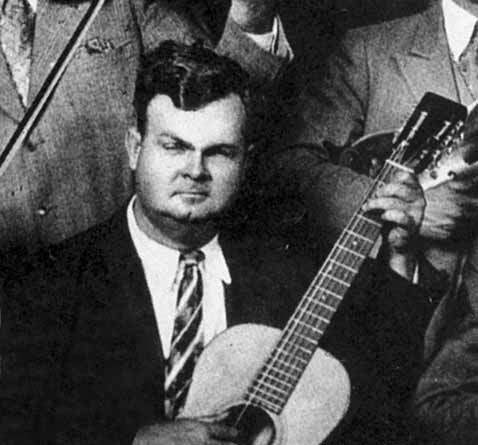
Riley Puckett
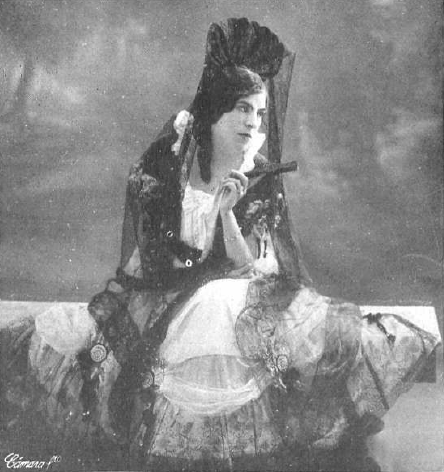
María Barrientos
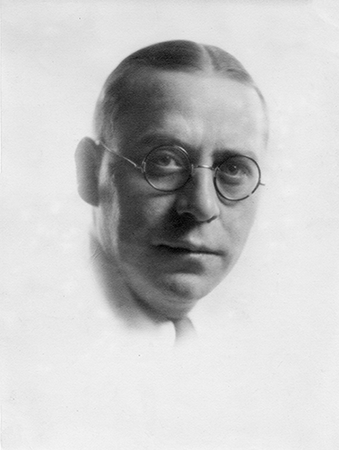
Charles Amberg
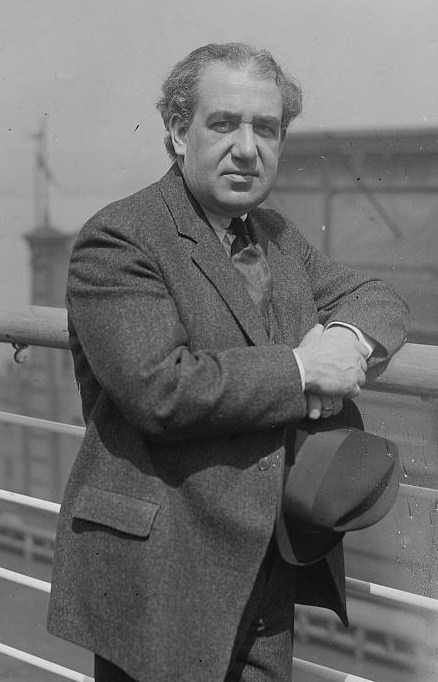
Channing Pollock
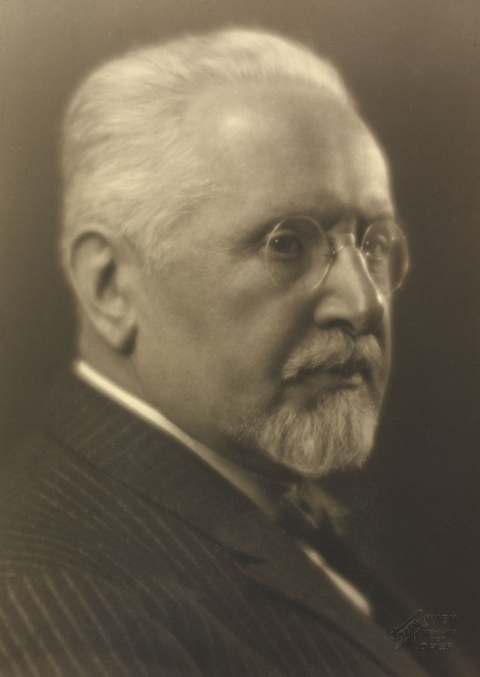
Arnold Rosé
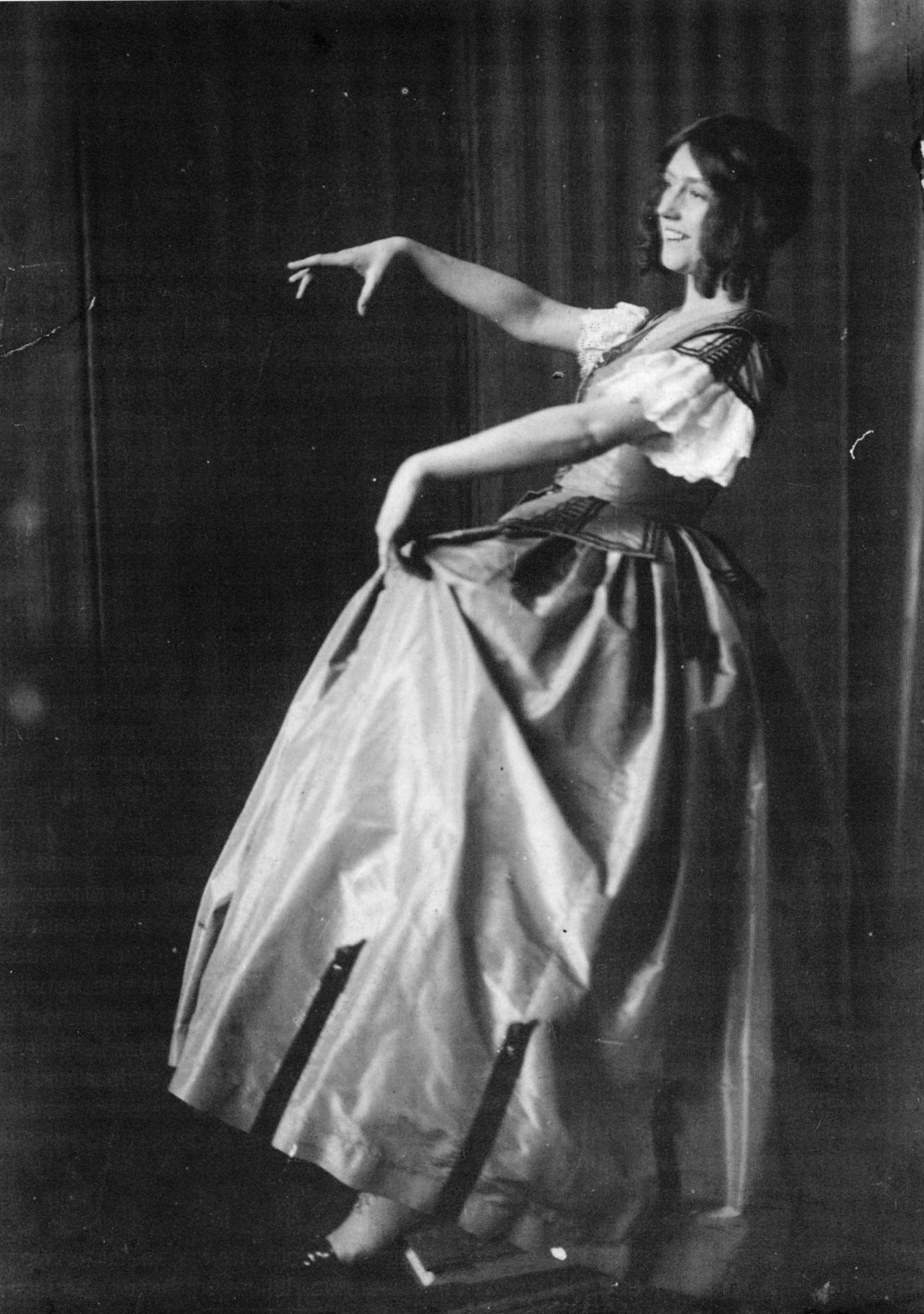
Gertrude Barrison
Moriz Rosenthal
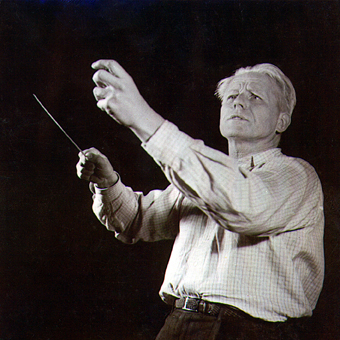
Franz von Hoeßlin
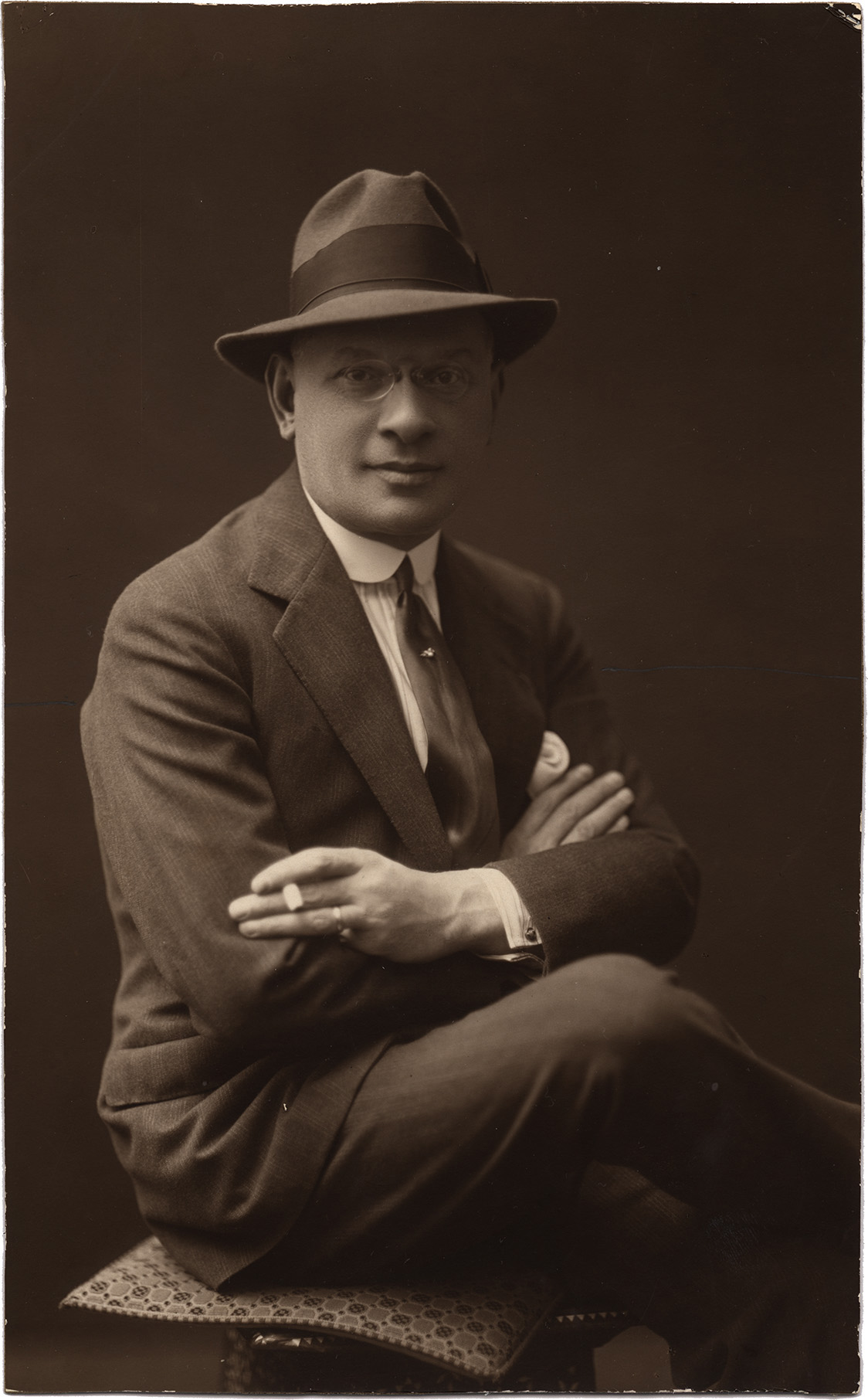
Giuseppe Adami
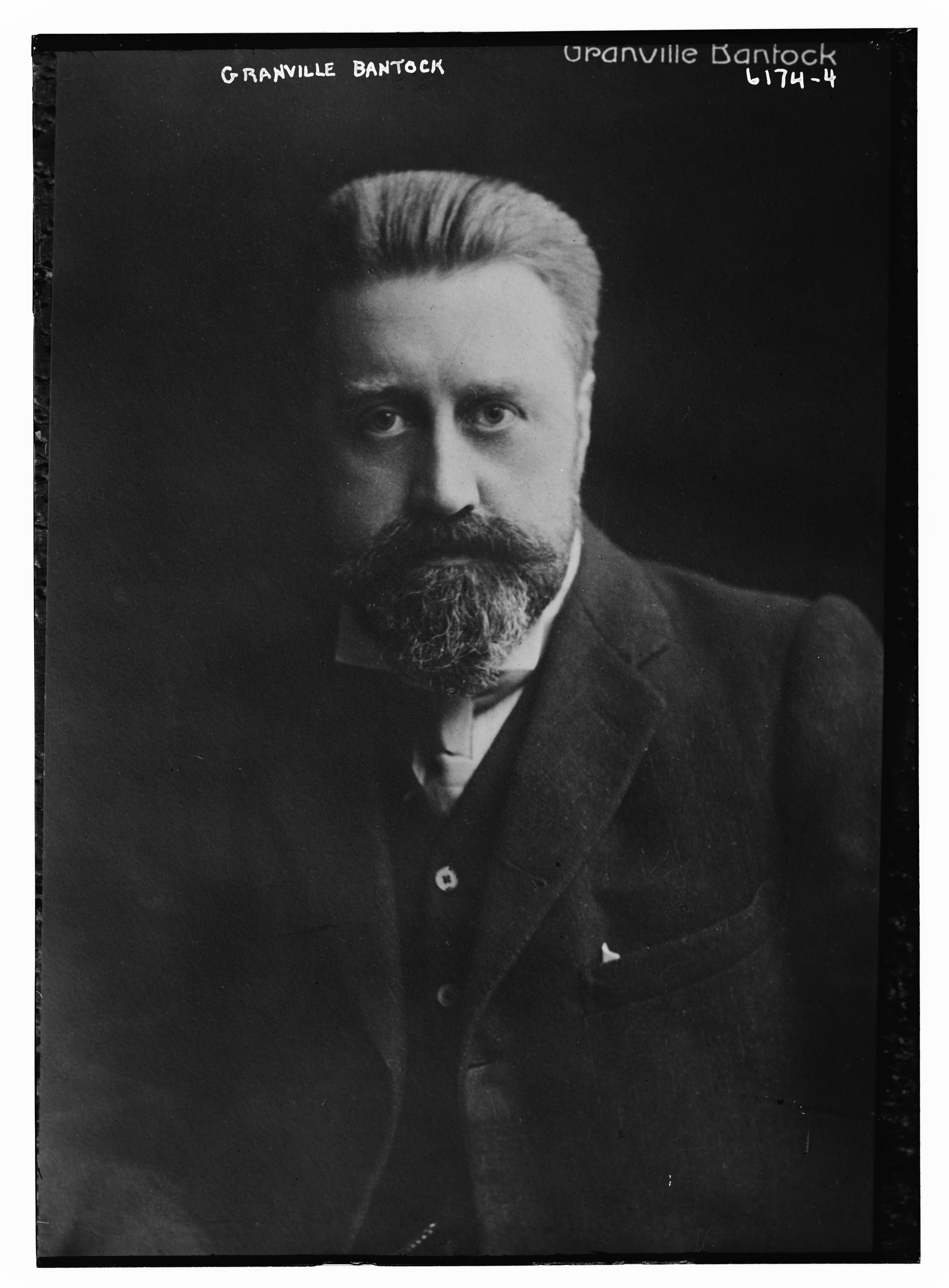
Granville Bantock
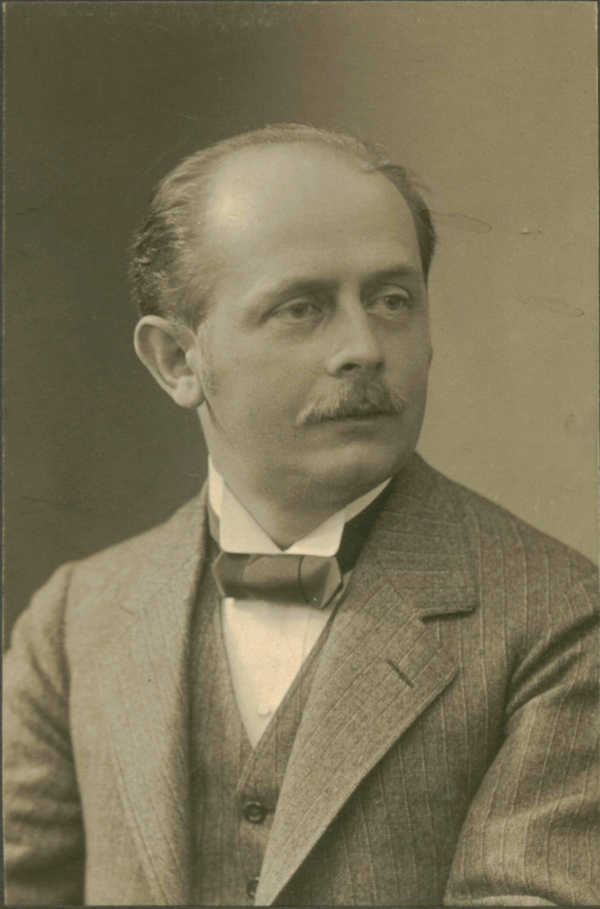
Adolf Huber
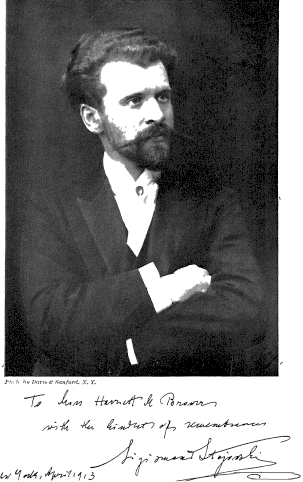
Zygmunt Stojowski
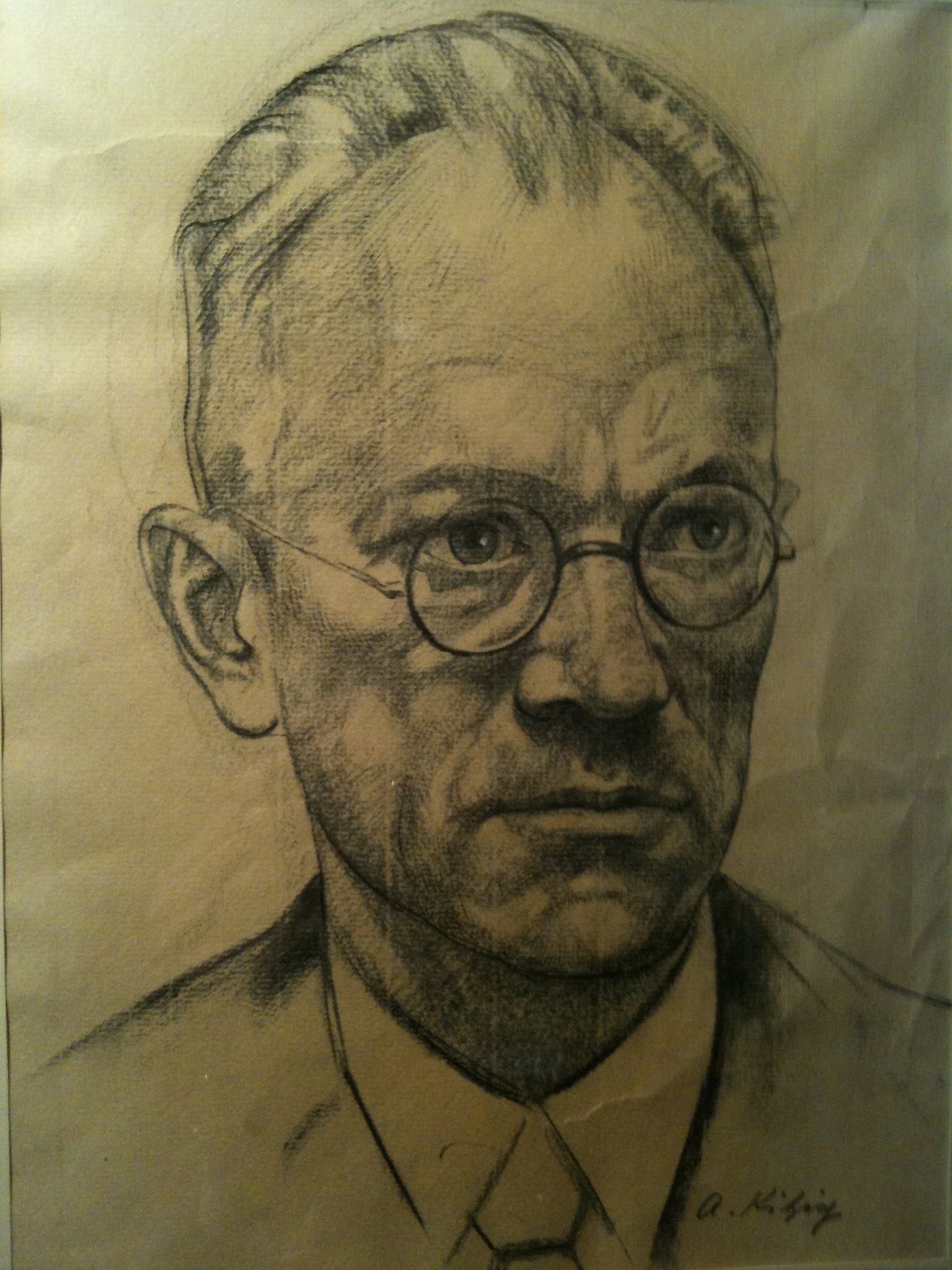
Franz Dahlke
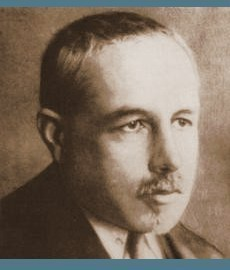
Maximilian Steinberg
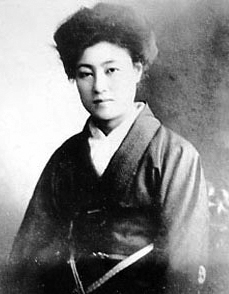
Sadayakko Kawakami
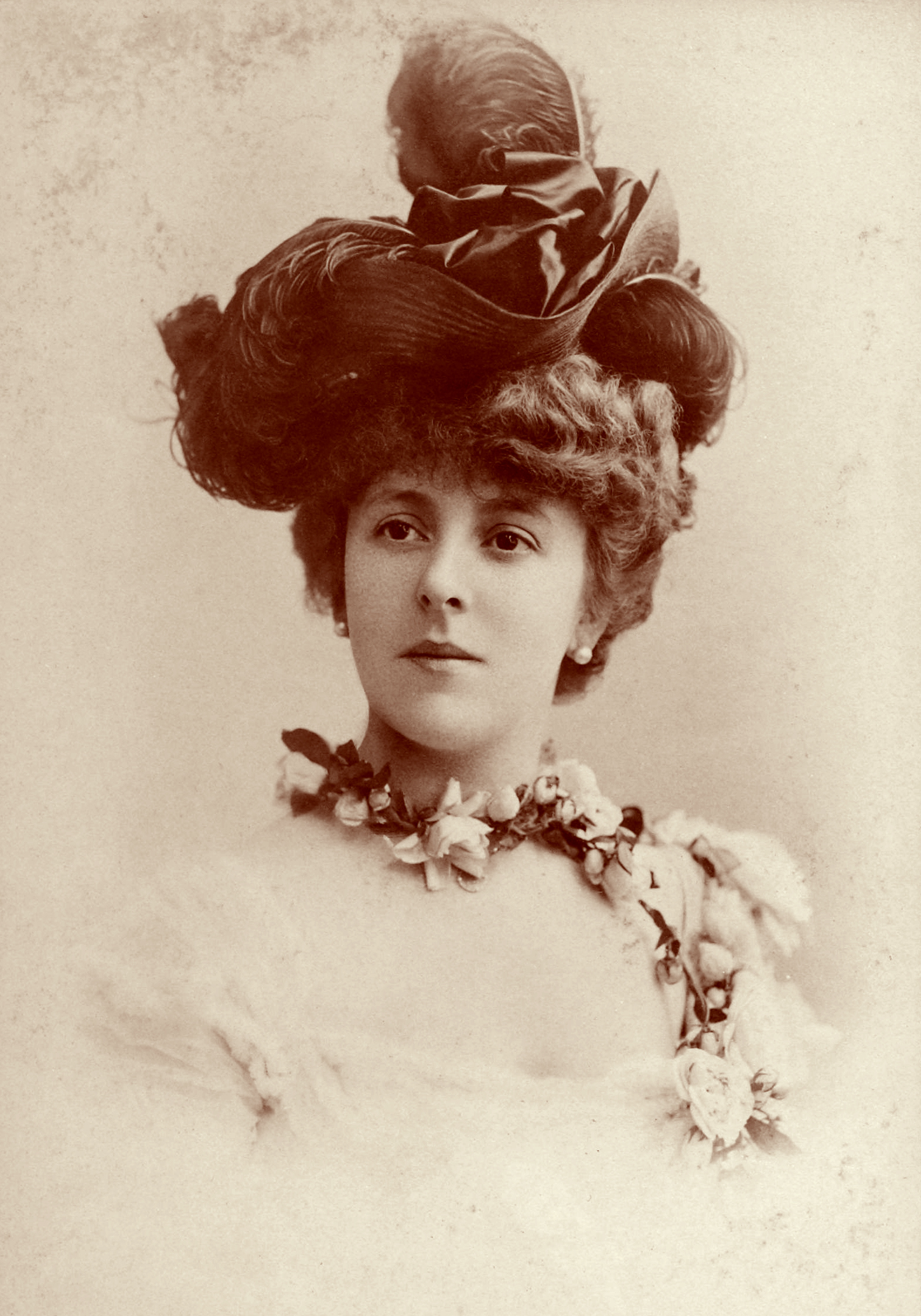
Emilienne D’Alencon
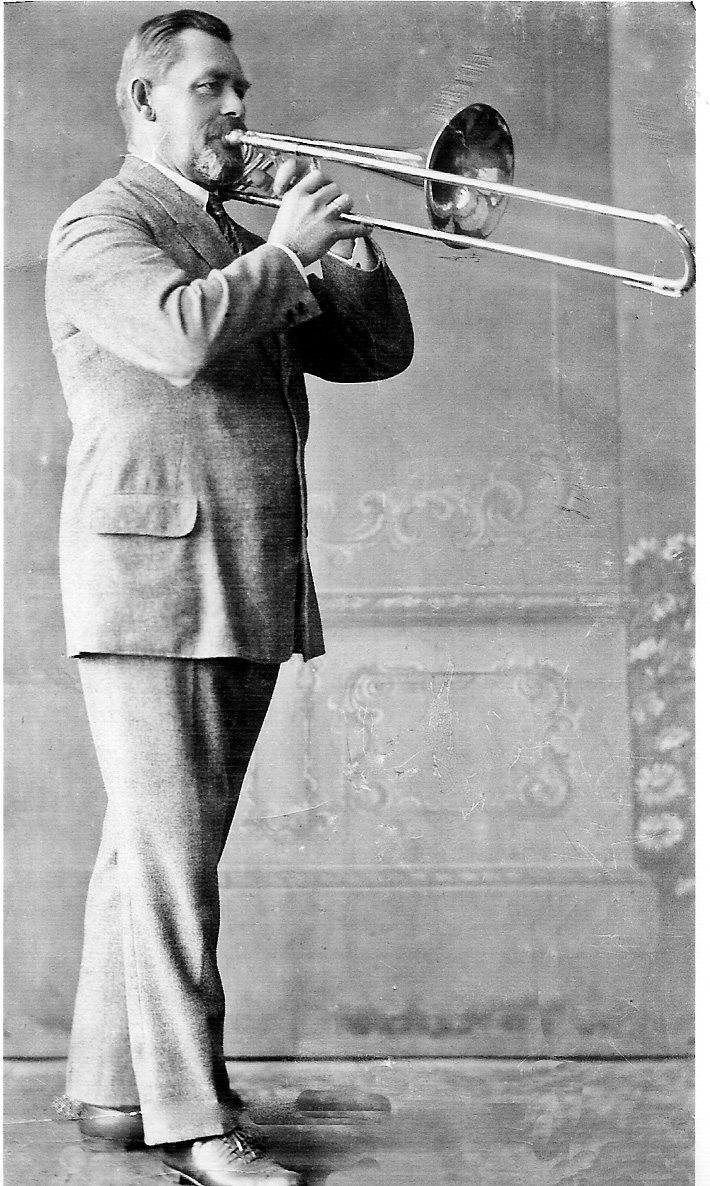
Eugen Reiche

### Januar bis März
- 02. Januar: Jeannette Thurber, US-amerikanische Musikmäzenin sowie Gründerin und Präsidentin der National Conservatory of Music of America in New York City (* 1850)
- 05. Januar: Eduardo Brito, dominikanischer Opern- und Zarzuelasänger (Bariton) (* 1905)
- 07. Januar: Adam Didur, polnischer Opernsänger (* 1874)
- 07. Januar: Carl Henze, deutscher Gitarrist, Komponist, Dirigent und Musikpädagoge (* 1872)
- 10. Januar: Cornélie van Zanten, niederländische Opernsängerin (* 1855)
- 12. Januar: Dill Katz, britischer Jazzbassist († 2025)
- 18. Januar: Martin Frey, deutscher Pianist und Klavierpädagoge (* 1872)
- 18. Januar: Feliks Nowowiejski, polnischer Komponist, Dirigent, Organist und Musiklehrer (* 1877)
- 18. Januar: Lew Pollack, US-amerikanischer Komponist (* 1895)
- 24. Januar: Karl Krehahn, österreichischer Musikpädagoge (* 1869)
- 24. Januar: Otto Schröder, deutscher Musiker, Kantor sowie Komponist (* 1860)
- 27. Januar: Paul Kalisch, deutscher Opernsänger (* 1855)
- 29. Januar: Sidney Jones, britischer Komponist und Dirigent (* 1861)
- 02. Februar: John Michael Diack, schottischer Musikverleger, Komponist und Vokalpädagoge (* 1869)
- 02. Februar: Heinrich Jalowetz, österreichischer Dirigent und Komponist (* 1882)
- 06. Februar: Eduard Behm, deutscher Pianist und Komponist (* 1862)
- 06. Februar: Oswald Kabasta, österreichischer Dirigent und Komponist (* 1896)
- 07. Februar: Rudolf Zwintscher, deutscher Pianist und Musikpädagoge (* 1871)
- 09. Februar: Robert Burg, deutscher Hofopernsänger und Kammersänger (* 1890)
- 12. Februar: Reinhold Schaad, deutscher Cellist, Komponist und Dichter (* 1884)
- 15. Februar: Putney Dandridge, US-amerikanischer Jazzpianist und Sänger (* 1902)
- 15. Februar: Eugen Reiche, deutscher Posaunist und Komponist der Spätromantik (* 1878)
- 16. Februar: Jewgeni Franzewitsch Witatschek, tschechisch-russischer Geigenbauer (* 1880)
- 18. Februar: Theodor Veidl, deutscher Komponist (* 1885)
- 22. Februar: Theodor Ludwig Karl Krieghoff, deutscher Musiker und Komponist (* 1879)
- 23. Februar: Johann Brussig, deutscher Komponist und Gründer eines Notenverlages (* 1867)
- 24. Februar: Hugh Allen, britischer Dirigent, Organist und Musikpädagoge (* 1869)
- 28. Februar: Wladimir Iwanowitsch Belski, russischer Librettist (* 1866)
- 05. März: Wilhelm Fassbinder, deutscher Opernsänger (* 1887)
- 05. März: Eugène Sartory, französischer Streichinstrumenten-Bogenbauer (* 1871)
- 11. März: August von Othegraven, deutscher Komponist und Musikpädagoge (* 1864)
- 13. März: Thomas Dunhill, britischer Komponist (* 1877)
- 13. März: Josef Snaga, deutscher Kapellmeister und Komponist (* 1871)
- 24. März: Aline Friede, deutsche Opernsängerin (* 1856)
- 25. März: Emil Ruh, Schweizer Komponist und Dirigent (* 1884)
- 26. März: Alexandru Zirra, rumänischer Komponist (* 1883)
- 27. März: Maximilian Moris, deutscher Opernregisseur und Theaterleiter (* 1864)
- 27. März: Ernst Praetorius, deutscher Dirigent, Generalmusikdirektor, Hochschullehrer und Musikhistoriker (* 1880)
- 27. März: Carl Snoeck, niederländischer Violinist, Konzertmeister und Dirigent (* 1885)
- 28. März: Otto Wolf, deutscher Violinist und Hofopernsänger (* 1871)

### April bis Juni
- 05. April: Vincent Youmans, US-amerikanischer Musical-Komponist (* 1898)
- 07. April: Dave Nelson, US-amerikanischer Jazz-Trompeter und Pianist (* 1905)
- 09. April: August Ludwig, deutscher Komponist, Schriftsteller und Redakteur (* 1865)
- 09. April: Pauline Mailhac, österreichisch-deutsche Opernsängerin (* 1858)
- 13. April: William Henry Bell, britischer Komponist, Dirigent und Hochschullehrer (* 1873)
- 13. April: Suzanne Chaigneau, französische Geigerin und Musikpädagogin (* 1875)
- 15. April: Paraire Tomoana, Māoriführer und Liedtexter
- 16. April: August Junker, deutscher Volkssänger (* 1871)
- 23. April: Jesús Castillo, guatemaltekischer Komponist (* 1877)
- 29. April: Teddy Brown, US-amerikanischer Unterhaltungskünstler und Musiker (* 1900)
- 01. Mai: Edward Bairstow, britischer Organist, Pädagoge, Komponist, Chorleiter und Dirigent (* 1874)
- 01. Mai: Marietta Olly, österreichische Theater- und Filmschauspielerin (* 1873)
- 01. Mai: Percy Whitlock, britischer Komponist und Organist (* 1903)
- 03. Mai: Clara Lichtenstein, britische Pianistin und Musikpädagogin (* um 1860)
- 06. Mai: Erhard Kutschenreuter, deutscher Komponist (* 1873)
- 10. Mai: Catulo da Paixão Cearense, brasilianischer Sänger, Komponist und Dichter (* 1863)
- 11. Mai: Ernst Wettig-Weissenborn, niederländischer Komponist deutscher Abstammung (* 1868)
- 11. Mai: Albertine Zehme, österreichische Schauspielerin, Sängerin und Rezitatorin (* 1857)
- 12. Mai: Germain Lefebrve, kanadischer Sänger, Chorleiter und Musikpädagoge (* 1889)
- 13. Mai: Tubby Hall, amerikanischer Jazzschlagzeuger (* 1895)
- 20. Mai: Emil Frey, Schweizer Komponist, Pianist und Musikpädagoge (* 1889)
- 20. Mai: Paul Krause, deutscher Komponist und Organist (* 1880)
- 26. Mai: Miura Tamaki, japanische Opernsängerin (* 1884)
- 27. Mai: Rudolf Hunziker, Schweizer Literatur- und Musikwissenschaftler (* 1870)
- 29. Mai: Alma Fahlstrøm, norwegische Schauspielerin und Theatermanagerin (* 1863)
- 01. Juni: Leo Slezak, österreichischer Opernsänger und Schauspieler (* 1873)
- 09. Juni: Adolf Wallnöfer, österreichischer Komponist und klassischer Tenor (* 1854)
- 13. Juni: Josef Holzer, österreichischer Dirigent (* 1881)
- 14. Juni: Kōda Nobu, japanische Violinistin, Pianistin und Komponistin (* 1870)
- 16. Juni: Heniot Levy, polnisch-amerikanischer Pianist und Musikpädagoge (* 1879)
- 21. Juni: Heinrich Kaminski, deutscher Komponist (* 1886)
- 30. Juni: Wilhelm Bornemann, deutscher evangelischer Theologe und Kirchenlieddichter (* 1858)

### Juli bis September
- 08. Juli: Alexander Alexandrow, russischer Komponist und Chorleiter (* 1883)
- 14. Juli: Riley Puckett, US-amerikanischer Countrymusiker (* 1894)
- 20. Juli: Tricky Sam Nanton, US-amerikanischer Jazz-Posaunist (* 1904)
- 28. Juli: Sigvaldi Kaldalóns, isländischer Komponist und Arzt (* 1881)
- 02. August: Ernst Kurth, Schweizer Musiktheoretiker (* 1886)
- 03. August: Mario Paci, italienischer Pianist und Dirigent (* 1878)
- 04. August: Raoul Paquet, kanadischer Organist, Musikpädagoge und Komponist (* 1893)
- 08. August: Maria Barrientos, spanische Opernsängerin (* 1884)
- 10. August: Sigismund Witt, deutscher Komponist, Pianist und Orchesterleiter (* 1898)
- 11. August: Giuseppe Pietri, italienischer Komponist (* 1886)
- 15. August: Charles Amberg, deutscher Librettist, Schlagertexter und Komponist (* 1894)
- 17. August: Channing Pollock, US-amerikanischer Dramatiker, Drehbuchautor, Theaterkritiker und Komponist (* 1880)
- 19. August: Max Raebel, deutscher Komponist, Maler, Skandinavien- und Polarforscher (* 1874)
- 19. August: Kurt Soldan, deutscher Komponist, Dirigent und Klaviervirtuose (* 1891)
- 24. August: Antonio Paoli, puerto-ricanischer Opernsänger (* 1871)
- 25. August: Arnold Rosé, österreichischer Violinist, Konzertmeister und Musiklehrer (* 1863)
- 28. August: Gertrude Barrison, dänische Tänzerin, Sängerin und Schauspielerin (* 1880)
- 28. August: Willy Engel-Berger, deutscher und österreichischer Komponist und Filmmusiker (* 1890)
- 31. August: Paul von Klenau, dänischer Komponist und Dirigent (* 1883)
- 03. September: Paul Lincke, deutscher Komponist und Theaterkapellmeister (* 1866)
- 03. September: Moriz Rosenthal, polnisch-amerikanischer Pianist (* 1862)
- 16. September: Ludwig Plaß, deutscher Militärmusiker und Posaunist (* 1864)
- 16. September: Franklin Whitman Robinson, US-amerikanischer Organist und Musikpädagoge (* 1875)
- 22. September: Lily Klee, deutsche Pianistin (* 1876)
- 23. September: Paul Gerhardt, deutscher Komponist und Organist (* 1867)
- 25. September: Erna von Hoeßlin, deutsche Schauspielerin, Opern-, Lied- und Konzertsängerin (* 1889)
- 25. September: Franz von Hoeßlin, deutscher Dirigent (* 1885)
- 30. September: Jan Heřman, tschechischer Pianist und Musikpädagoge (* 1886)

### Oktober bis Dezember
- 02. Oktober: Eduard Bass, tschechischer Schriftsteller, Journalist, Sänger, Schauspieler, Rezitator, Cenferencier und Texter (* 1888)
- 03. Oktober: James Tim Brymn, amerikanischer Komponist, Orchesterleiter und Pianist (* 1874 oder 1881)
- 11. Oktober: Karl Wessely, deutscher Opernsänger (* 1908)
- 12. Oktober: Giuseppe Adami, italienischer Dramatiker, Librettist, Drehbuchautor und Musikkritiker (* 1878)
- 15. Oktober: Otto Voss, Konzertpianist, Klavierpädagoge und Komponist (* 1875)
- 16. Oktober: Sir Granville Bantock, britischer Komponist (* 1868)
- 25. Oktober: Jules Mouquet, französischer Komponist (* 1867)
- 30. Oktober: Mamie Smith, US-amerikanische Vaudeville-Sängerin, Tänzerin, Pianistin und Schauspielerin (* 1891)
- 01. November: Adolf Huber, deutscher Musiker, Pädagoge und Komponist (* 1872)
- 02. November: Peter Hegar, Schweizer Opernsänger (* 1882)
- 02. November: Sigfrid Walther Müller, deutscher Komponist (* 1905)
- 02. November: Cyriel van den Abeele, belgischer Organist und Komponist (* 1875)
- 05. November: Zygmunt Stojowski, polnischer Pianist und Komponist (* 1870)
- 14. November: Manuel de Falla, spanischer Komponist (* 1876)
- 15. November: Gian Giuseppe Bernardi, italienischer Komponist, Musiktheoretiker und Musikpädagoge (* 1865)
- 16. November: Giovanni Anfossi, italienischer Komponist, Pianist und Musikpädagoge (* 1864)
- 22. November: Hans Bussard, deutscher Theaterschauspieler, Opernsänger (Tenor), Regisseur und Gesangspädagoge (* 1863)
- 23. November: Johan Victor Dahlberg, niederländischer Komponist (* 1915)
- 24. November: Alfonso Broqua, uruguayischer Komponist (* 1876)
- 28. November: Franz Dahlke, deutscher Musikpädagoge und Komponist (* 1893)
- 06. Dezember: Winston Holmes, US-amerikanischer Blues-Sänger, Promoter und Musikproduzent (* 1879)
- 06. Dezember: Maximilian Steinberg, russischer Komponist (* 1883)
- 07. Dezember: Kawakami Sadayakko, japanische Schauspielerin und Tänzerin (* 1871)
- 19. Dezember: Louis Albert Adroit, französischer Kapellmeister, Musikpädagoge und Komponist (* 1875)
- 21. Dezember: Armando Augusto Salgado Freire, portugiesischer Gitarrist und Komponist (* 1891)
- 26. Dezember: Hans Volkmann, deutscher Musikwissenschaftler und Pädagoge (* 1875)
- 27. Dezember: Richard Waldemar, österreichischer Schauspieler (* 1869)
- 29. Dezember: Camillo Schumann, deutscher spätromantischer Komponist (* 1872)
- 29. Dezember: Bobby Stark, US-amerikanischer Jazz-Trompeter (* 1906)
- 30. Dezember: Charles Wakefield Cadman, US-amerikanischer Komponist (* 1881)
- 00. Dezember: Leonardo Aramesco, ungarischer Tenor (* 1898)

### Genaues Todesdatum unbekannt
- Émilienne d’Alençon, französische Ballett-Tänzerin und Schauspielerin (* 1869)
- Franz Hoffmann, österreichischer Militärkapellmeister und Komponist (* 1872)
- Ákos László, ungarischer Komponist (* 1871)
- Umberto di Lelio, italienischer Opernsänger (Bass) und Gesangspädagoge (* 1890)
- A. Albert Noelte, deutsch-amerikanischer Komponist, Musikpädagoge und -kritiker (* 1885)
- Emilio Perea, italienischer Opernsänger (* 1884)
- Manuel Perez, US-amerikanischer Jazz-Trompeter und Bandleader (* 1871)
- Joseph Petit, US-amerikanischer Jazzmusiker (* 1873 oder 1880)
- Max Stury, deutscher Maler und Opernsänger (* 1869)
- Max Walter, deutscher Kirchenmusiker und Komponist (* 1899)